# Прибуткові будинки Києва
Київські прибуткові будинки — багатоквартирні житлові будинки, призначені для здачі квартир в оренду. За підрахунками дослідників, на зламі XIX-XX сторіч у Києві звели близько 850 прибуткових будинків.
Власниками прибуткових будинків були приватні особи, заможні архітектори, комерційні і благодійні товариства, навчальні заклади, сиротинці, монастирі та інші установи, які прагнули отримати стабільне джерело прибутку.
Переважна більшість прибуткових будинків поставлена на облік пам'яток архітектури. Частина пам'яток знищена.

## Історія

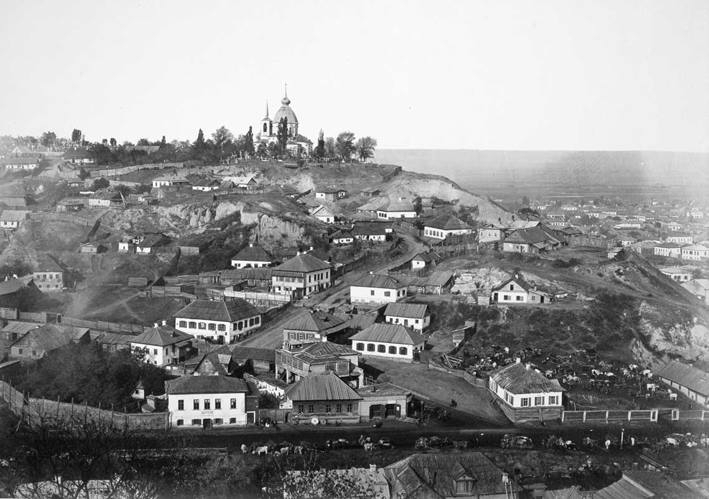
Церква і побілені за давнім українським звичаєм будинки — типовий краєвид Києва XIX століття. Гора Щекавиця

На початку XIX століття загальний краєвид Києва формували церкви, монастирі й потиньковані та побілені за давнім українським звичаєм одно- або двоповерхові будинки.
У 1830-х роках архітектори Вікентій Беретті, Людвік Станзані та інженер Л.Шмегельський склали генеральний план Києва. Подальший розвиток міста передбачався в районах Нової Забудови, Лук'янівки і Куренівки та в напрямку Святошина. Водночас до кінця XIX сторіччя переважну частину забудови становили дерев'яні будівлі. Так, 1856 року з-поміж 4873 будинків лише 361, або 7 %, — кам'яниці. У 1871—1873 роках було зведено 117 нових кам'яних будинків, переважно особняків, одноповерхових і двоповерхових будинків.
З другої третини XIX століття київська влада надавала забудовникам землю (спочатку безкоштовно) за умови, що власник впродовж трьох років із дня укладання угоди про продаж забудує ділянку. Інакше її відбирали.

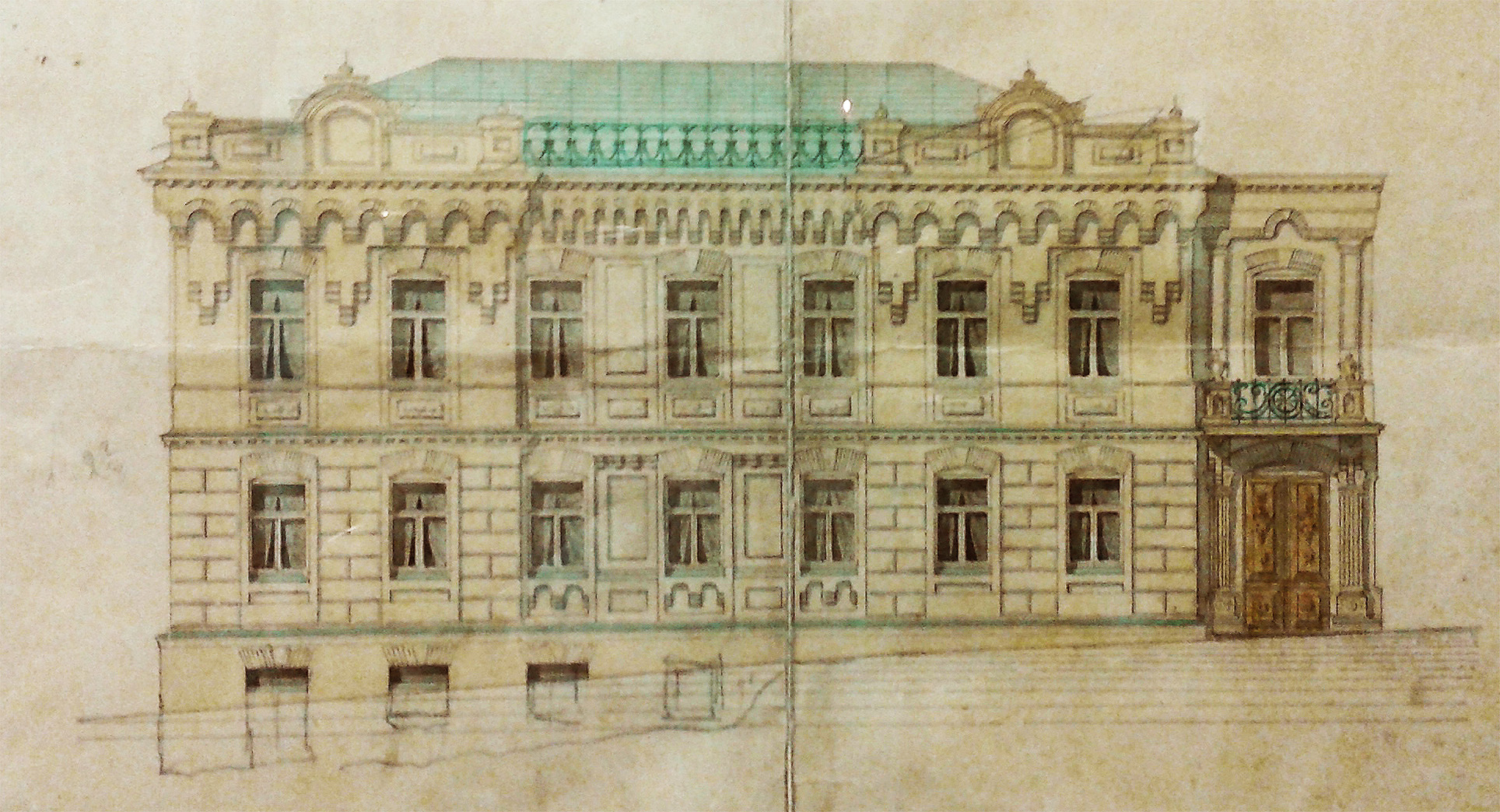
Будинок Листовничого на Андріївському узвозі, 13 (1888)

Вулиці забудовували особняками, зведеними у 1830—1850-х роках за індивідуальними проєктами, і прибутковими будинками, спорудженими у 1860—1910-х роках за типовими проєктами для отримання прибутку від проданих або здаваних в оренду квартир. Найтиповішою кам'яницею з-поміж перших прибуткових будинків у Києві був двоповерховий Будинок Листовничого на Андріївському узвозі, 13, зведений 1888 року за проєктом київського архітектора Миколи Горденіна на замовлення дружини київського купця Віри Літошенко.
Кам'яниця була з бічними парадними сходами і заскленою галереєю. У будинку було всього дві квартири (по одній на поверсі) і крамниця з квартиркою. Винаймалися краща квартира із семи кімнат на другому поверсі і крамничка з квартиркою. А власники буднику мешкали у п'ятикімнатній квартирі на першому поверсі.
Водночас з'являються поки що поодинокі триповерхові будинки, як наприклад, флігель 1878 року архітектора Павла Спарро на Костельній, 4 (не зберігся) і житловий будинок 1880 року на Великій Житомирській, 34.
Бурхливий розвиток промисловості, передусім цукрової, залізничного і водного транспорту, проведення щорічних київських контрактових ярмарків, збільшення населення міста сприяли інтенсивній розбудові Києва.
Міським будівництвом керував будівельний відділ міської управи. До його складу входили архітектор, інженер, землемір, які складали й розглядали проєкти, кошториси, давали дозвіл на будівництво, перевіряли виконання будівельних вимог і звіти про будівництво. Після підписання головою будівельного відділення рішення про будівництво проєкти будинків погоджувала міська дума.

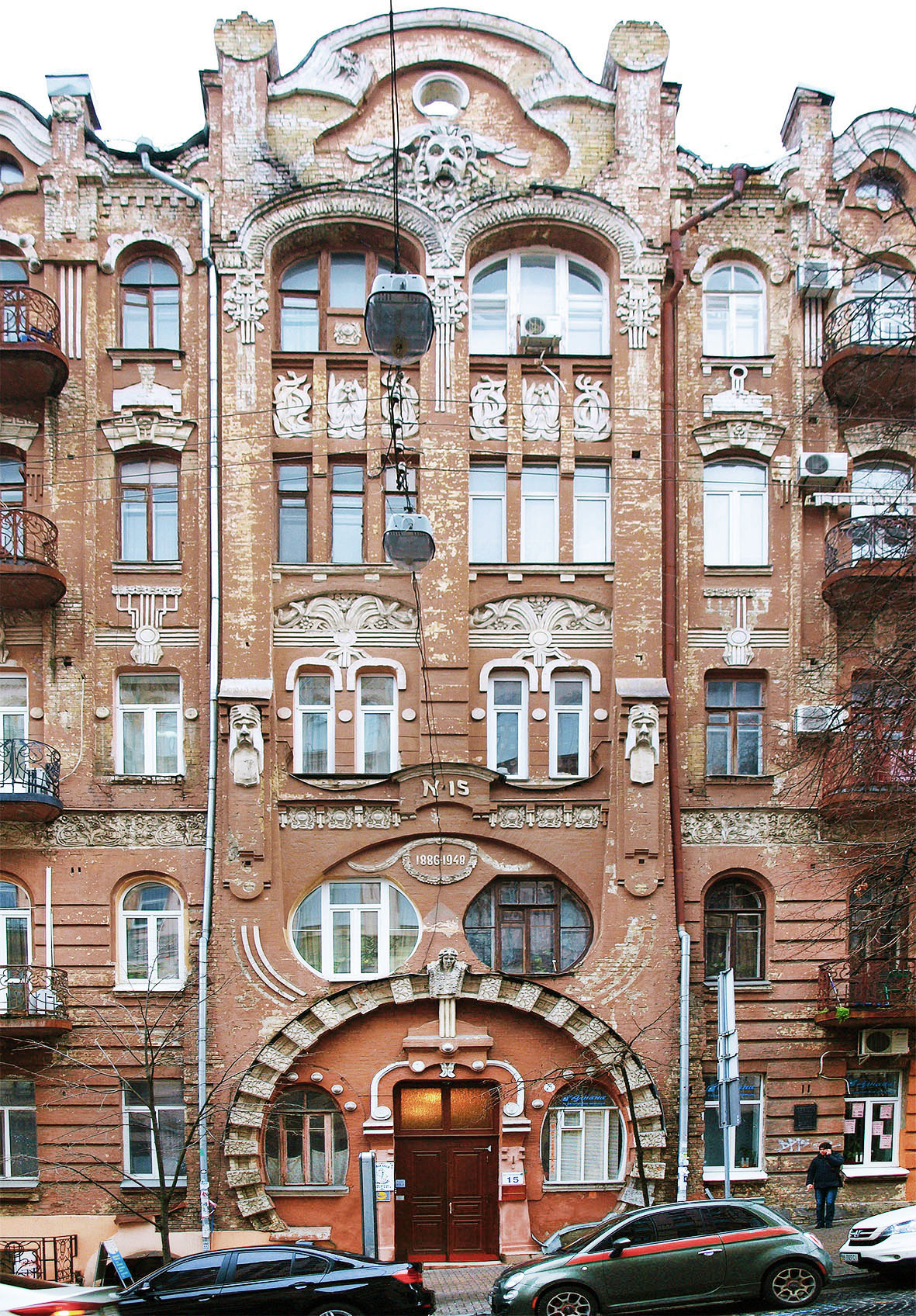
Будинок барона Гессельбейна. Київський Париж

Із середини 1890-х років Київ охопив будівельний бум. Підприємці вкладали капітал у житлове будівництво. Водночас через зростання цін прибуткові будинки зводили із залученням коштів Київського міського кредитного товариства або за рахунок спільного фінансування. Наприкінці XIX століття в Києві масово з'являються прибуткові будинки, великі багатоповерхові і багатоквартирні споруди, які стають добрим джерелом прибутку. 1897 року кам'яниці вже становлять 20 % усіх київських споруд.
У 1895—1896 роках через колишню садибу Мерінга проклали чотири нові вулиці — Миколаївську (Городецького), Ольгинську, Мерінговську (Заньковецької) і Нову (Станіславського), а на місці колишнього ставка розпланували Миколаївську площу (площа Івана Франка). Ця місцевість, яку швидко забудовували вишуканими п'яти- і шестиповерховими прибутковими будинками у стилях модерн, неоренесанс, необароко й неоготика за проєктами архітекторів Георгія Шлейфера, Едуарда-Фердинанда Брадтмана, Владислава Городецького, Мартина Клуга, отримала назву «Київський Париж».
Під час прокладання вулиць через садибу Мерінга місцевість зрівняли, а близько 175 тис. м³ знятого ґрунту використали для засипання Афанасівського яру. По самому яру пролягла Святославська вулиця (вулиця Липинського).

З-поміж найвідоміших прибуткових будинків — Будинок із химерами, будинки на вулиці Городецького (архітектори Георгій Шлейфер, Едуард-Фердинанд Брадтман, Владислав Городецький), Будинок Сироткіна, Будинок Підгорського, Замок Річарда, Будинок Ікскюль-Гільденбанда, Будинок Мороза на Володимирській, 61/11.
У 1901—1912 роках найвищою житловою спорудою України був Будинок Гінзбурга. Будинок звели у 1900—1901 роках. Фасад будівлі прикрашали численні скульптури в античному стилі. Будівля мала 21 балкон. На його даху було 5 дерев'яних веж. У будинку були влаштовані парадні мармурові сходи із звитою огорожею і дубовим поруччям, стіни покриті художнім розписом і ліпниною.

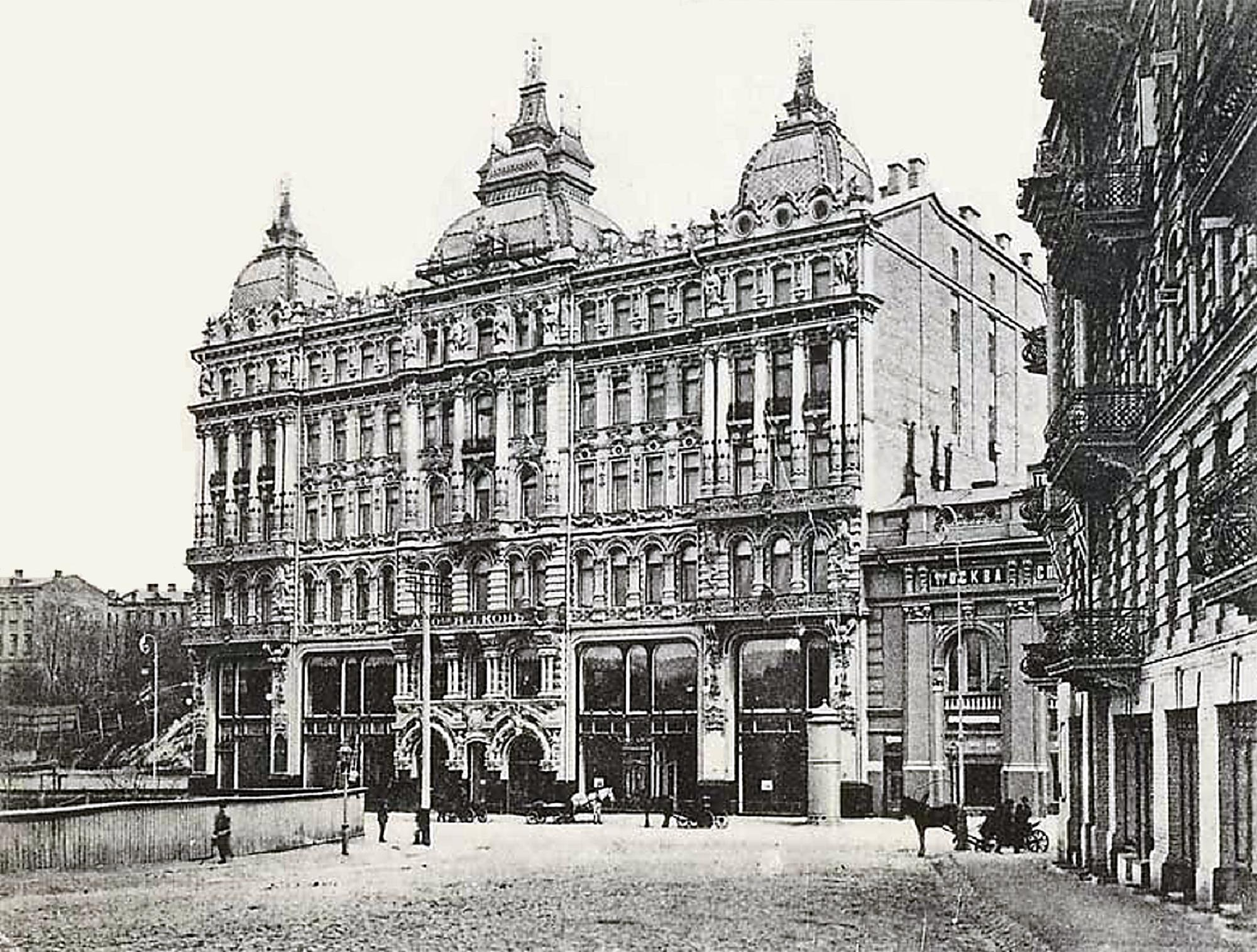
Будинок Гінзбурга (1901)
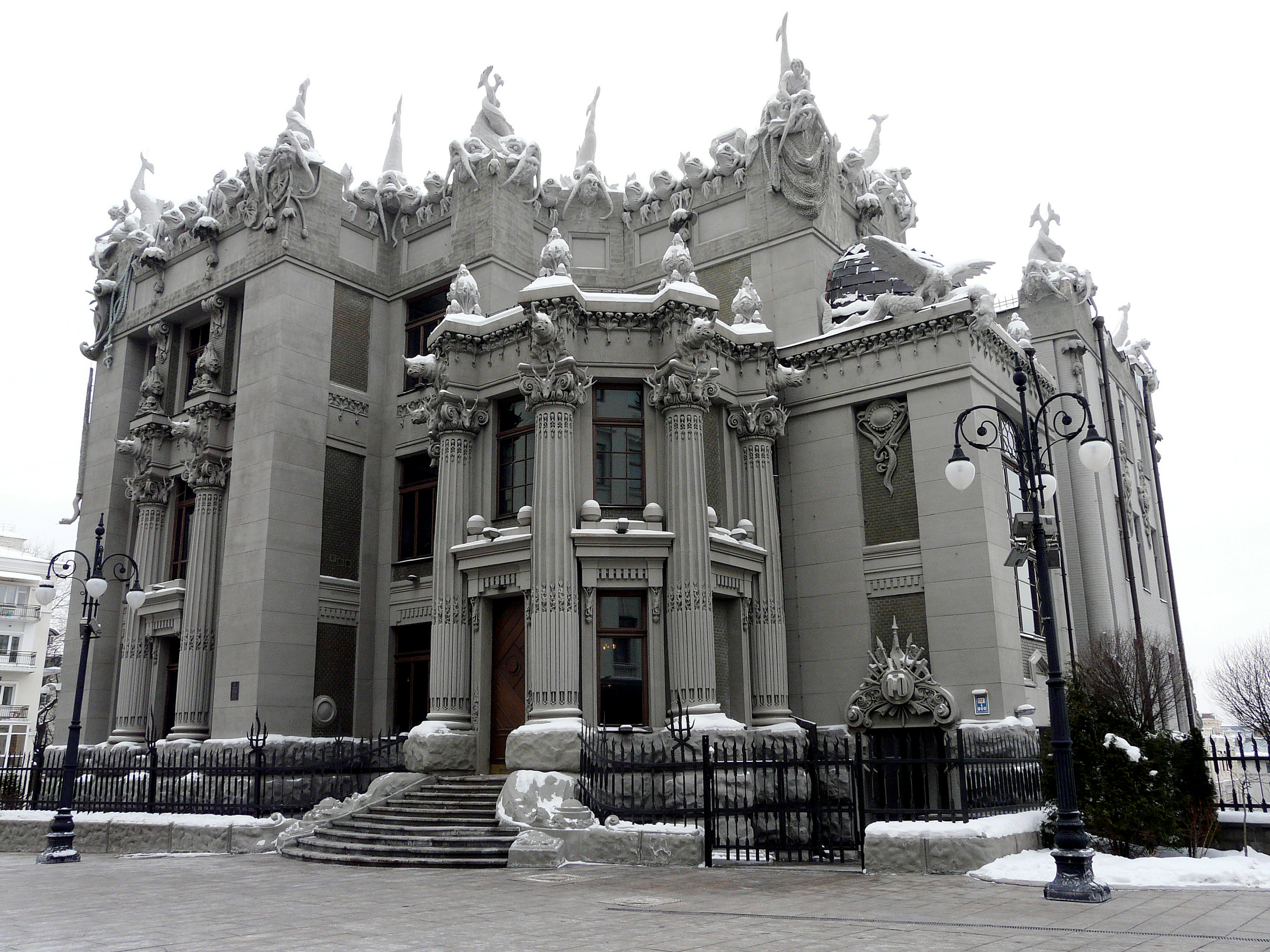
Будинок із химерами (1903)
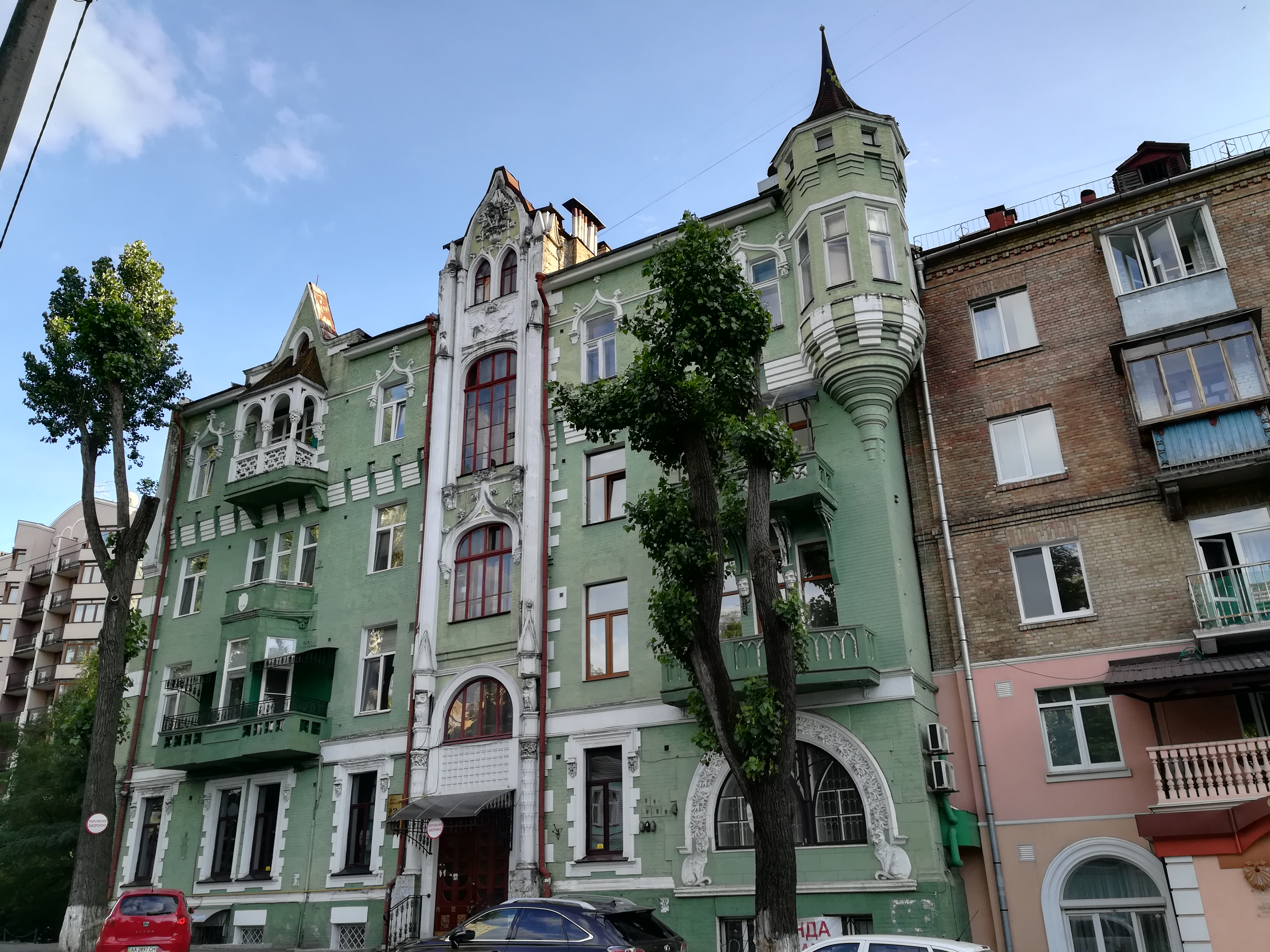
Будинок із котами (1909)
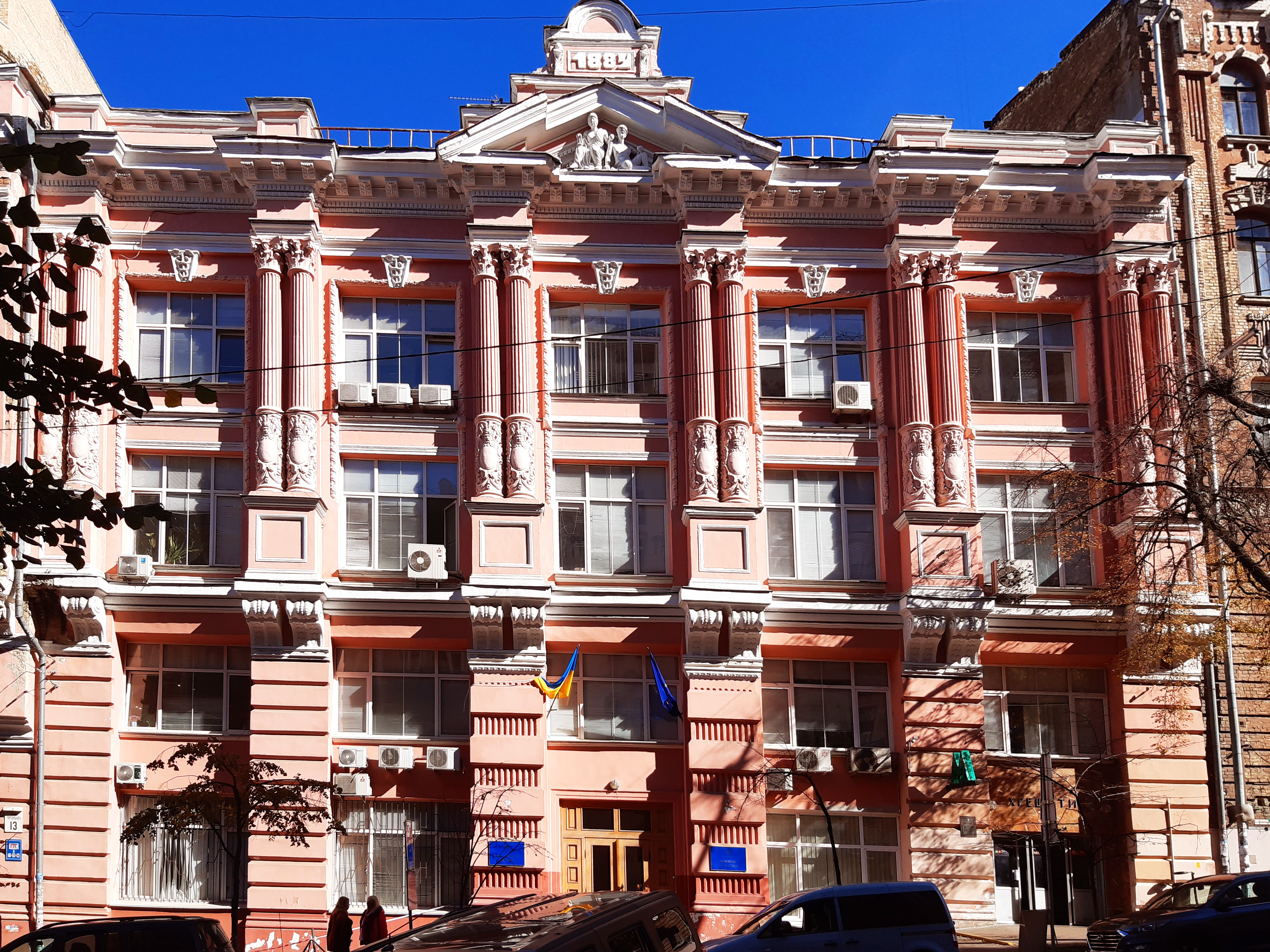
Будинок Йосифа Кімаєра

Частина пам'яток була втрачена у наслідок воєн, перебудови середмістя впродовж XX сторіччя й хаотичної, неконтрольованої забудови на зламі XX—XXI сторіч. Деякі споруди, такі як Будинок Вертипороха, перебувають на межі зникнення.

## Архітектурні стилі

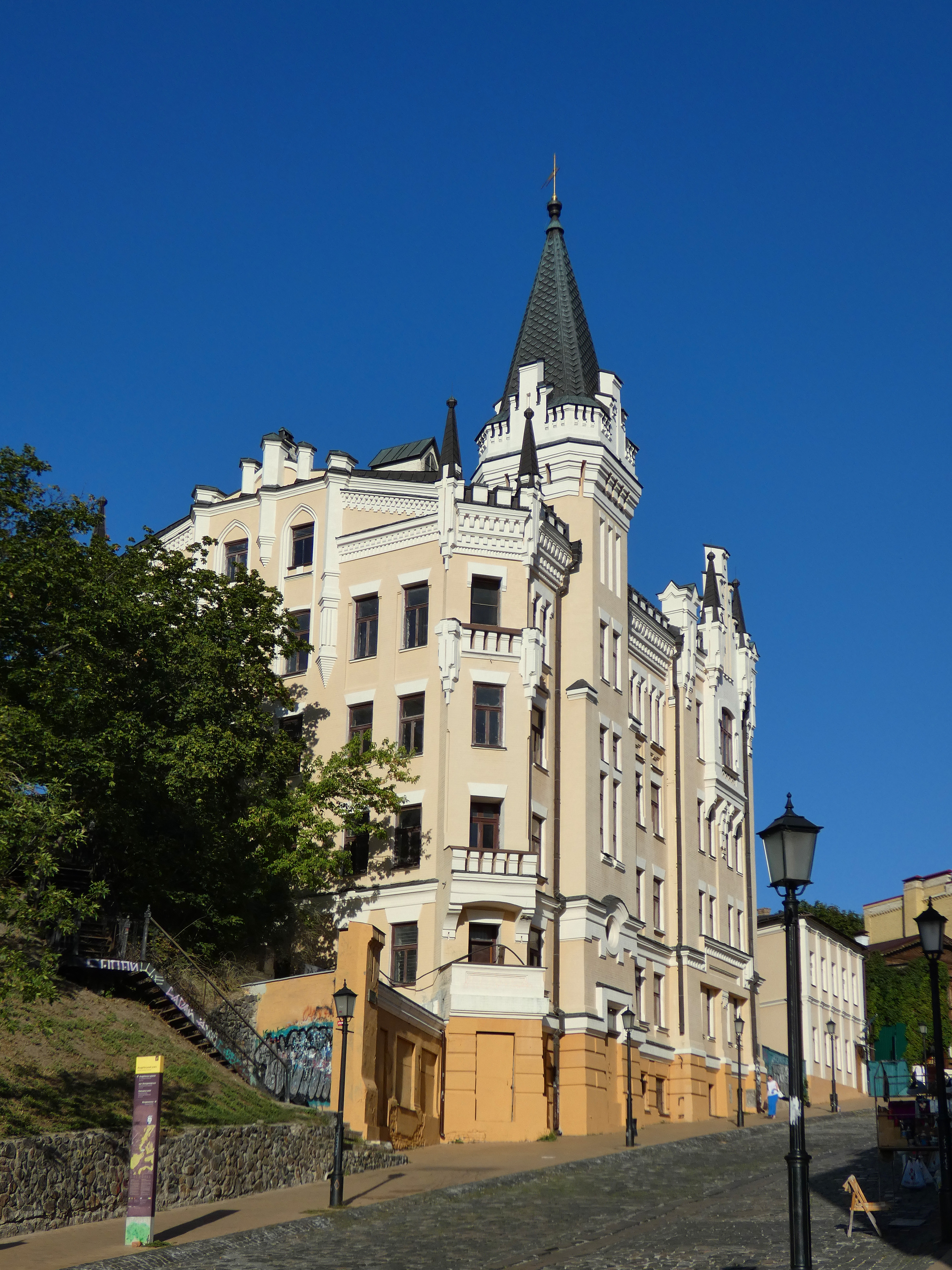
Замок Річарда

У 1830-1840-х роках в Європі набув поширення певний тип архітектури прибуткових будинків. Декоративне архітектурне оформлення отримував лише парадний фасад, що виходив на вулицю.

### Неоготика
Загальний інтерес формами неоготики в Києві спричинила архітектура нової Київської фортеці (1831—1861). Готика знову з'явилась на зламі XIX—XX століть. У добу захоплення історичними стилями у Києві було споруджено вишуканий неоготичний Миколаївський костел архітектора Владислава Городецького. У цей же час споруджують також низку прибуткових будинків в неоготичному стилі, яким захоплювалася публіка: Замок Річарда на Андріївському узвозі, 15 (1902); Будинок із котами на Гоголівській, 23, архітектора Володимира Безсмертного (1909); Мерингівська (Заньковецької), 6 (1914); будинок із вежками на Бібіковському бульварі, 31 (1903); Верхній Вал, 4 (1890-ті); Мала Підвальна, 10 (1910); Стрілецька, 28 (1910-ті); Мала Володимирська, 60 (1908); Будинок Ікскюль-Гільденбанда на Шовковичній вулиці, 19 (1901).

Неоготика
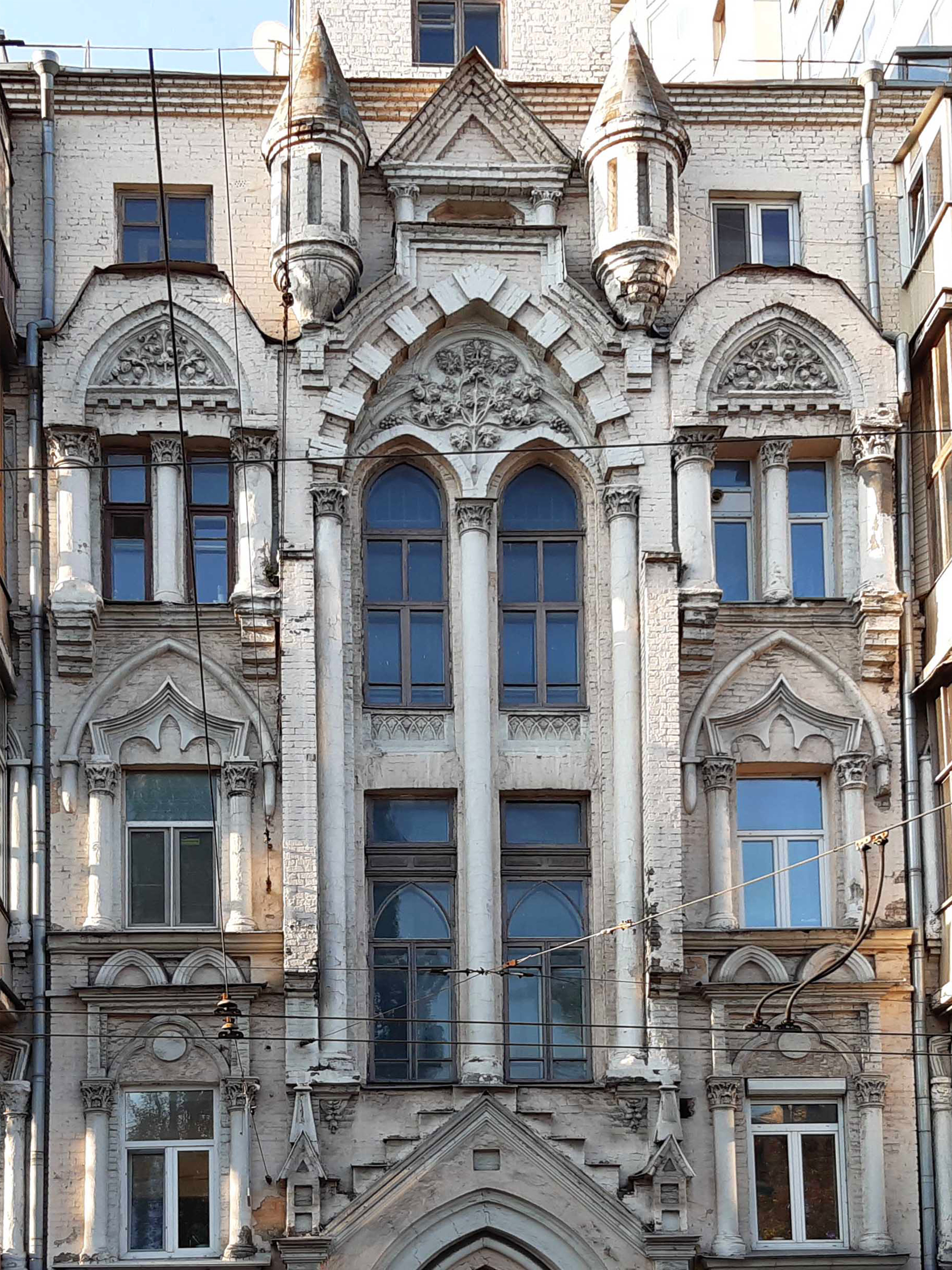
Неоготичний будинок із вежками (1903)
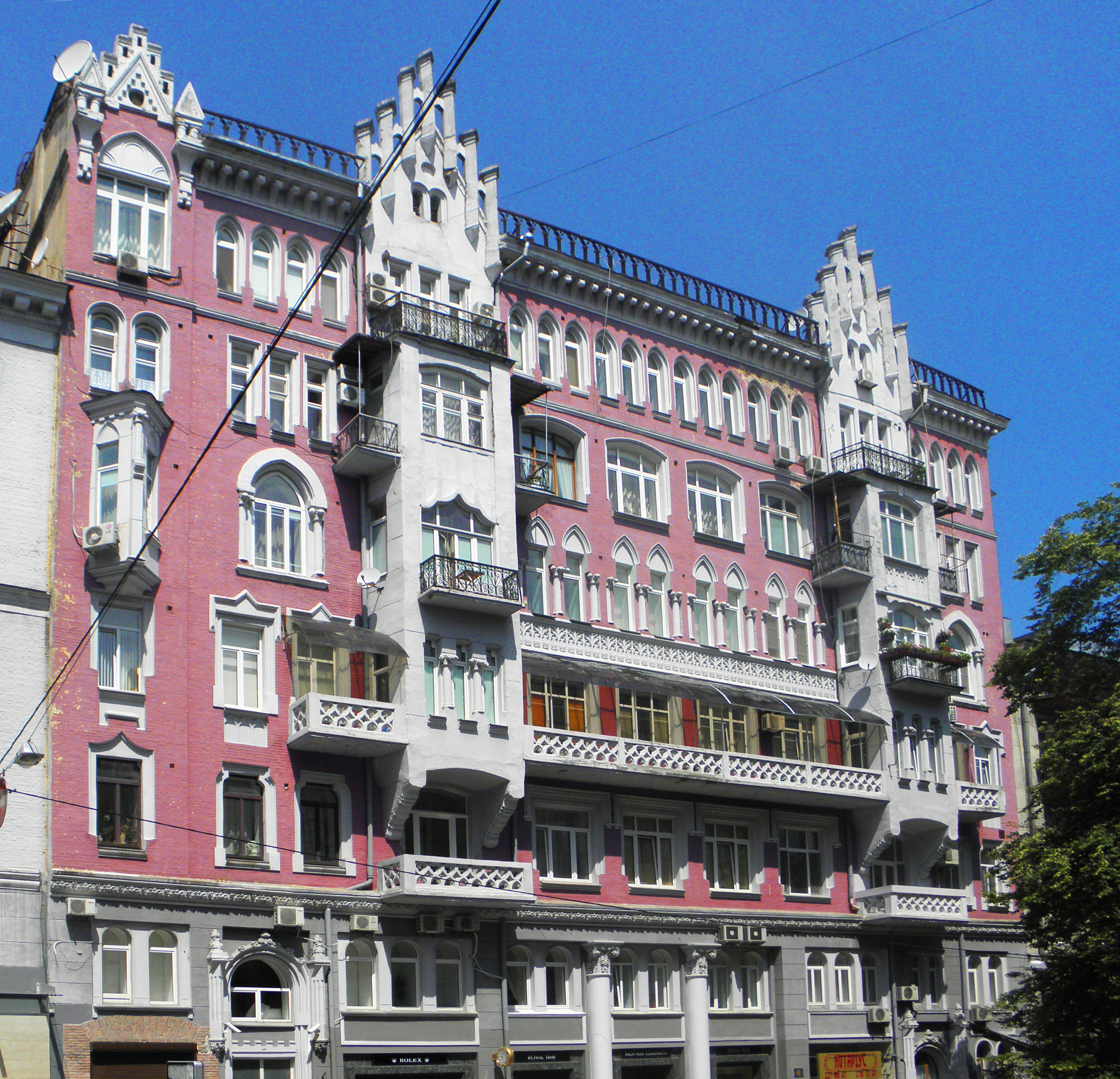
Вулиця Заньковецької, 6 (1914)
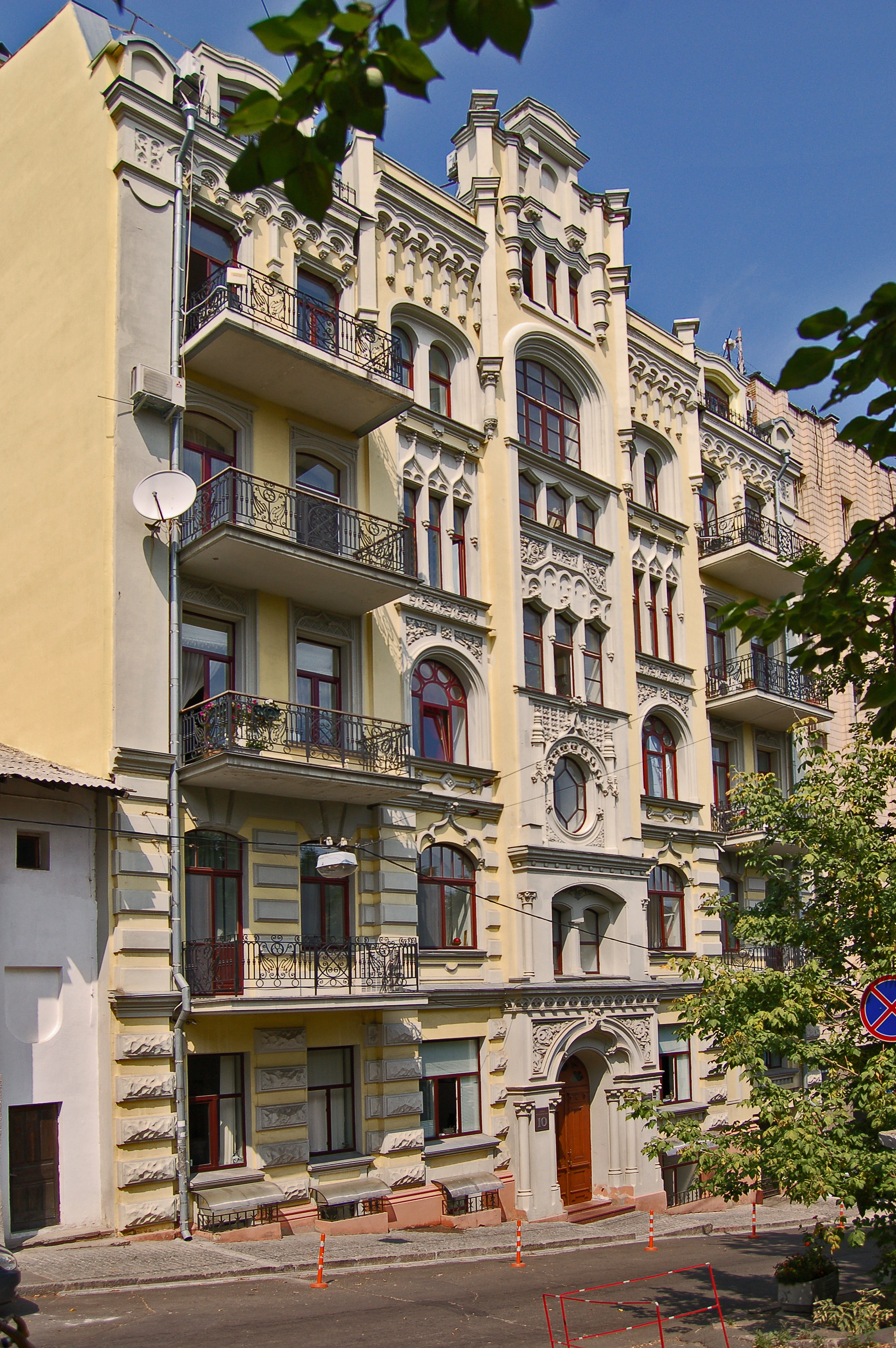
Мала Підвальна, 10 (1910)

### Необароко

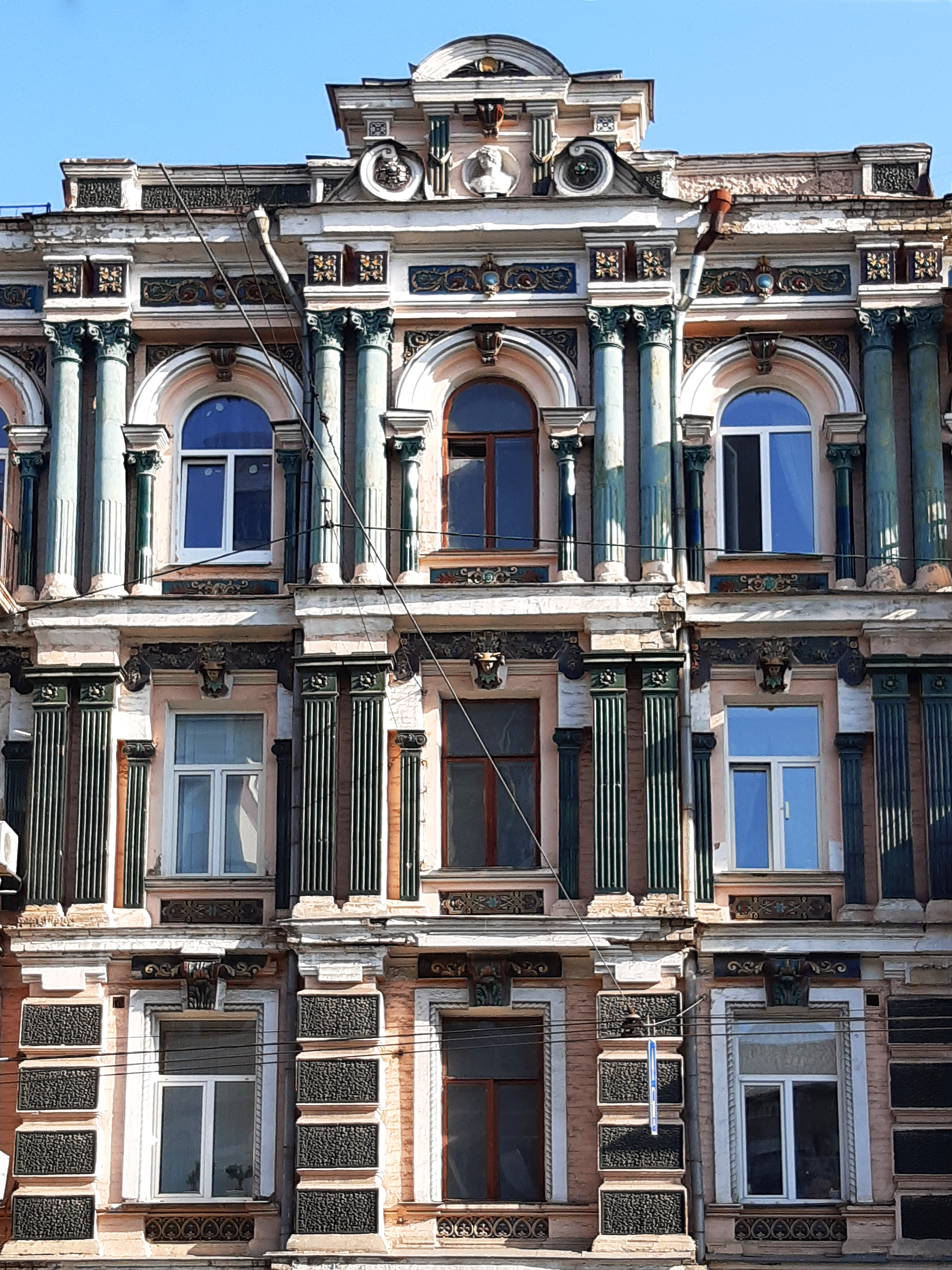
Будинок із левами

У XIX сторіччя робилися спроби, переважно, невдалі, звернутися до необарокової архітектури. У цьому стилі звели будинки на Тимофіївській, 10 (1864) і Несторівській, 33 (1880-ті).

### Неокласицизм
У стилі неокласицизму зведені будинки на Великій Житомирській, 34 (1883—1887) і 40/2 (1912).

### Київський ренесанс
Найбільшого поширення набув стиль «віденський ренесанс», який своєрідно потрактували в київській цеглі. Зрештою отримав назву «київський ренесанс».
До найкращих зразків неоренесансу в Києві відносять Будинок Сироткіна на Прорізній вулиці, 24/39, архітектора Карла Шимана (1901), Будинок Бендерського на Великій Васильківській, 25 архітектора Владислава Городецького (1897, декор втрачено), Будинок Кучера на Антоновича, 23 (1899) та будинок на Богдана Хмельницького, 36 архітектора Володимира Ніколаєва (1899), будинок на Городецького, 9 архітектора Георгія Шлейфера (1901), Будинок Самонова на Богдана Хмельницького, 30/10 архітектора Миколи Яскевича (1901), Будинок Фалера на Великій Васильківській, 10 техніка Андрія-Фердінанда Краусса (1897). Неоренесансний будинок із левами розташований на бульварі Тараса Шевченка, 48-А.

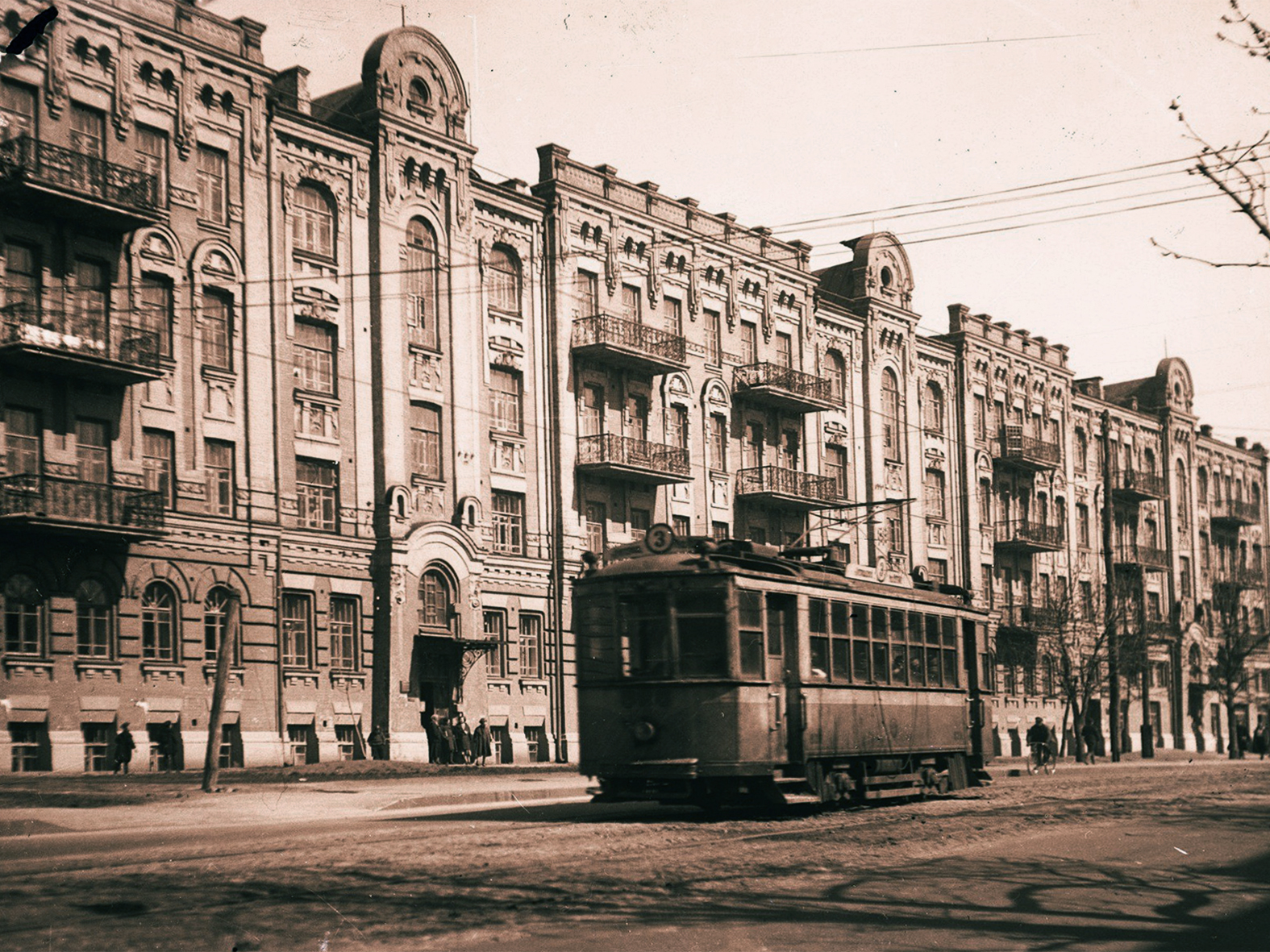
Будинок Микільського собору
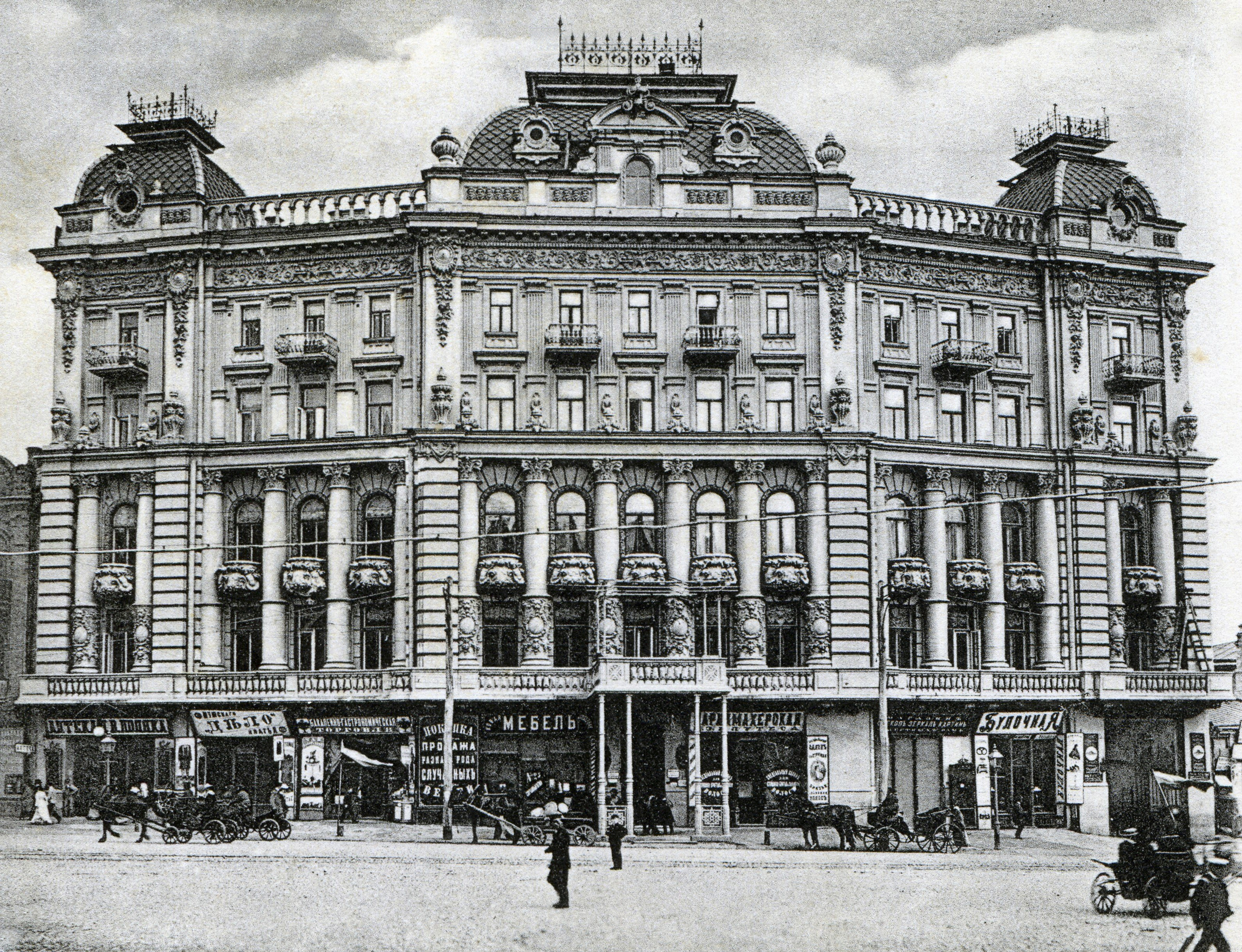
Будинок Бендерського
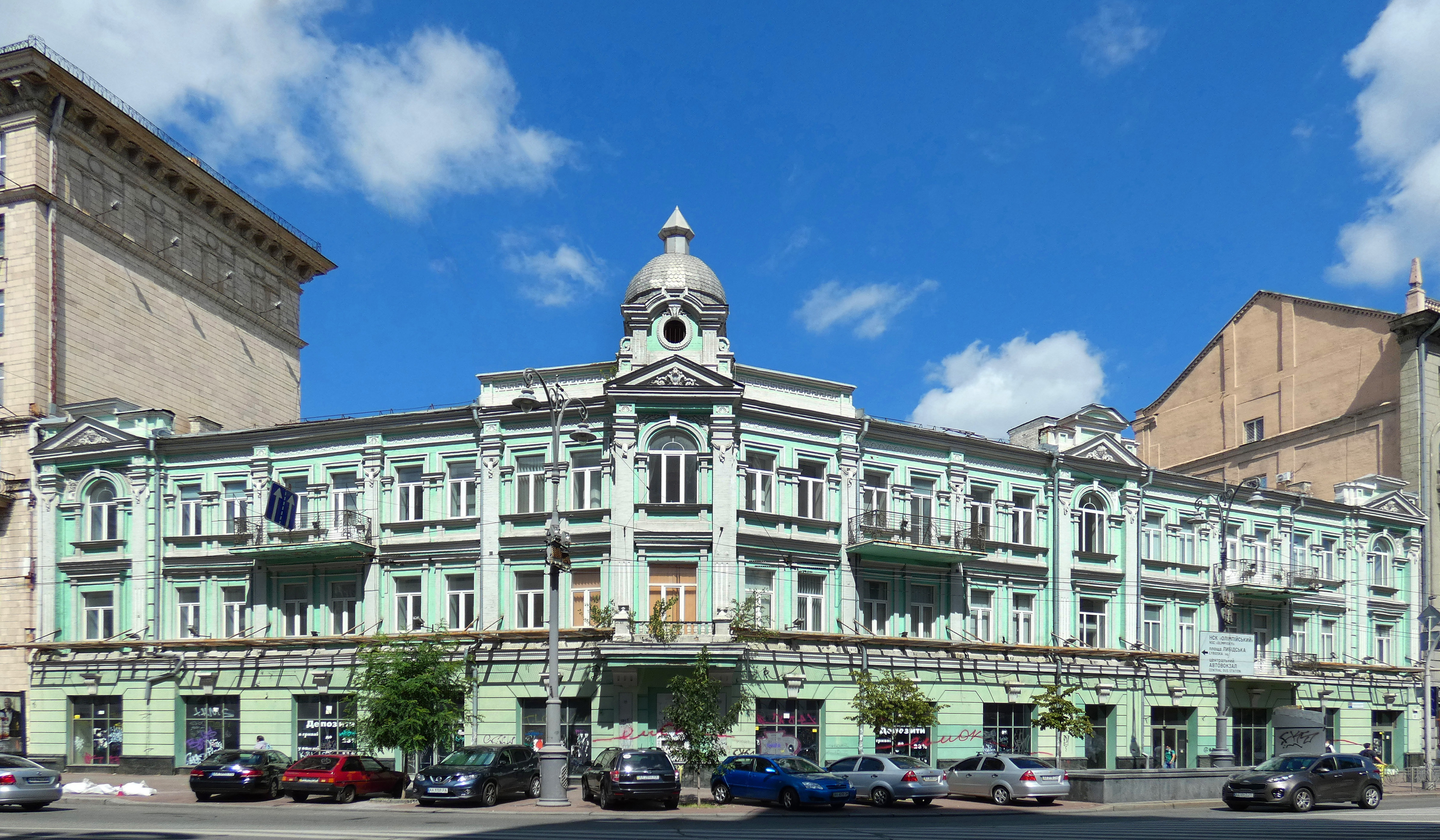
Будинок Фалера (Велика Васильківська, 10)
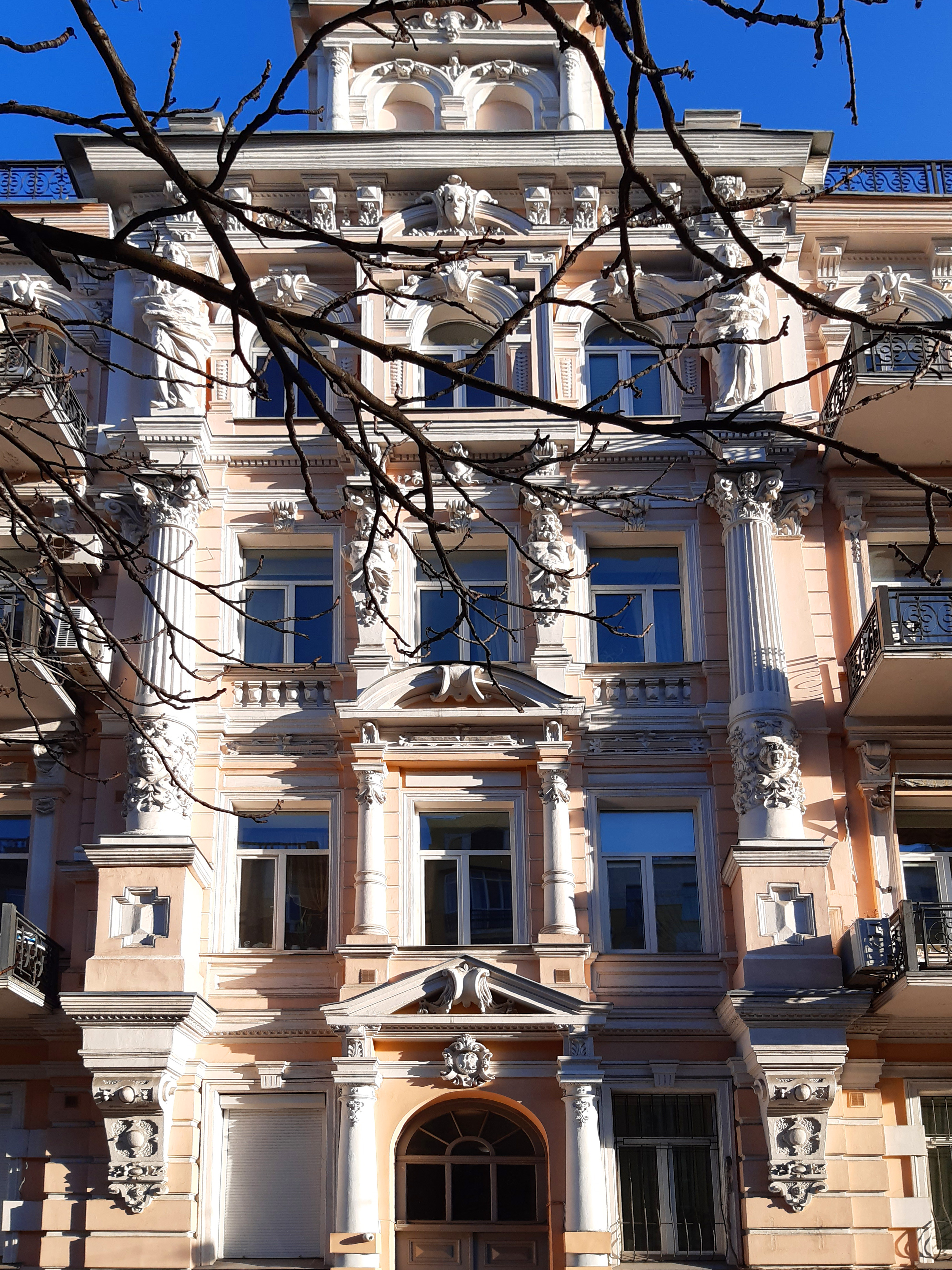
Будинок Кучера (Антоновича, 23)
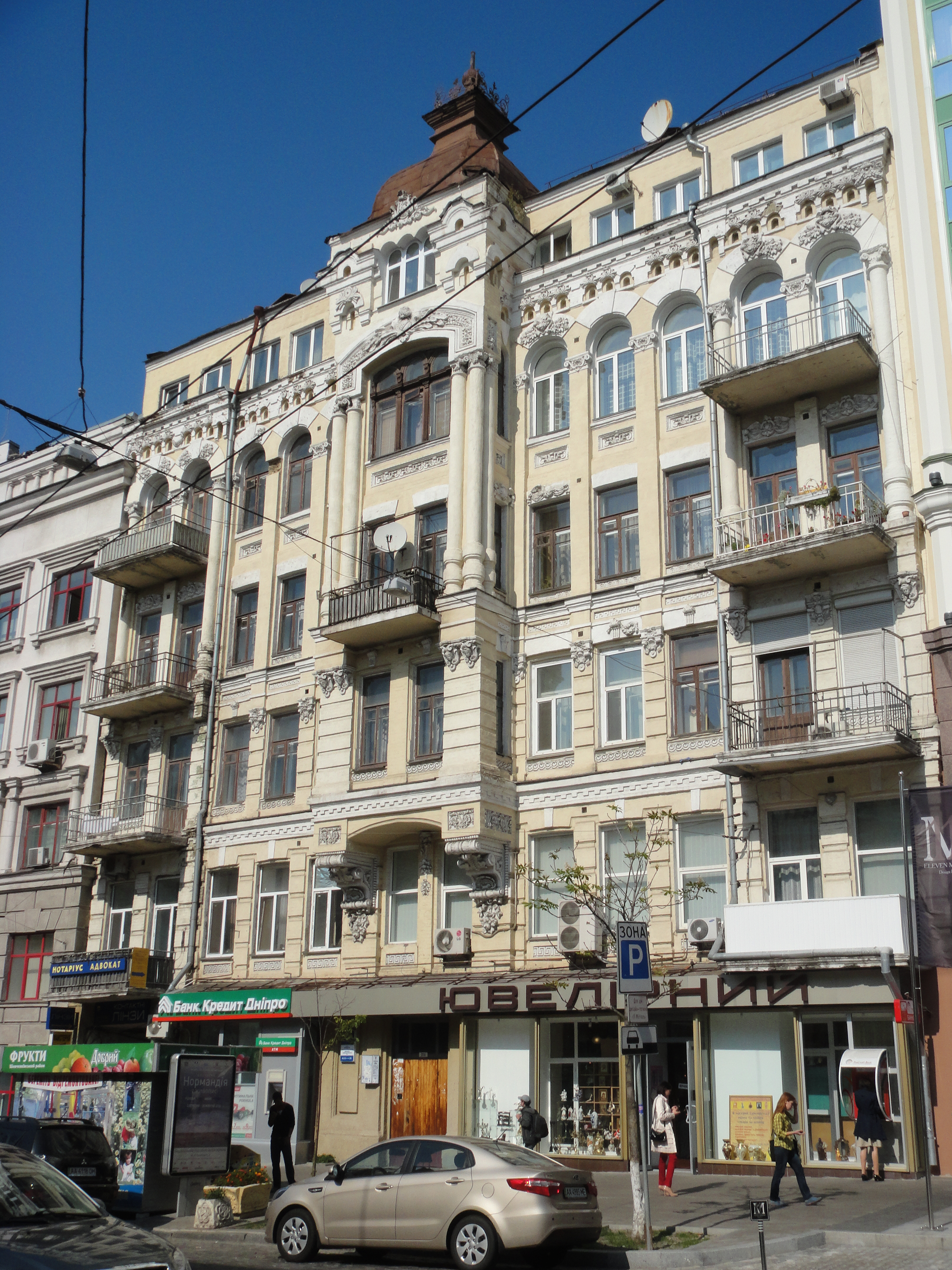
Богдана Хмельницького, 36
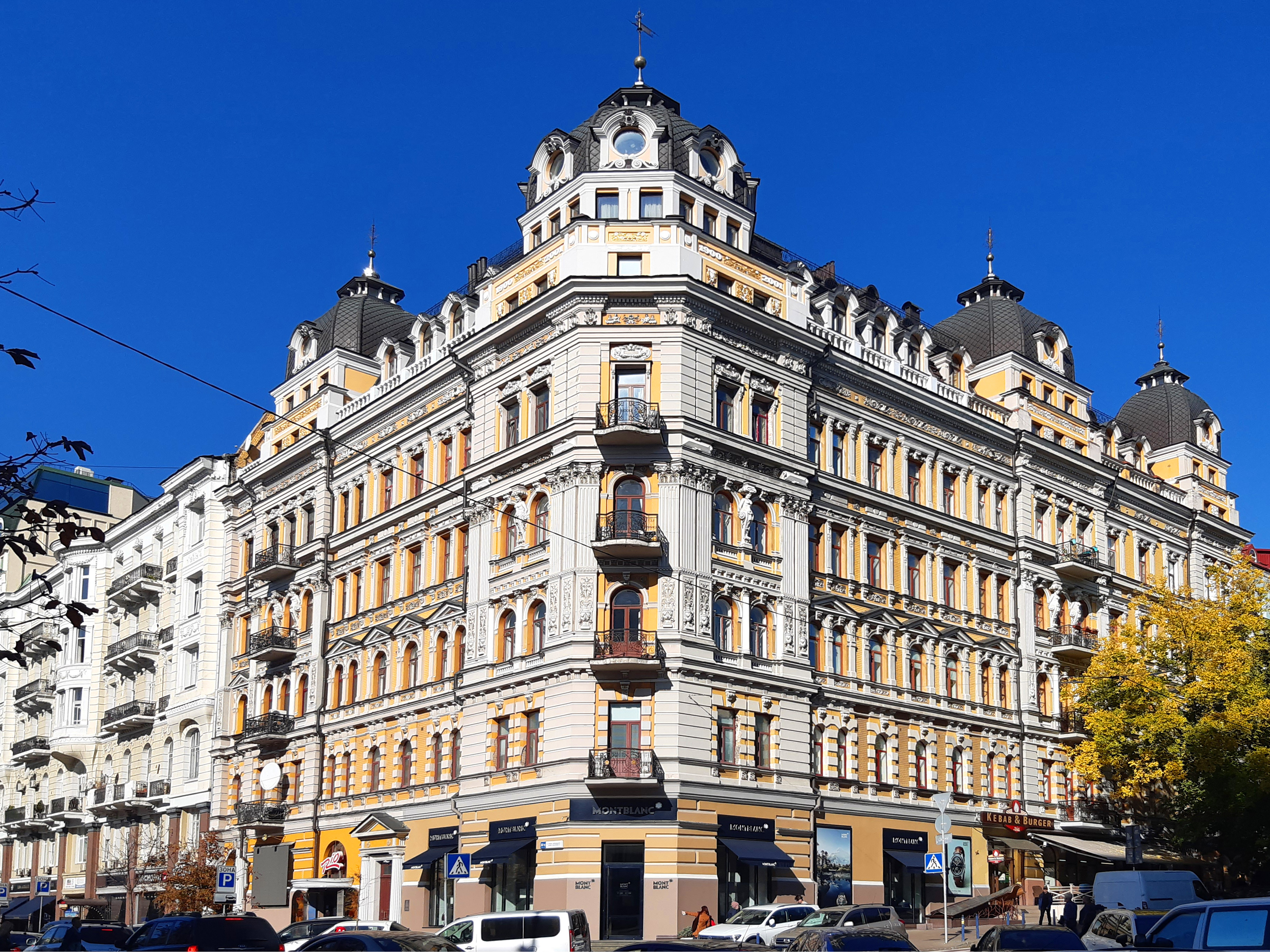
Будинок Самонова
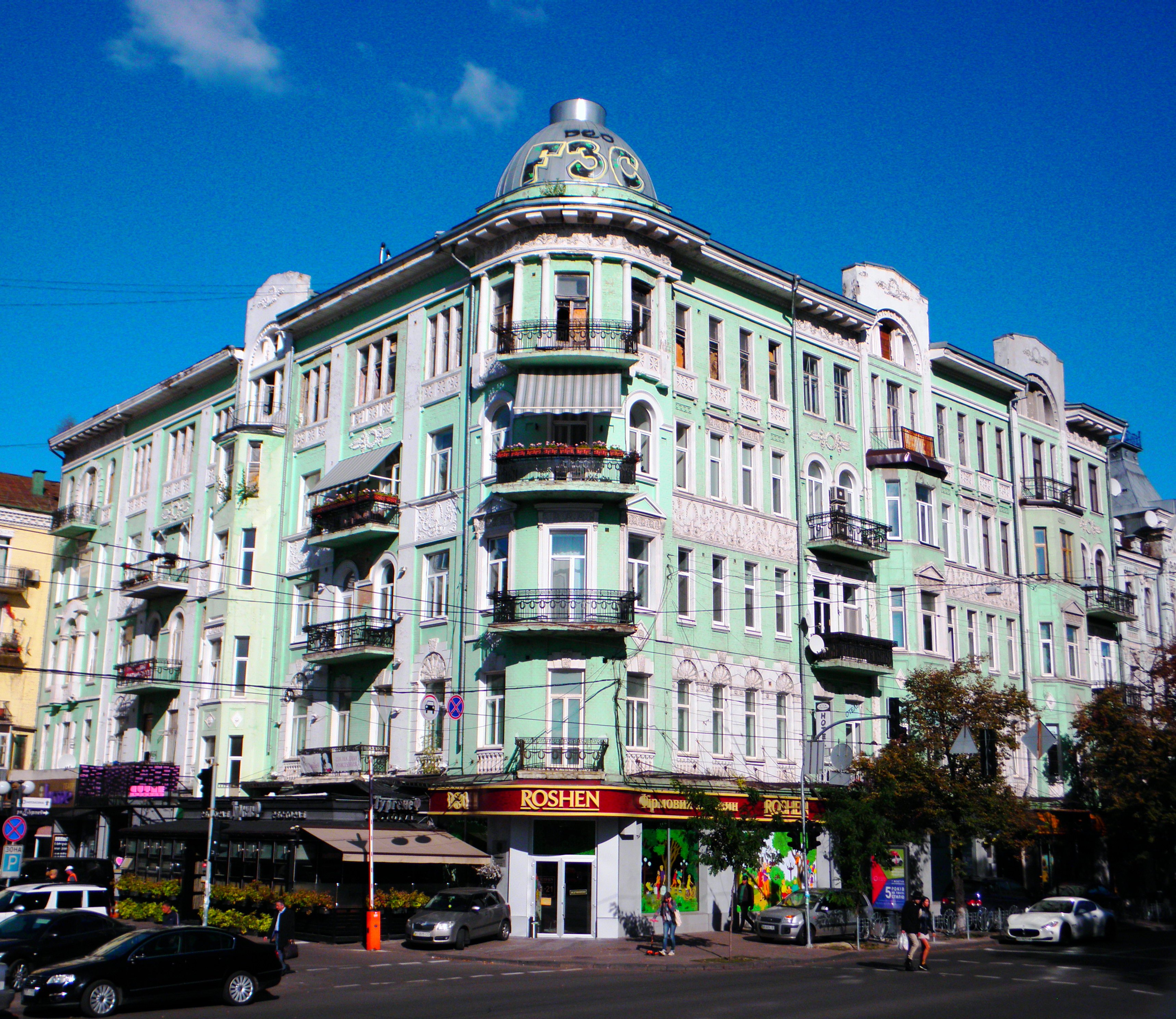
Неокласицизм (Велика Житомирська, 40/2)

### Мавританський стиль

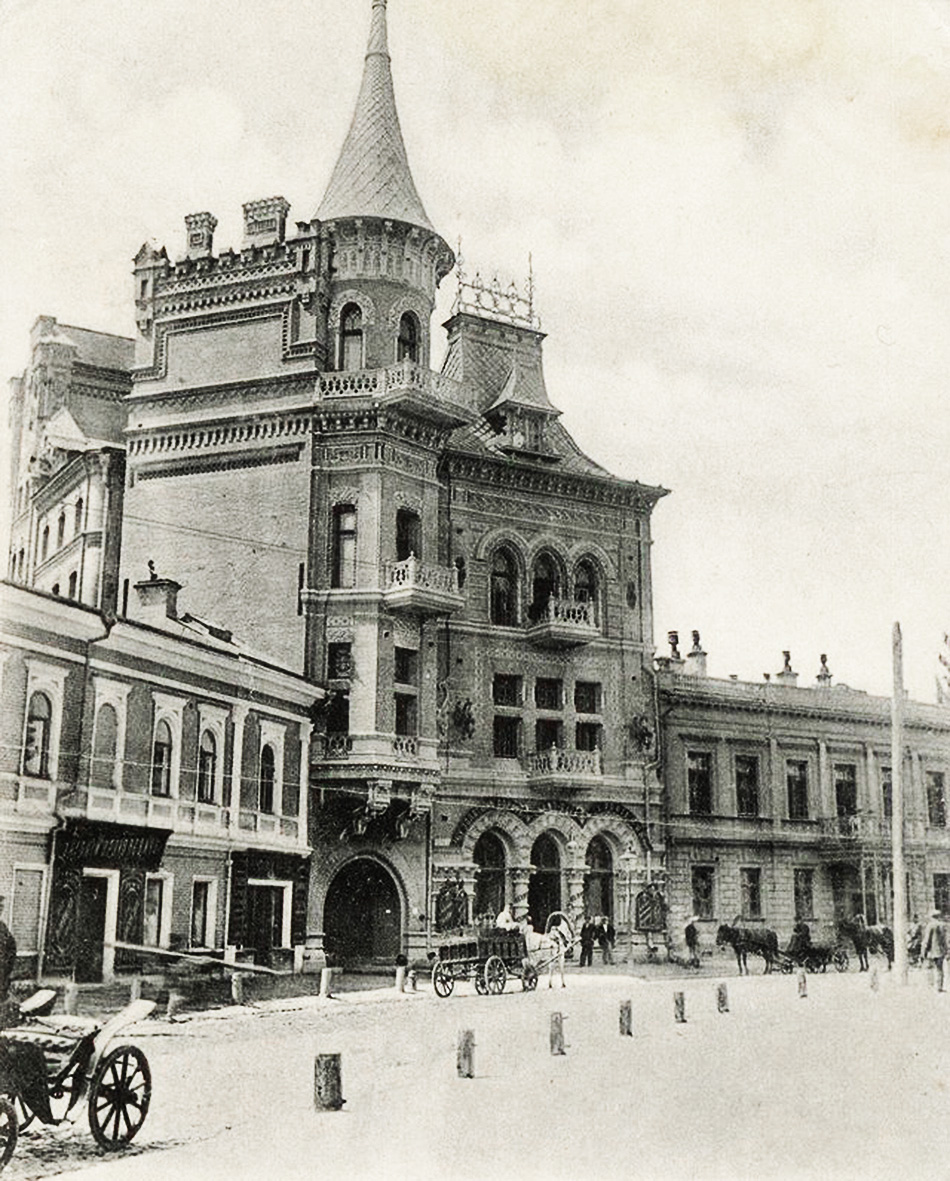
Будинок Підгорського

Прибутковий будинок на вулиці Ольгинській, 2/1 і Будинок із драконами на Рейтарській, 31/16 декорували у дусі мавританської архітектури (архітектор Микола Яскевич, 1900).

### Модерн
Найяскравішим зразком стилю арт-нуво став Будинок із химерами на Банковій, 10 (1901), спроєктований Владиславом Городецьким.
Прибуткові будинки 1907 року на Ірининській, 5 (втрачений) і Ярославому Валу, 4 мали спрощений цегляний декор у дусі «модерн». Виразнішим був фасад будинку барона Гессельбейна на Миколаївській, 15; а витонченішим — на Назарівській, 19 і 21 (1907—1911).
Зі спрощеним фасадом споруджений будинок Родзянка на Ярославому Валу, 14 (1908). Будинки на Ярославому Валу, 14-А (1910), Євгена Чикаленка, 21 і 23 (1909—1910), Будинок зі зміями на Великій Житомирській, 32, Костельній, 7 (1913) були насичені пластикою ліплених оздоб і декоровані характерними ознаками стилю. У цегляному стилі споруджений Будинок Брадтмана (1904) на Богдана Хмельницкого, 10.
До помітних зразків розробки фасадів у стилі модерн із використанням елементів історичних стилів відносяться прибуткові будинки на Малій Володимирській, 74 архітектора Павла Альошина (1911); Рейтарській, 20/24 архітектора Олександра Вербицького (1912); Великій Житомирській, 8-А архітектора Михайла Бобрусова (1909—1913).
У кількох великих будинках декор виконував незначну роль. Натомість на них акцентувалася висотна домінанта — вежа, шатро, декоративна вставка. як на будинках на Володимирській, 61/11 архітекторів Йосипа Зекцера і Дмитра Торова (1910—1912); Інститутській, 16-18 архітекторів Федора Троупянського й Адольфа Мінкуса, 1910—1912 (втрачений).

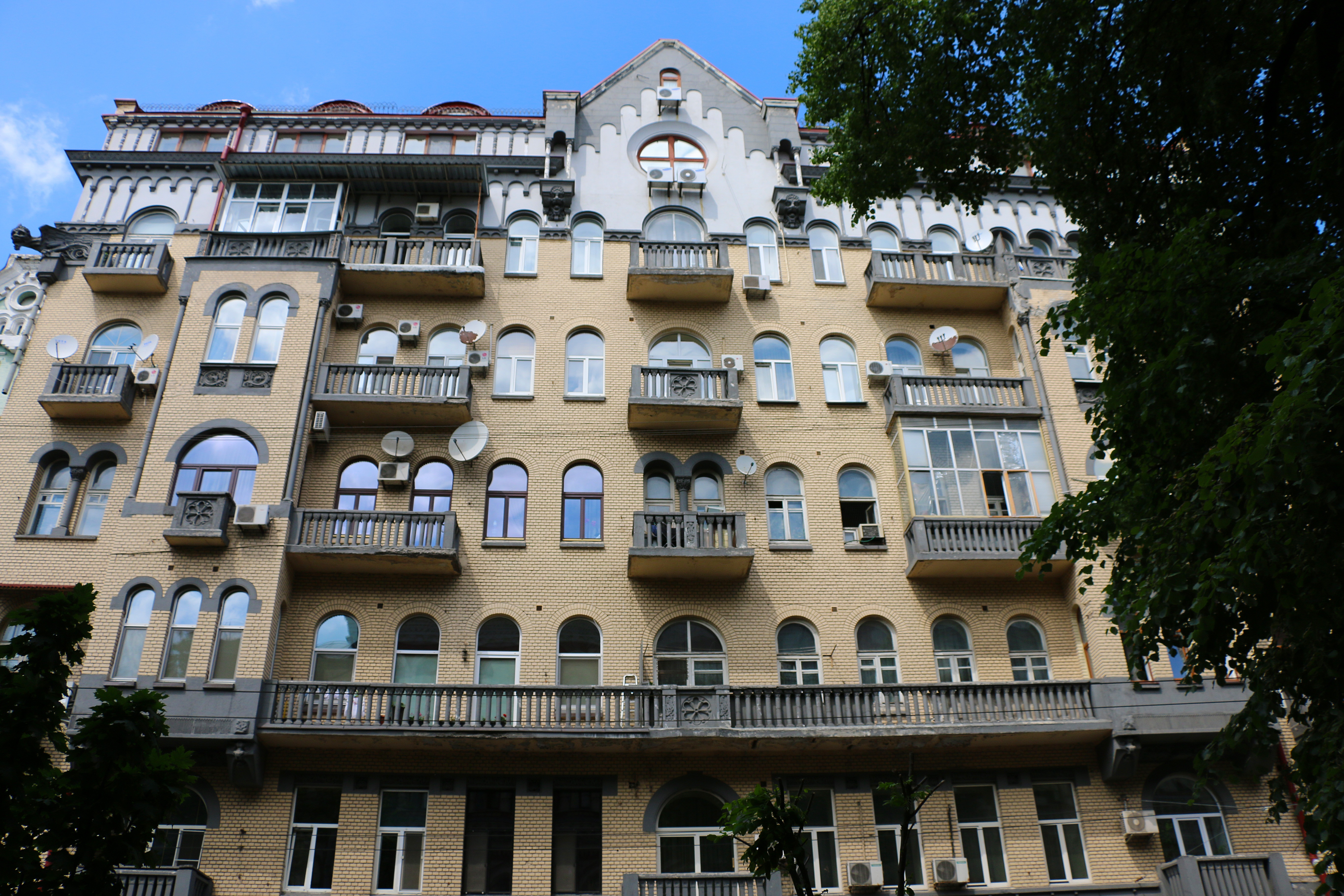
Велика Житомирська, 8-А
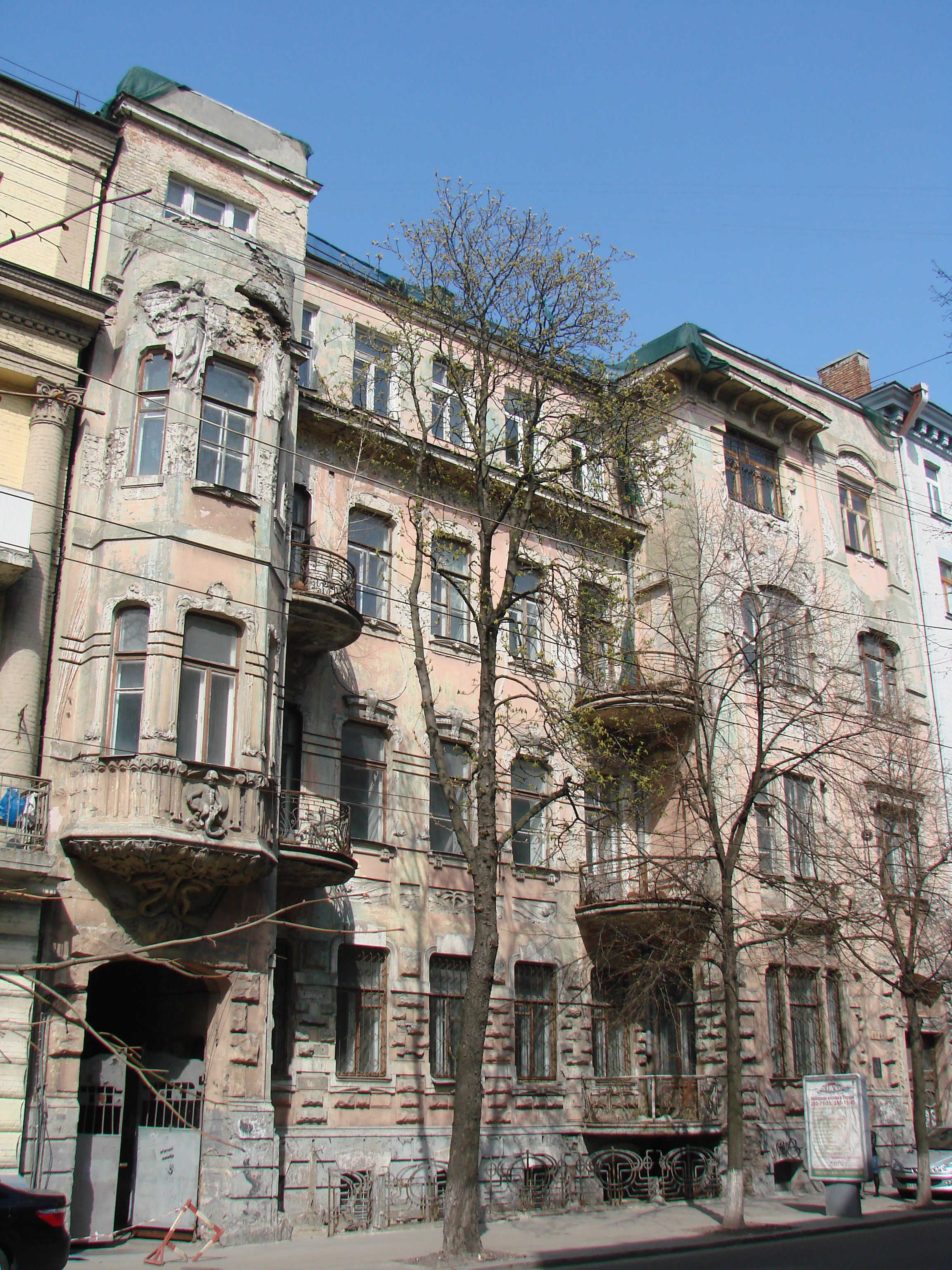
Будинок зі зміями
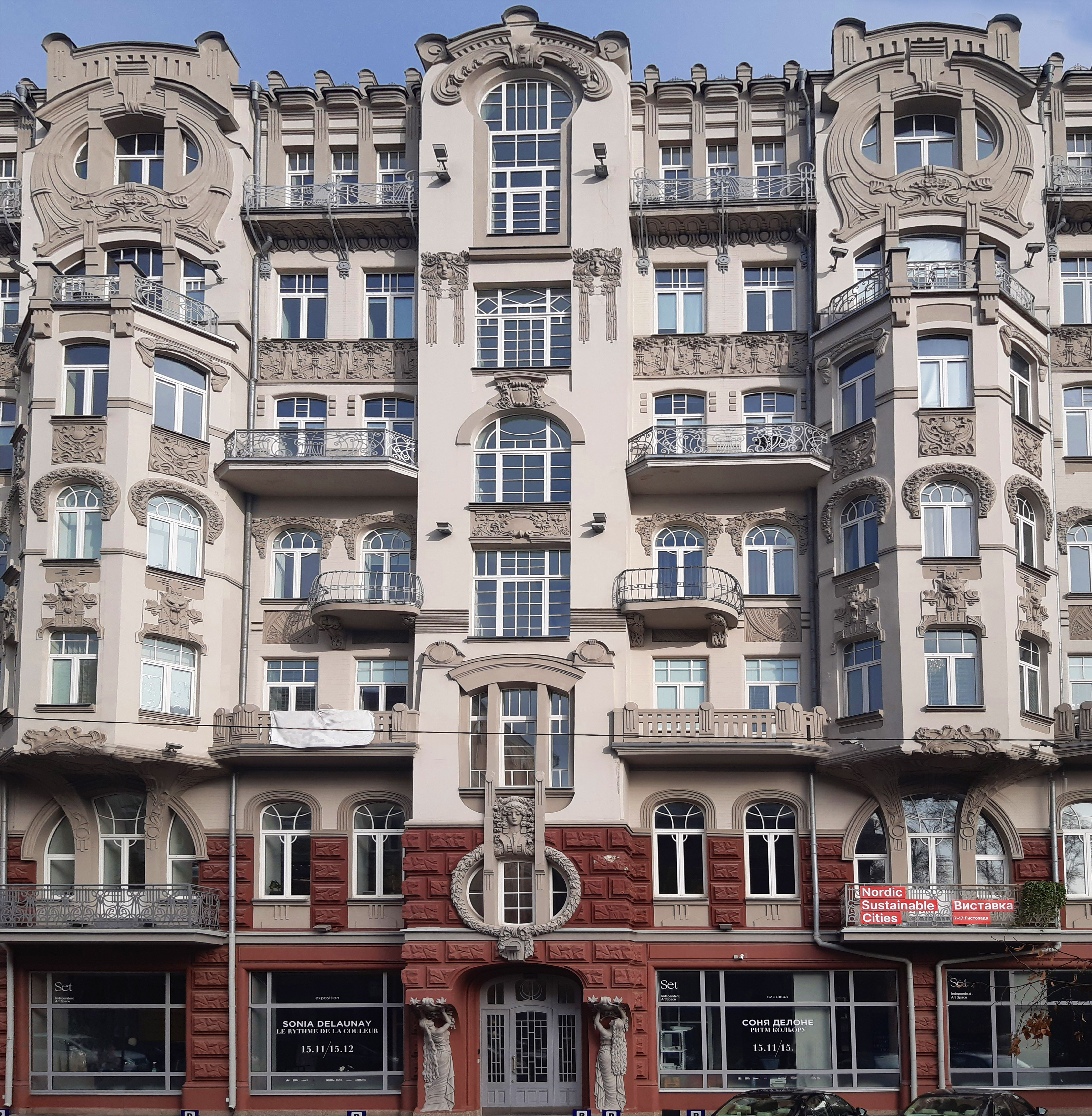
Садиба Родзянка (1910)
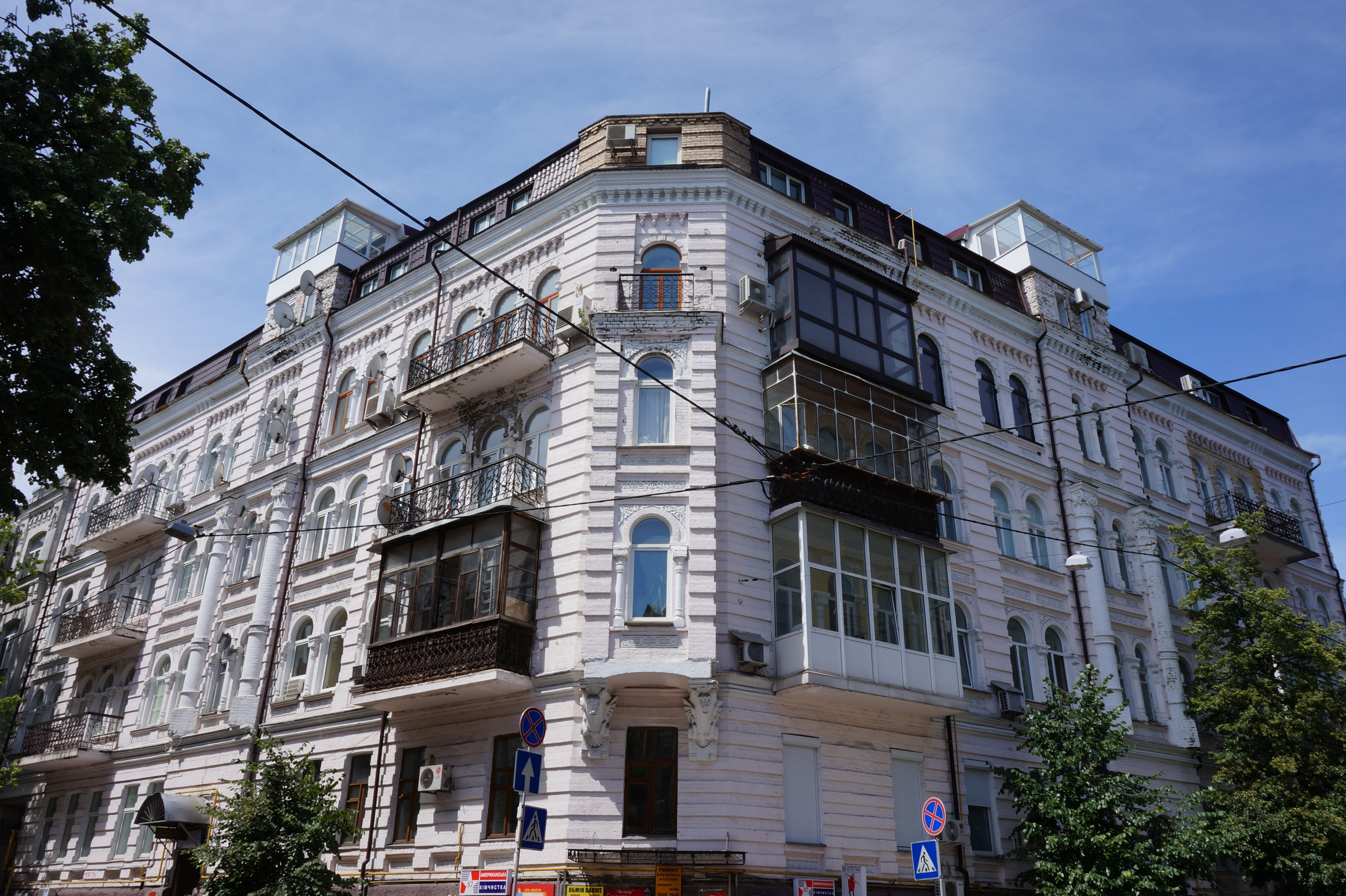
Будинок із драконами
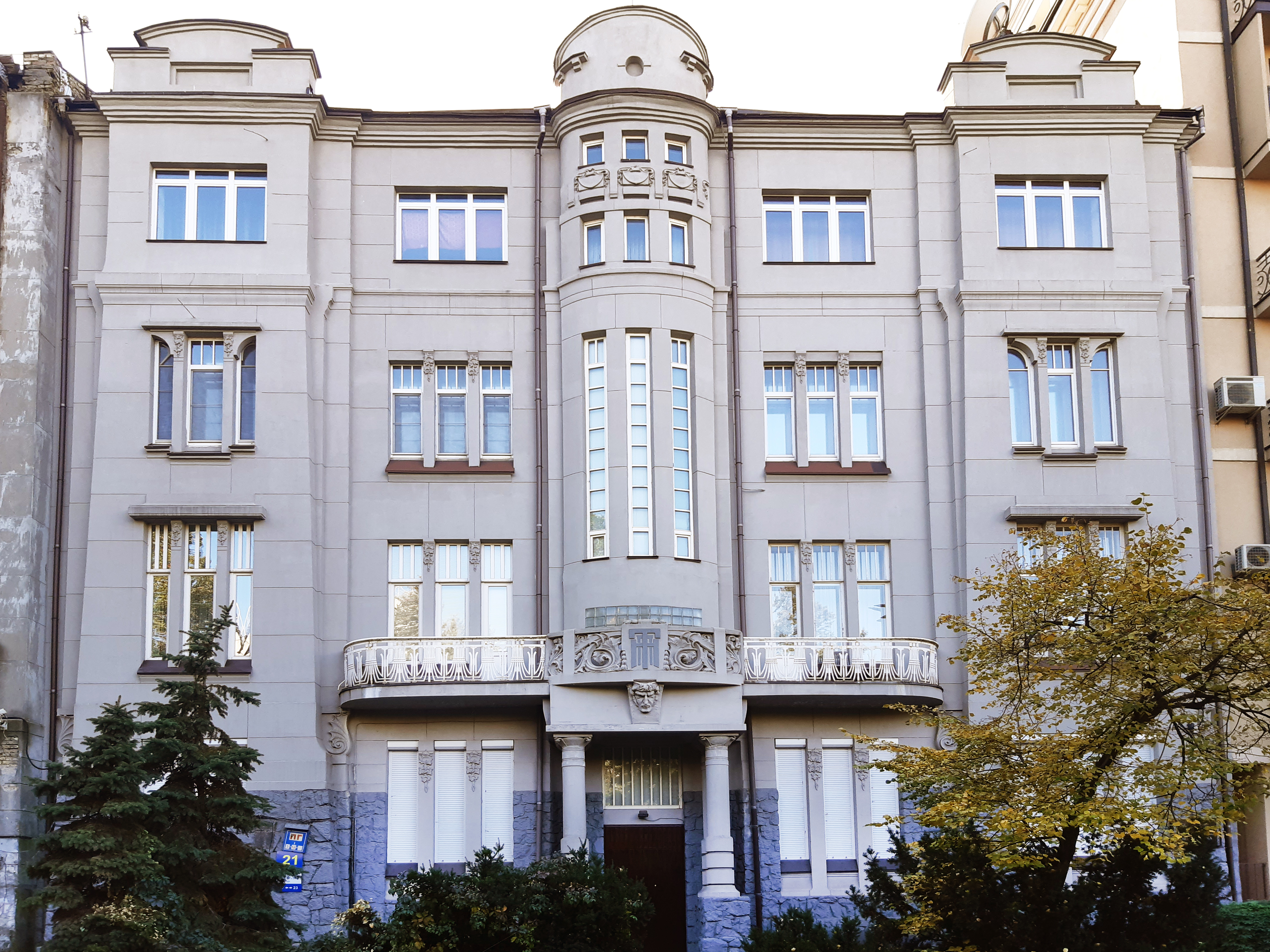
Назарівська, 21
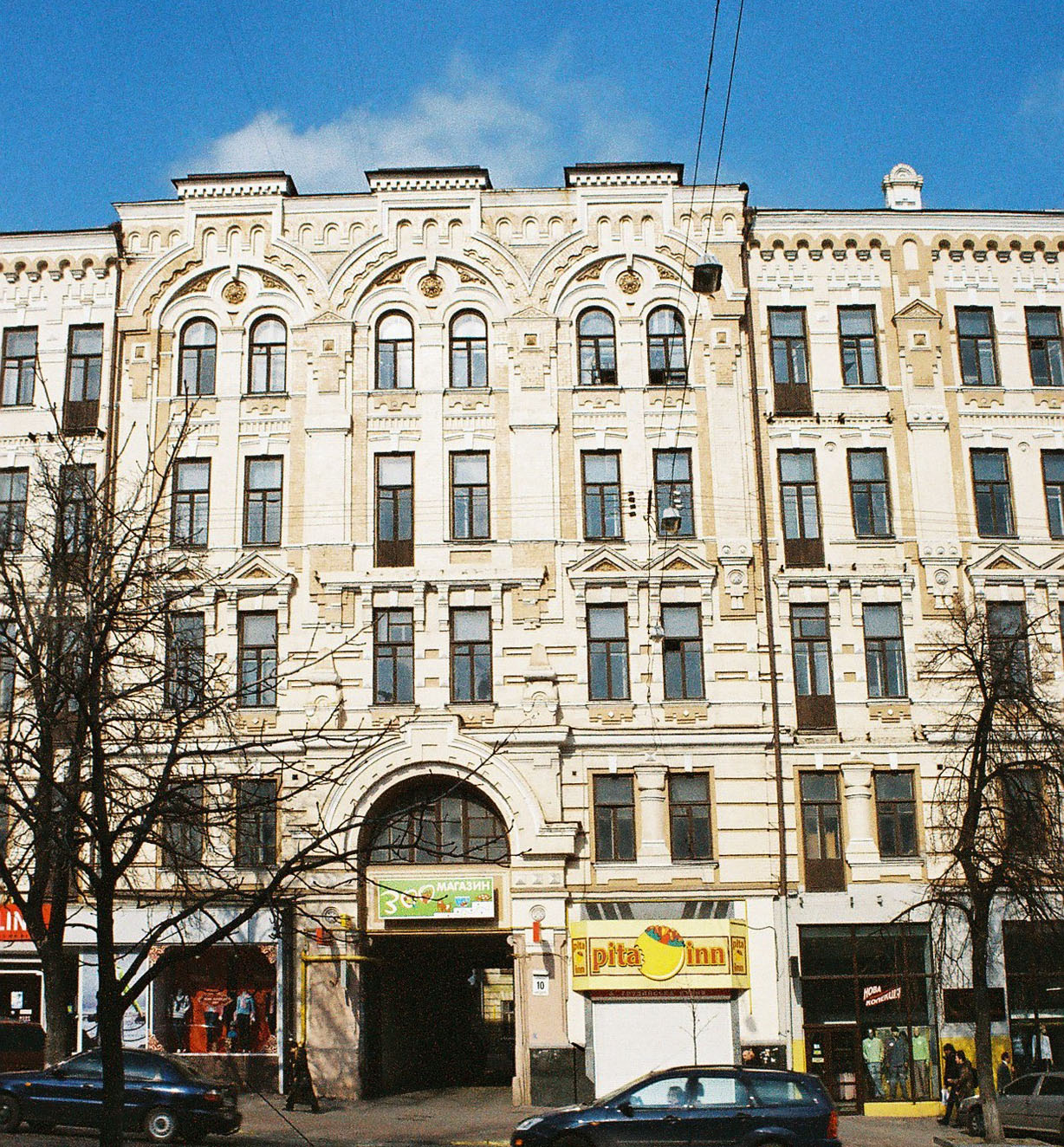
Будинок Брадтмана (1904)
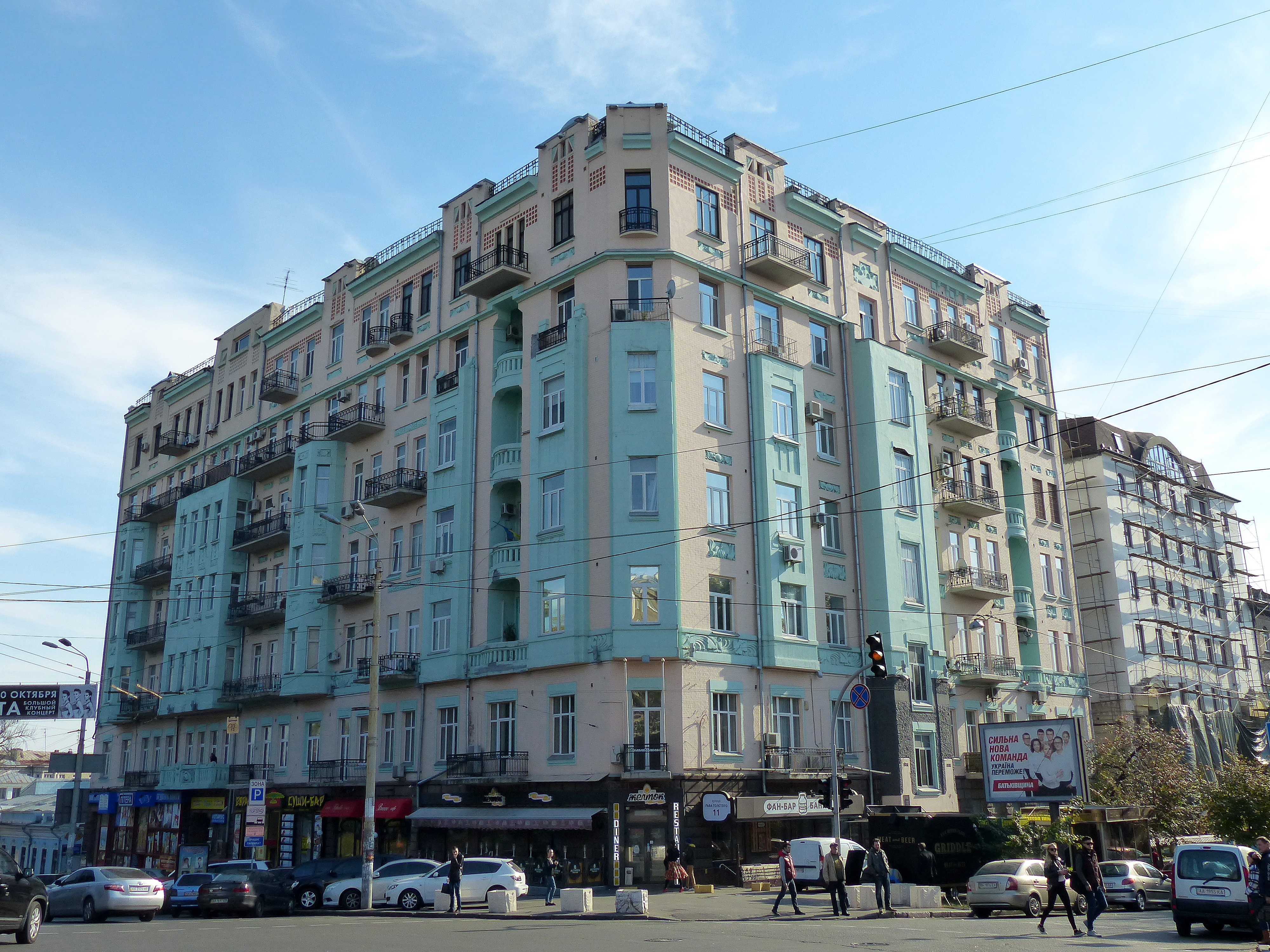
Будинок Мороза

### Український стиль
Український архітектурний стиль виник у рамках модерну. У романтизованих формах національного стилю спорудили прибуткові будинки на Паньківській вулиці, 9 архітекторів Всеволода Максимова (1907) і Василя Кричевського (декор 1908 року, не зберігся) та Паньківській, 8 архітектора Миколи Шехоніна (1910).
Оздобленням в українському стилі, започатковане Василем Кричевським, декорували й інші споруди у стилі «модерн», наприклад, Музейний провулок, 4 архітектора Валеріяна Рикова (1909). У стилі українського бароко з деякими елементами модерну спроєктували прибутковий будинок на Володимирській, 19 архітектора Павла Альошина (1912, втрачено 1943).
Розвиток українського національного стилю перервала Перша світова війна.

Український стиль
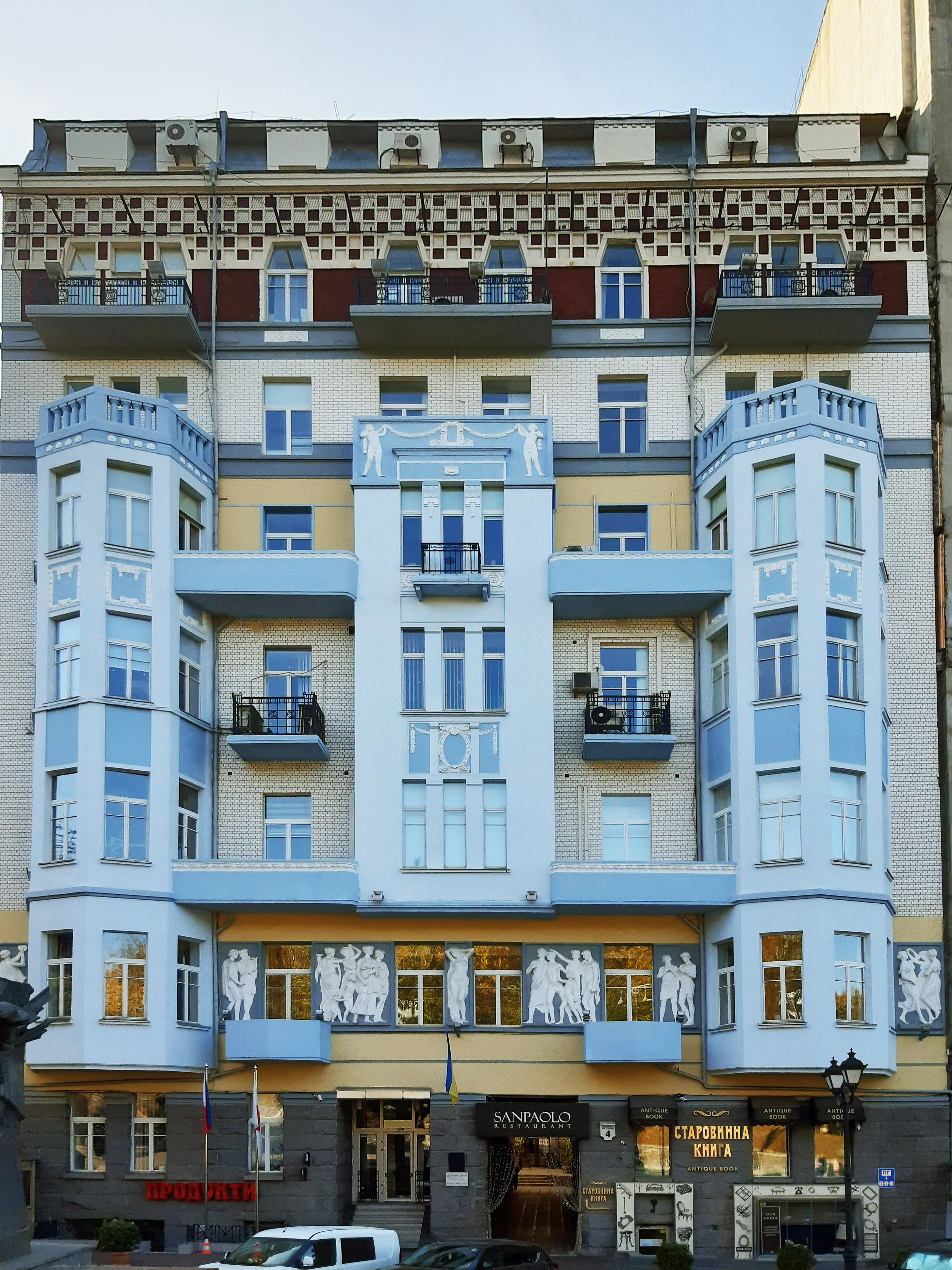
Музейний провулок, 4 (1909)
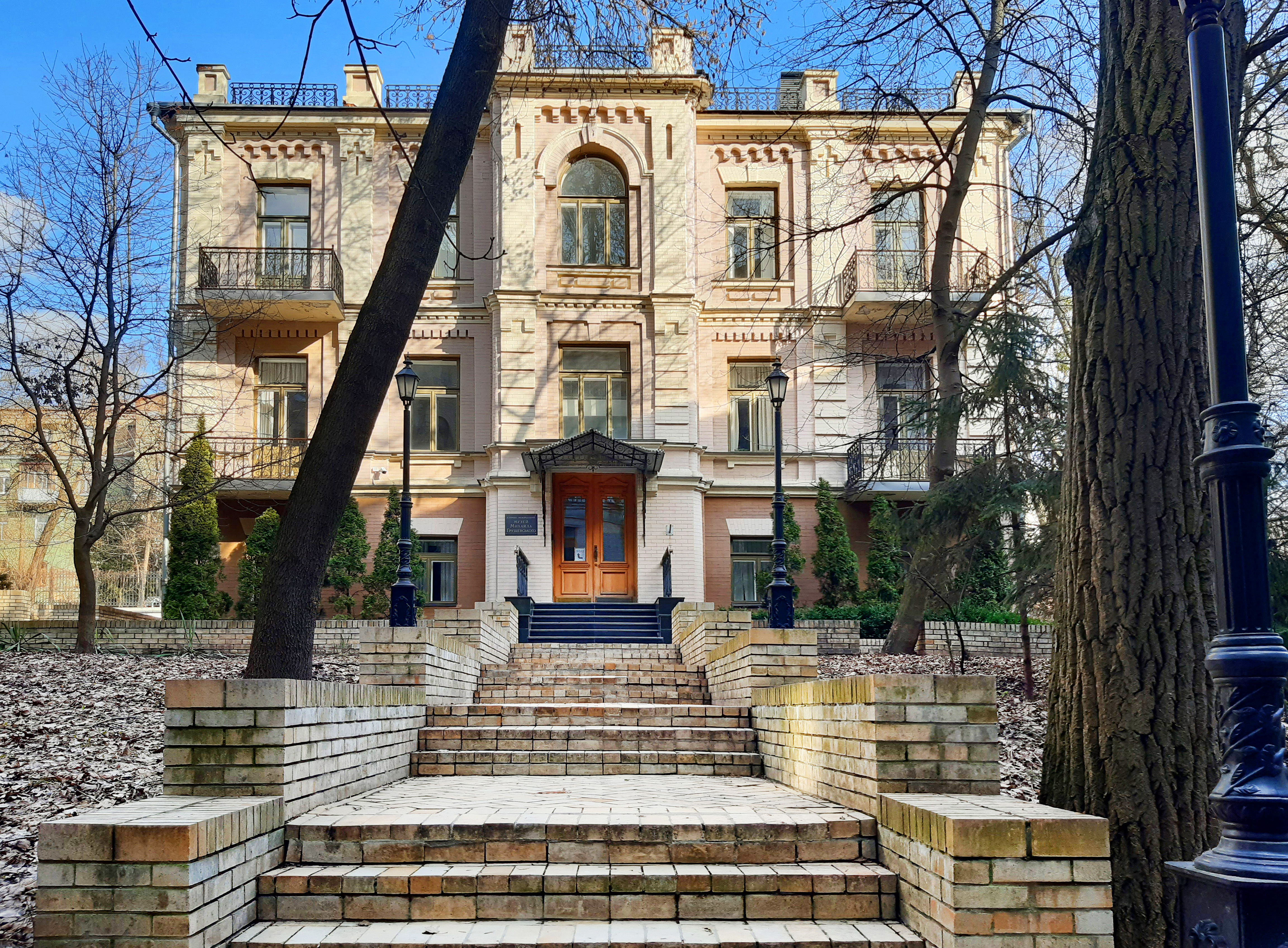
Паньківська, 9 (1907)
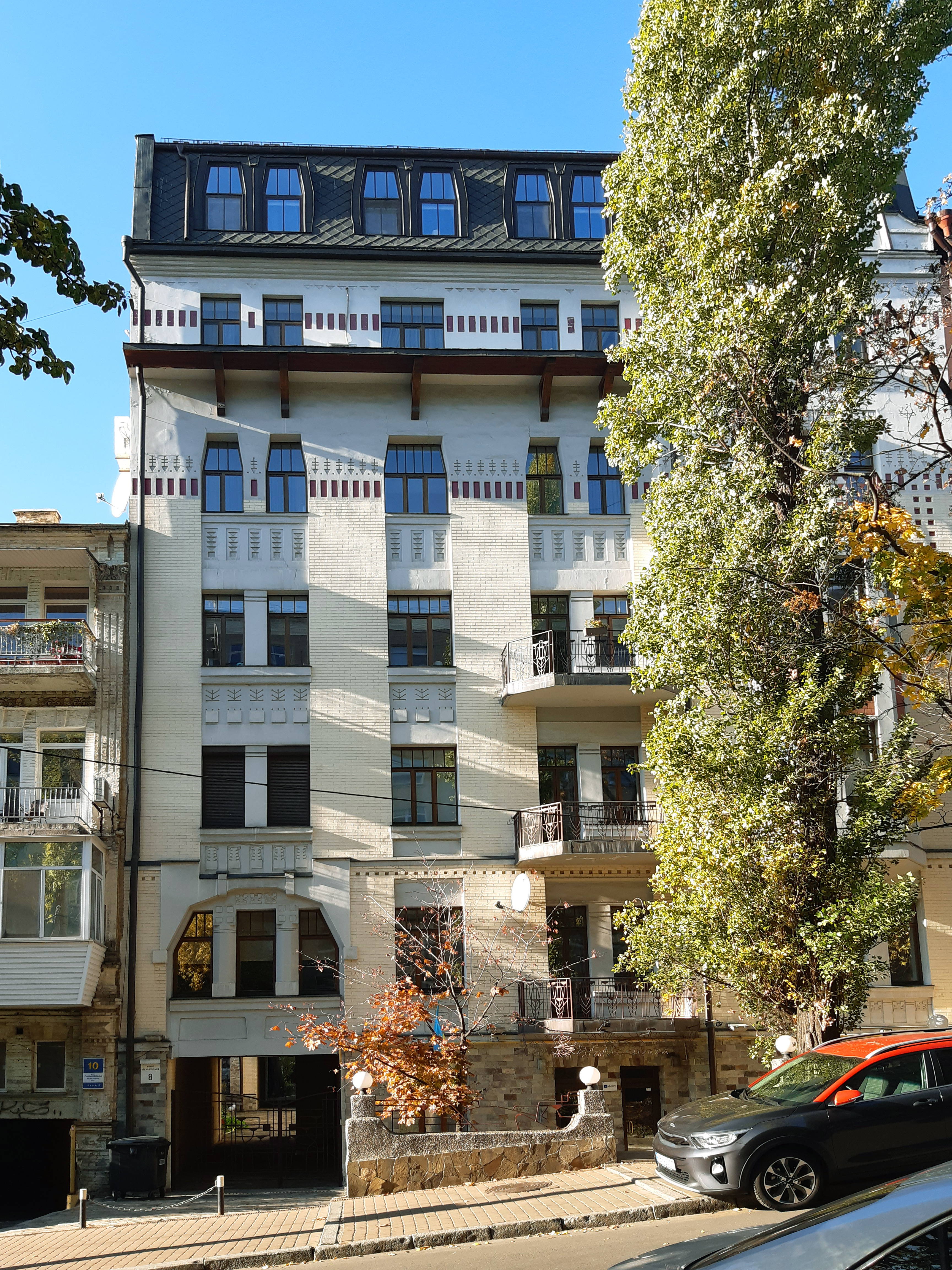
Паньківська, 8 (1910)
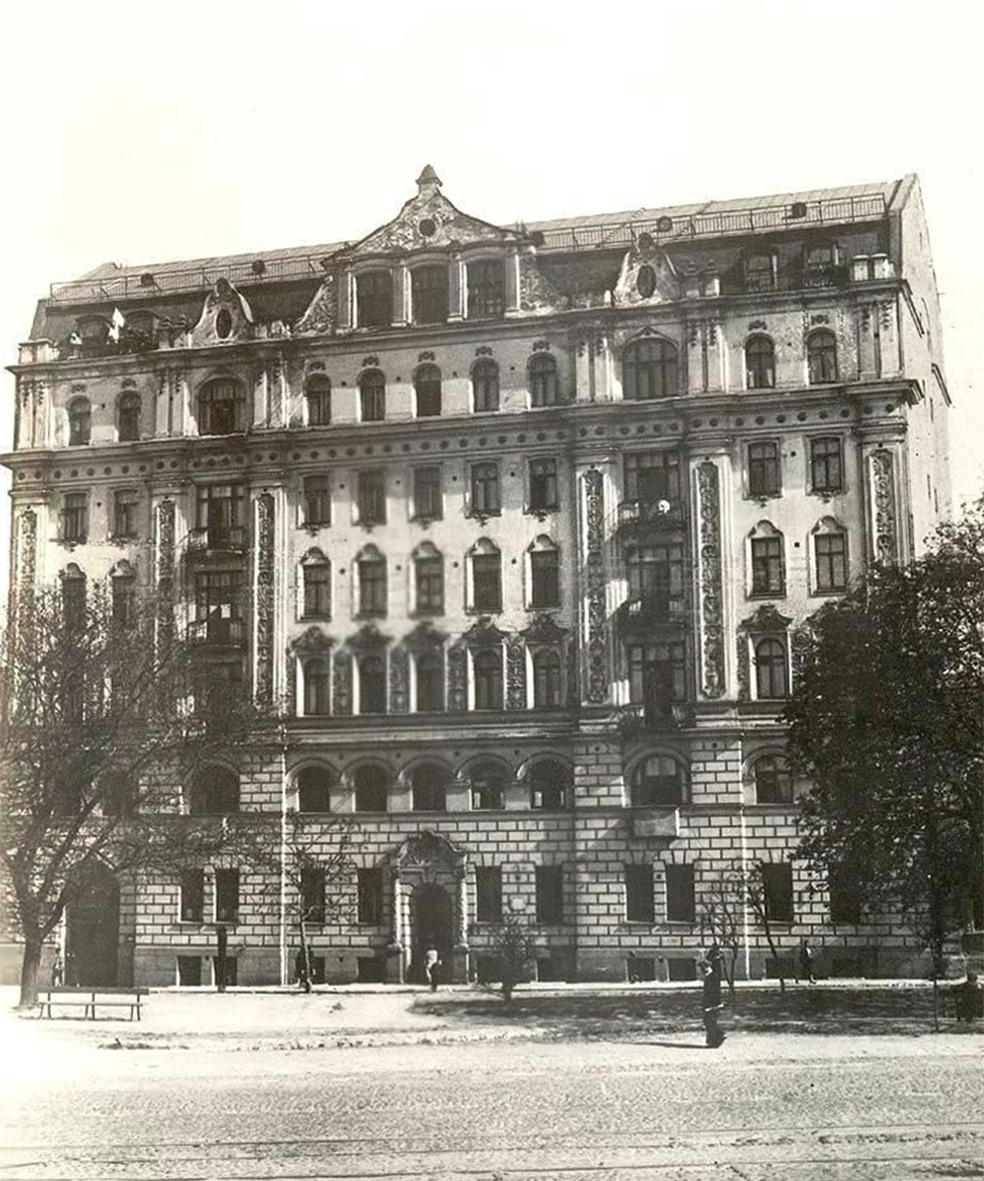
Володимирська, 19 (не зберігся)

### Еклектизм, історизм

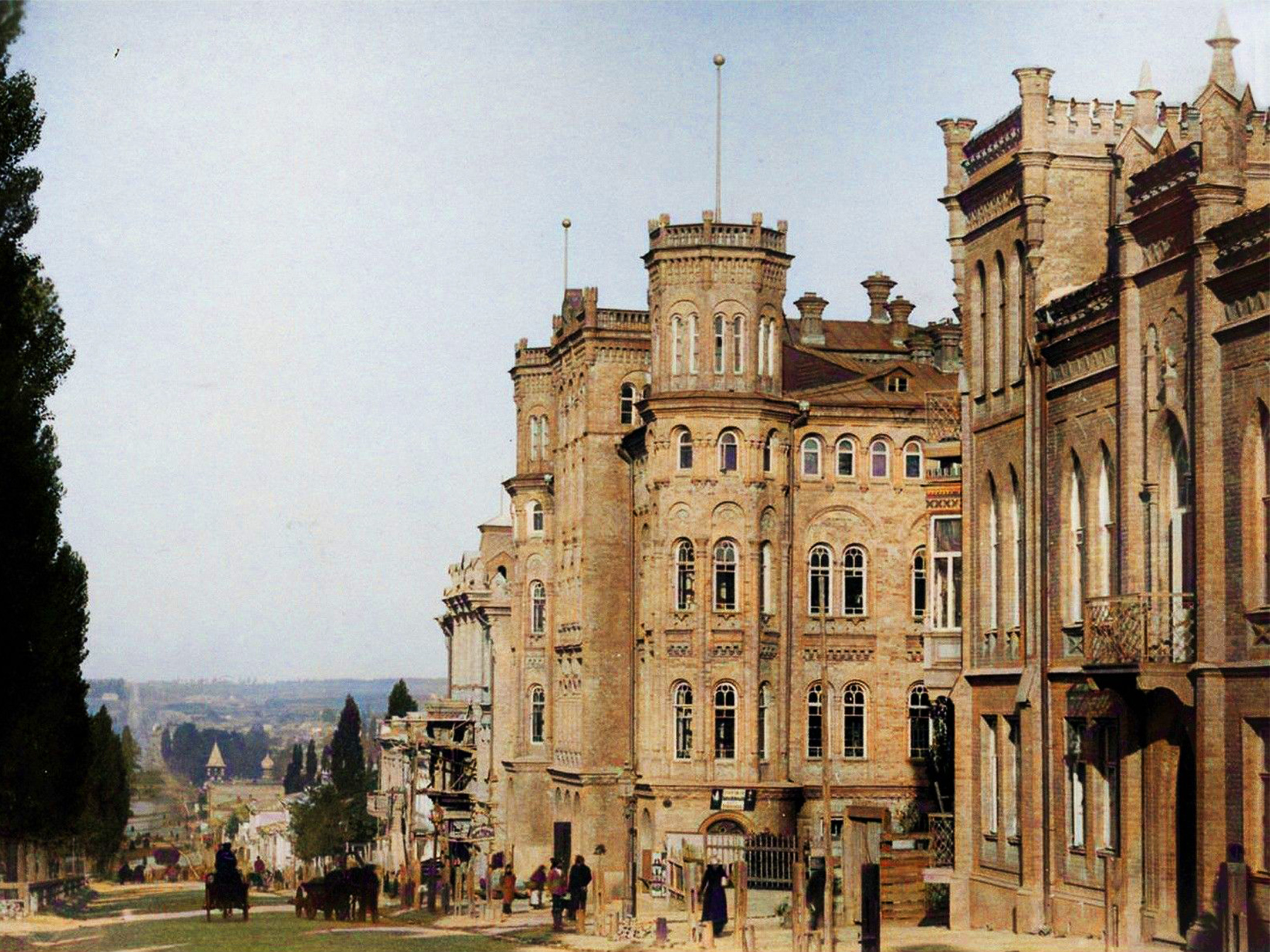
Замок Фроммета

Історик архітектури Іполит Моргілевський гостро критикував так званий «стиль київських підрядників». Інші мистецтвознавці й журналісти впродовж наступних років винятково негативно відгукувалися про архітектуру київських прибуткових будинків, зокрема про стилі історизму і модерну. Під критику попала й еклектика — поєднання різнорідних стильових елементів чи довільний вибір стилістичного оформлення для будівель.
Найяскравішими зразками еклектики в Києві були Будинок аптекаря Фроммета, Будинок Клуга і Будинок Майкапар. Будинок аптекаря Фроммета звели 1882 року за проєктами архітекторів Володимира Ніколаєва, Павла Спарро. Романсько-готичні мотиви надають типовому житловому будинку вигляд середньовічного замку-палацу. Будинок Клуга — яскравий архітектурний витвір доби історизму.

## Композиційна схема будинків

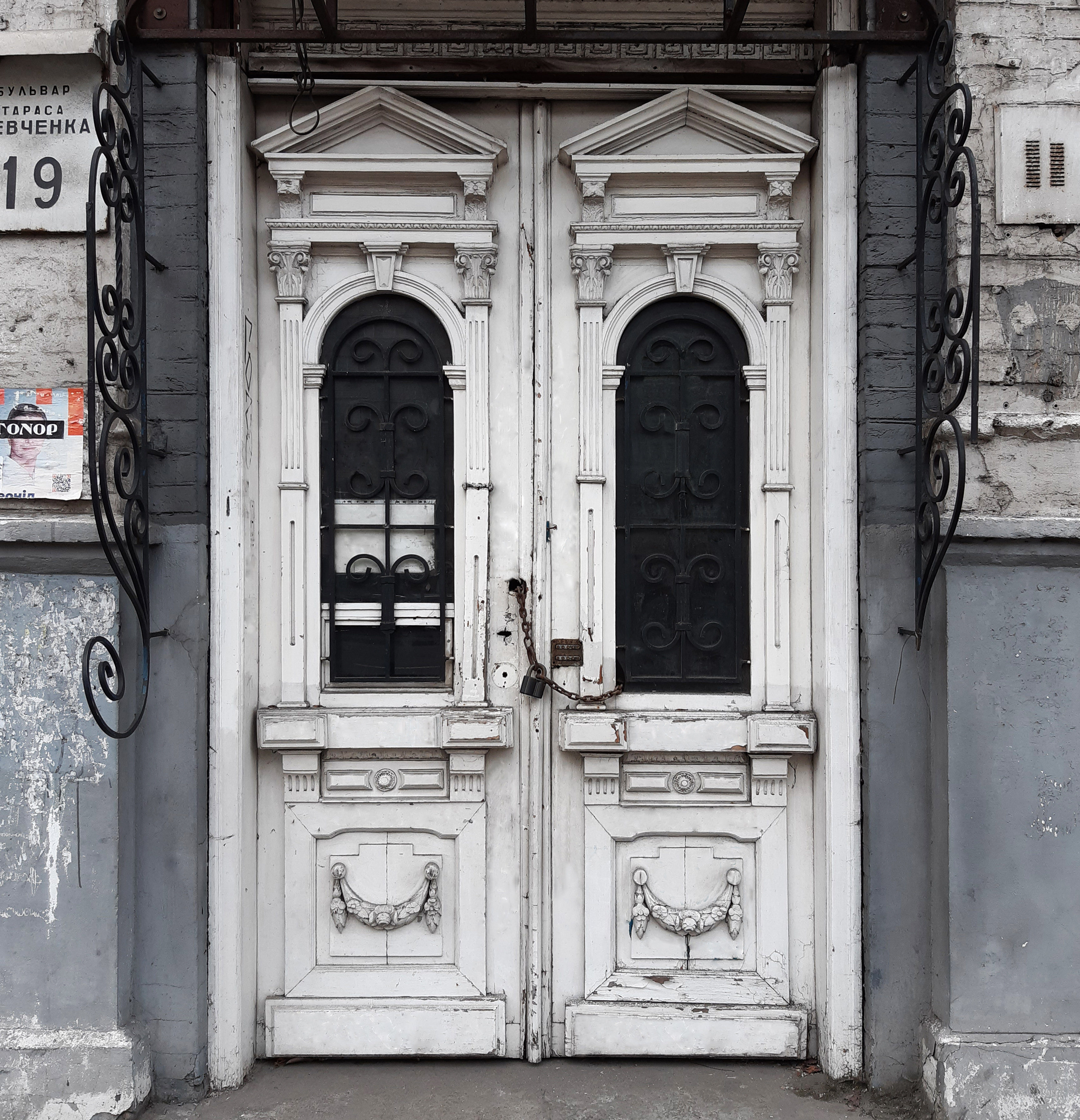
Двостулкові двері. Будинок із драконами

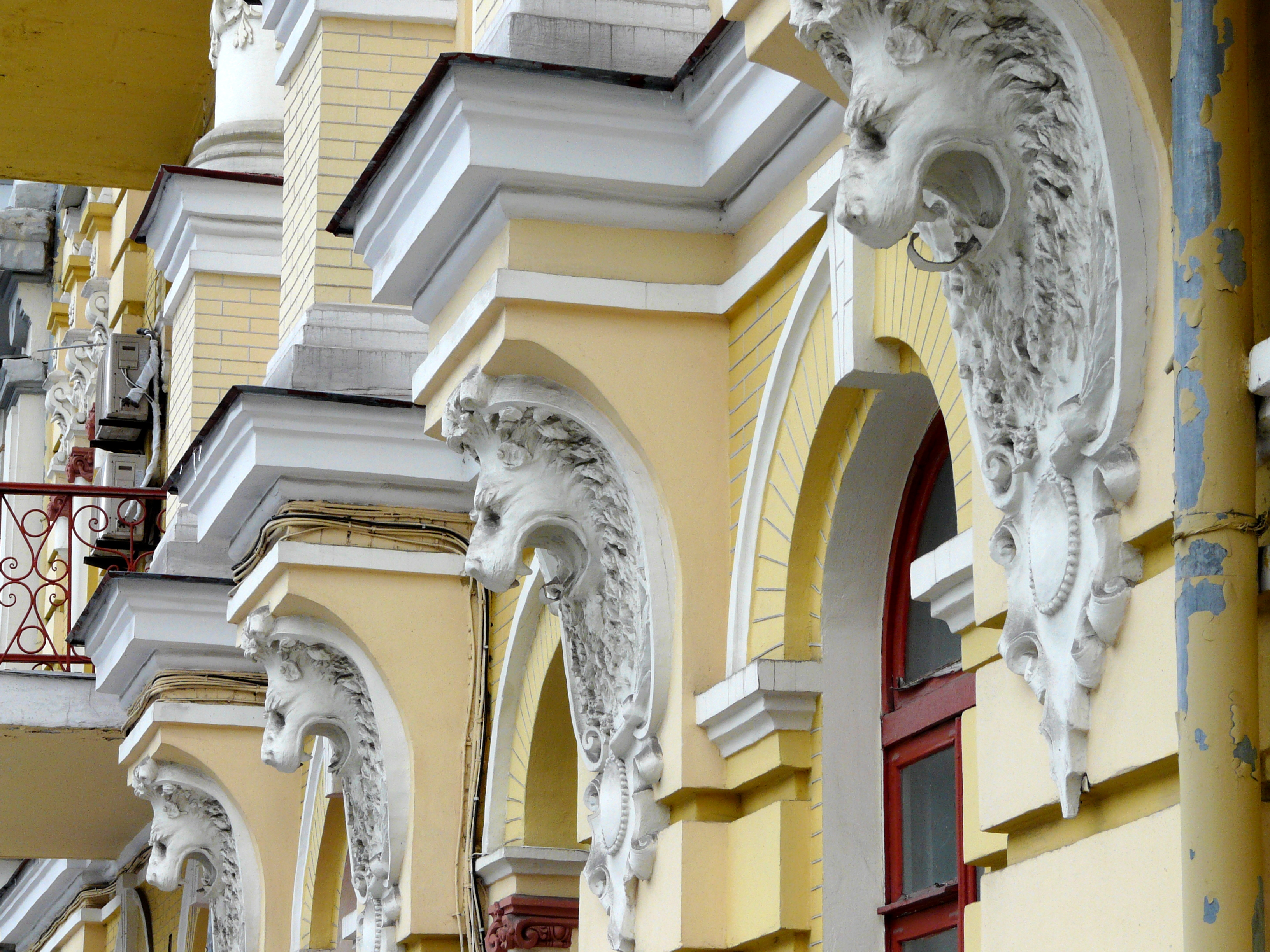
Декор будинку на Євгена Чикаленка, 33-А

З 1861 року київські вулиці, в залежності від розташування, ділилися на 4 розряди. Розряд регламентував матеріал будівництва: цегляні за індивідуальними проєктами, цегляно-дерев'яні або дерев'яні. Центральні райони відносилися до найвищих розрядів, околиці — до найнижчих.
Будинки простої композиційної схеми були, як правило, триповерховими на підвальному поверсі, односекційними, симетричними, з брамою для проїзду. Зазвичай сходи були при обох фасадах. Головний («парадний») вхід розташовувався з вулиці для власників і винаймачів і задній («чорний») — з подвір'я для прислуги. Чорний хід був один або два на кожну секцію. Окрім того, інколи передбачалися бічний вхід і, для потреби, крамничні двері.
Будинки найчастіше мали невелике внутрішнє подвір'я-колодязь.
Квартири в прибутковому будинку містились навколо сходових клітин, коридорів або галерей. За плануванням вони були однорідними. На поверсі було по дві однакові квартири, кожна з яких — на шість кімнат. Подібну схему мав, наприклад, прибутковий житловий будинок начальника Київського жандармського управління генерал-лейтенанта Олександра Павлова, споруджений 1895 року за проєктом військового інженера Миколи Чекмарьова на вулиці Євгена Чикаленка, 33.
На вулицю виходили вікна кабінету, вітальні і спальні, а на двір — дитяча, будуар, їдальня і кухня. З кухні двері вели на «чорні» сходи та до комірчини, де мешкала кухарка. Комора сполучалася дверима з коридором «чорного» ходу. Через нього заносили дрова і продукти. Туалет і ванна були біля вхідних дверей і передпокою. Іноді знадвору добудовували ризаліт, щоб збільшити площу кухоні та спорудити «чорні» сходи.

## Оздоблення

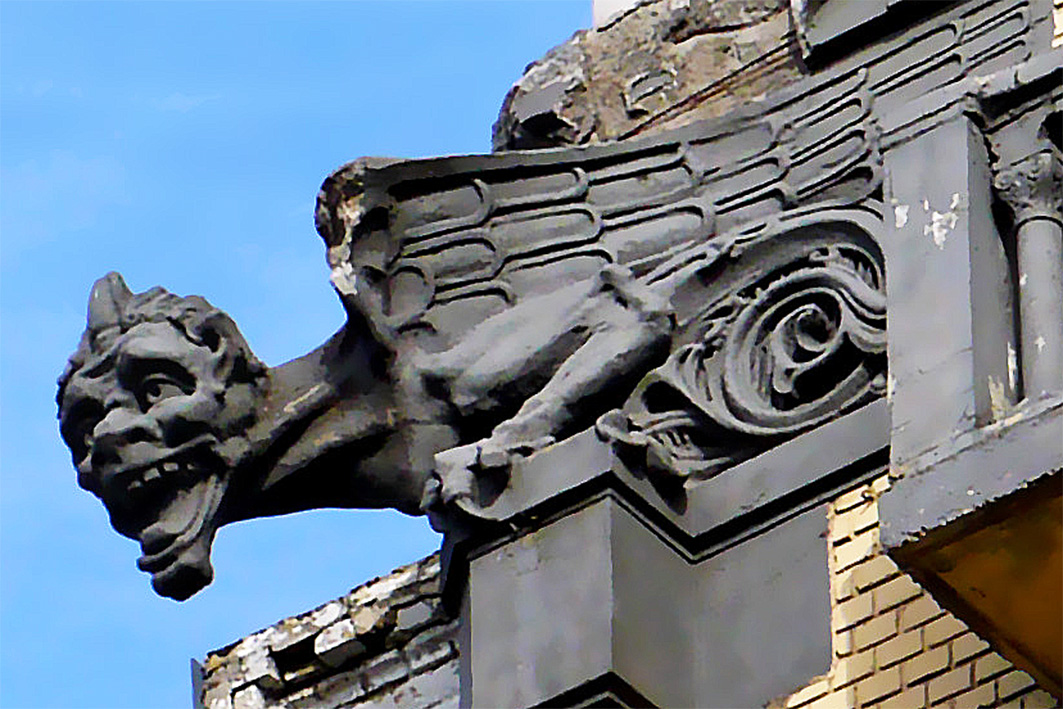
Демон (горгулья) на Великій Житомирській, 8-А

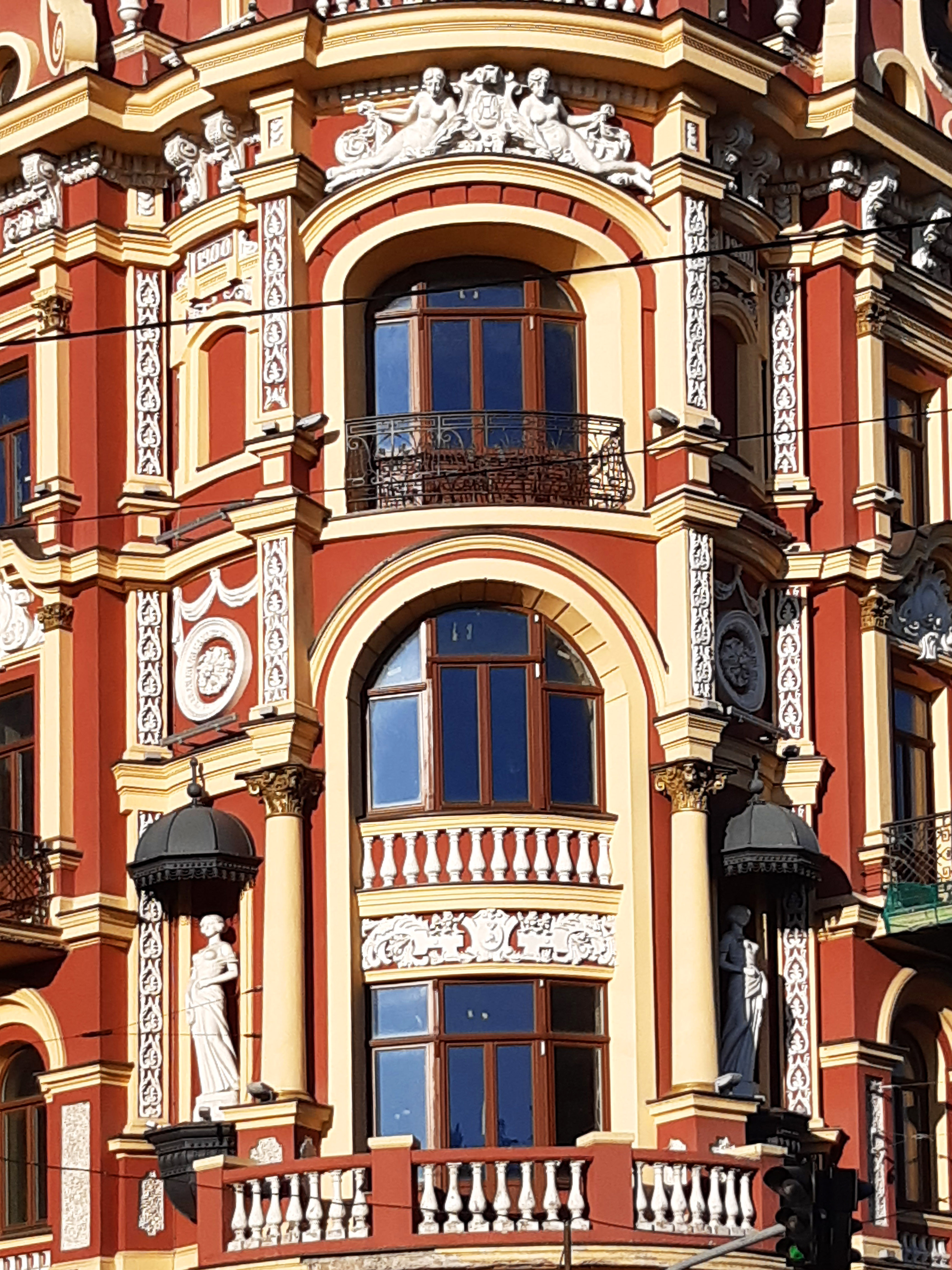
Неоренесансний декор Будинку Сироткіна (1901)

Фасади будинків часто оздоблювали різними зображеннями, написами й цілими композиціями.
Фасад прибуткового будинку на вулиці Лютеранській, 15 (1908) прикрашає майолікове панно «Пан із німфами», виготовлене архітектором Олександром Вербицьким і художником Олексієм Козловим.
Найпомітніша багатофігурна тематична фризова композиція — «Похід Фріни» на будинку № 4 у Музейному провулку (1909) скульптора Федора Балавенського. Фриз «Землеробство» вміщено на фасадах наріжного будинку на вулиці Саксаганського, 26/26 (1911). Фасади багатьох будинків прикрашали античні фігури, як наприклад, на Інститутській, 13/4 (1909) і Терещенківській (1913—1914). Рельєфні багатофігурні композиції, присвячені античним міфам і легендам, вміщені на фасадах прибуткових будинків на вулиці Саксаганського, 12; Чеховському провулку, 11, у пасажі на Хрещатику, 15.
Фігурами алегоричних богинь із рогами достатку оздоблено фасади будинку на вулиці Саксаганського, 36. Путті вміщені на фасаді будинку у Михайлівському провулку, 9, і на Будинку Козеровського, сатири — на вулиці Іллінській, 10 та Лютеранській, 25.
Античні божества Меркурій (Гермес), Деметра, Афіна, Гефест прикрашали фасад Будинку Гінзбурга на вулиці Городецького, 9 (1901). Часто зображували кадуцей, обвитий зміями «жезл Меркурія», покровителя торгівлі й промисловості, наприклад, на фасадах банку (Хрещатик, 8), ломбарду (Музичний провулок, 1), торгового дому (вулиці Городецького, 13), технічного товариства (Олеся Гончара, 55-Б), Другого комерційного училища (бульварі Тараса Шевченка, 9/28), особняків (на Шовковичній вулиці, 17), прибуткових житлових будинків (Лютеранська, 11; Антоновича, 44).
Фасади декорували міфологічними істотами: грифонами (Городецького, 9; Саксаганського, 96); драконами (будинок на Рейтарській, 31/16, будинок на бульварі Шевченка, 19), крилатими демонами (Ярославів Вал, 1); химерами (Велика Житомирська, 8-А); птахом-сирином (Костельна, 7, Хорива, 21 і 23); пегасами (Ярославська, 31).

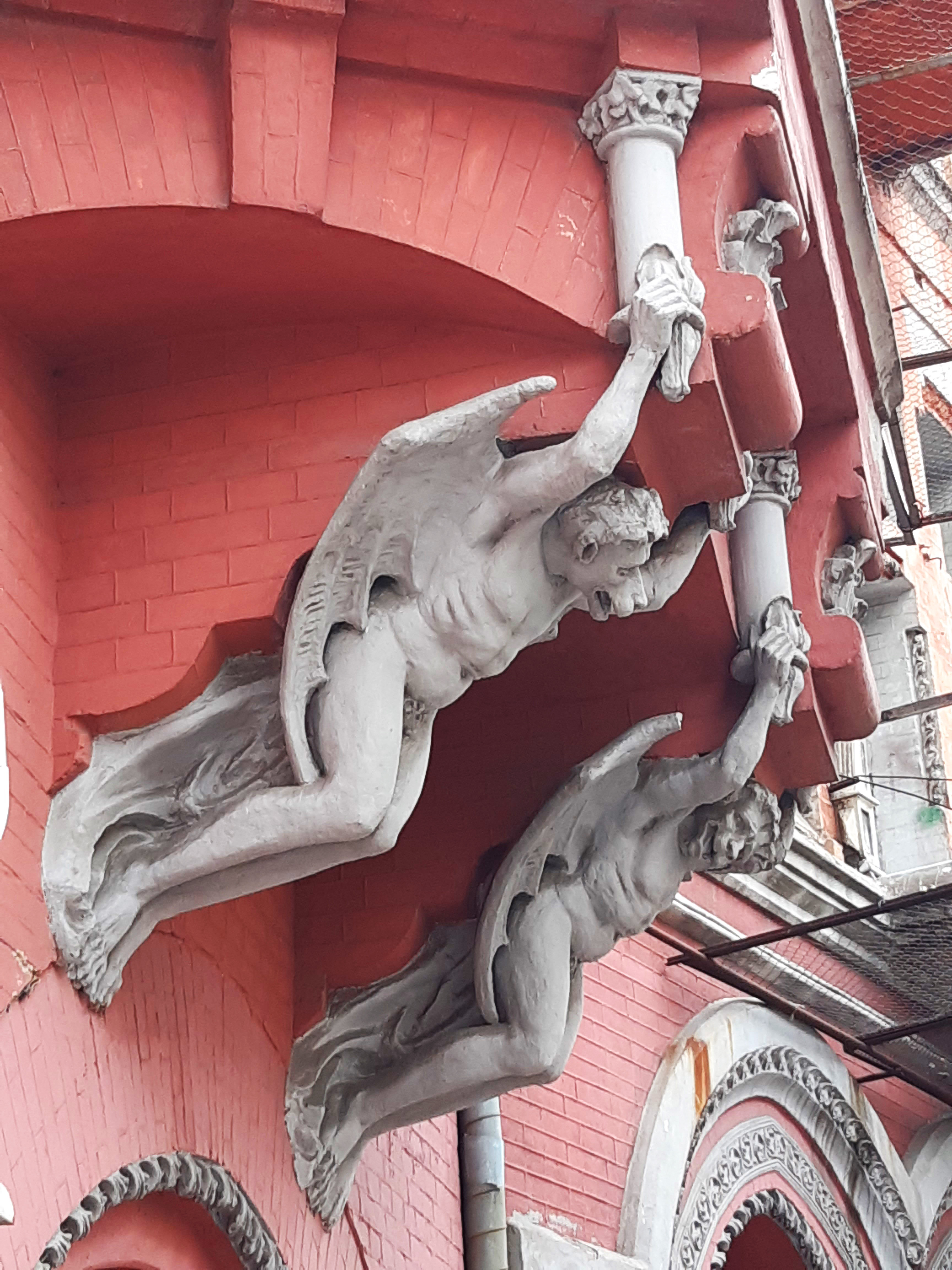
Крилаті демони (Будинок Підгорського)
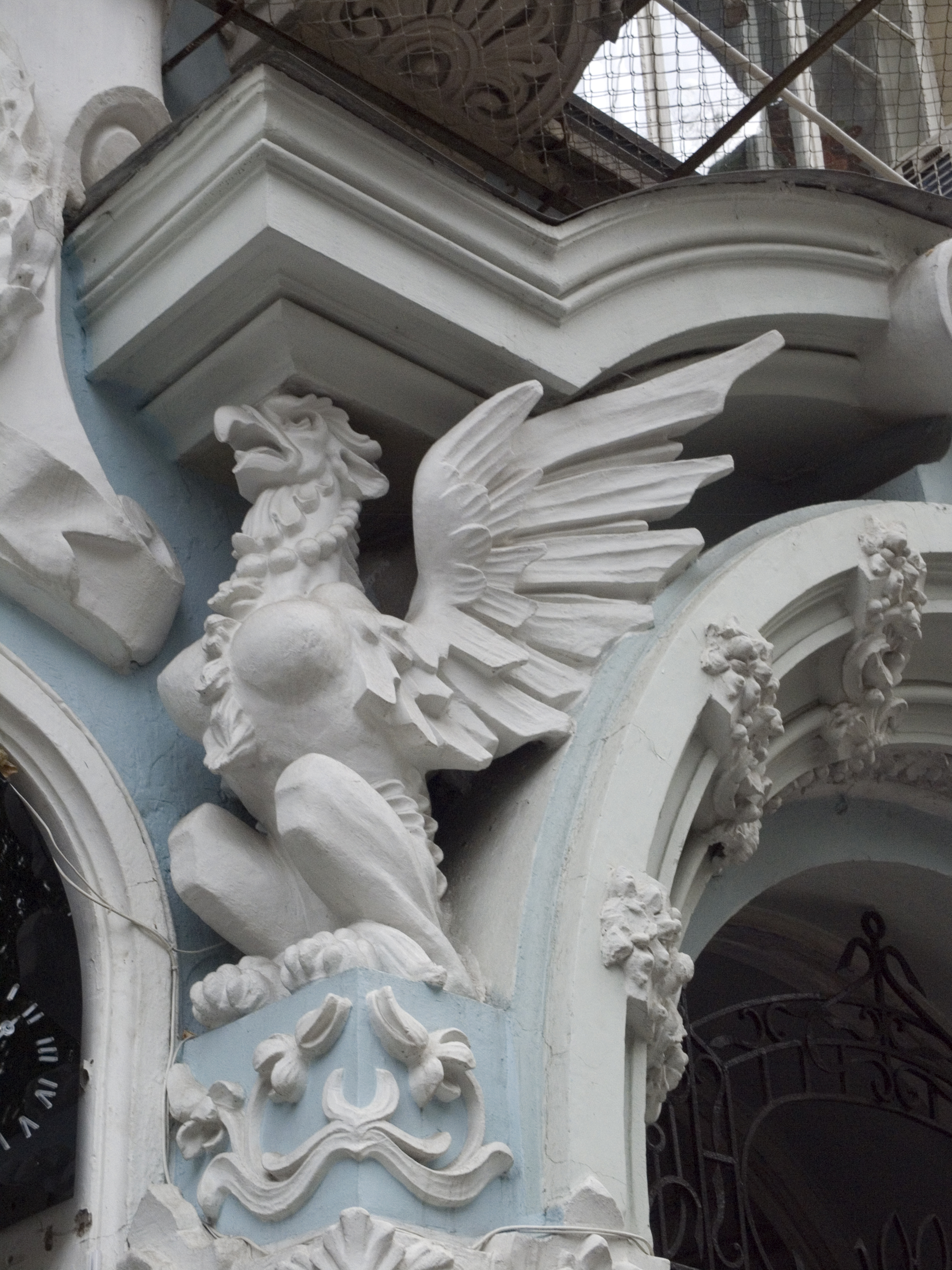
Грифон (будинок Гінзбурга на Городецького, 9)
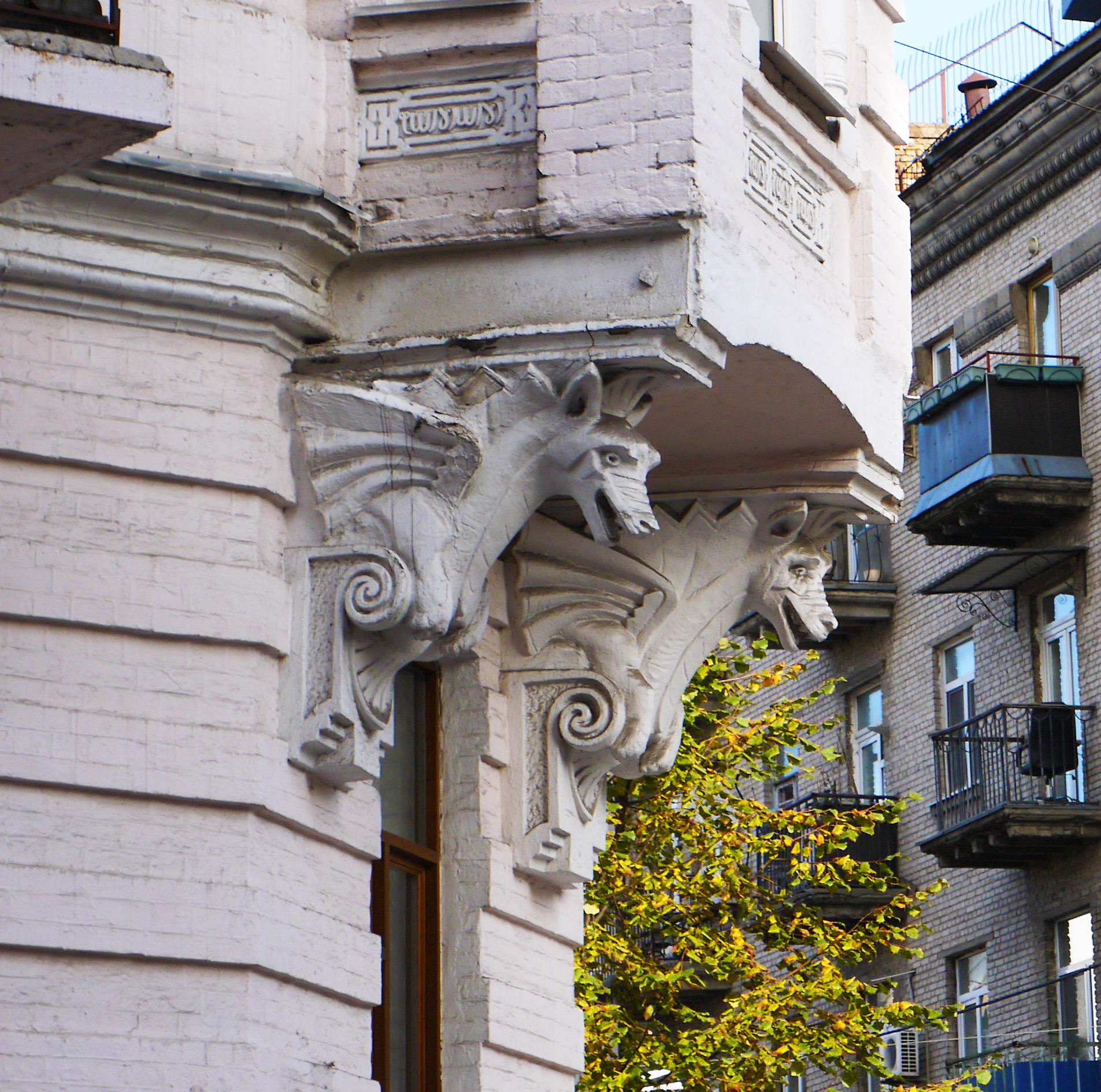
Будинок із драконами на Рейтарській, 31
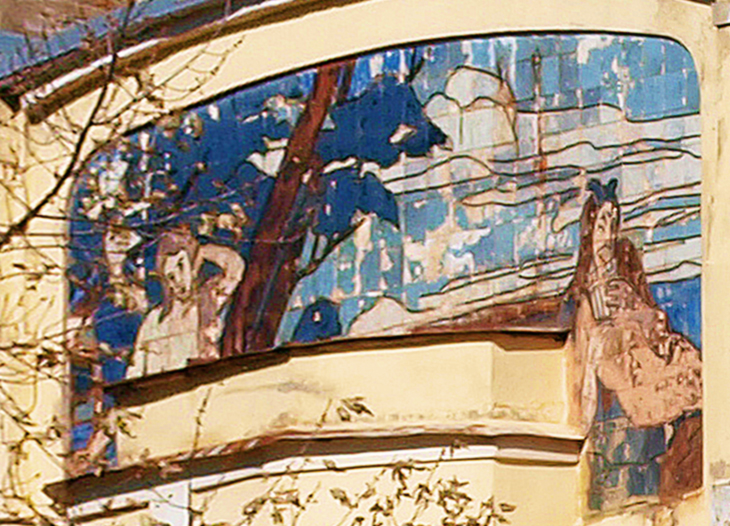
Будинок із Паном і німфами

Поширеними елементами декору були маскарони, каріатиди, атланти, іфрити, герми. Маскарони, зображення «античного» обличчя чоловіка або жінки, зазвичай містяться у замкових каменях віконних або дверних перемичок, на лопатках, пілястрах або у вільному полі стіни (Лютеранська, 36/7; Заньковецької, 7; Шота Руставелі, 22; Велика Житомирська, 8-А, 10, 38; Січових Стрільців, 7,12; Миколаївська, 15, 19; Назарівська, 19, 21; Ярославів Вал, 37/1; Рейтарська, 7, 20/24, 29; Володимирська, 30, 82; Гоголівська, 10).
Голови чоловіка й жінки в замкових каменях брам є на Великій Васильківській, 14; голова Геракла у лев'ячій шкурі — у порталі вхідних дверей на Стрітенській, 15, а також у пасажі на Хрещатику, 15.

Пасаж
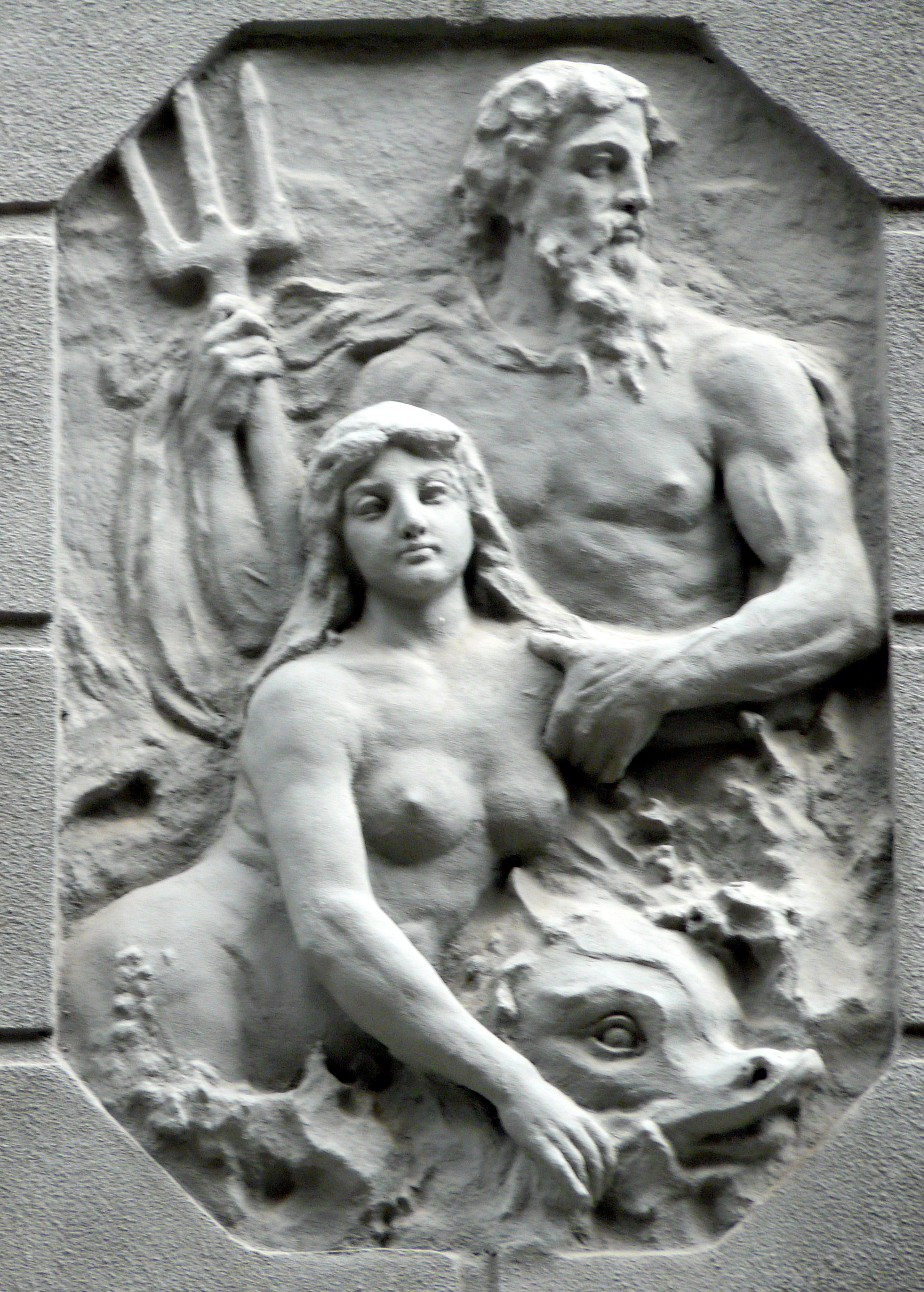
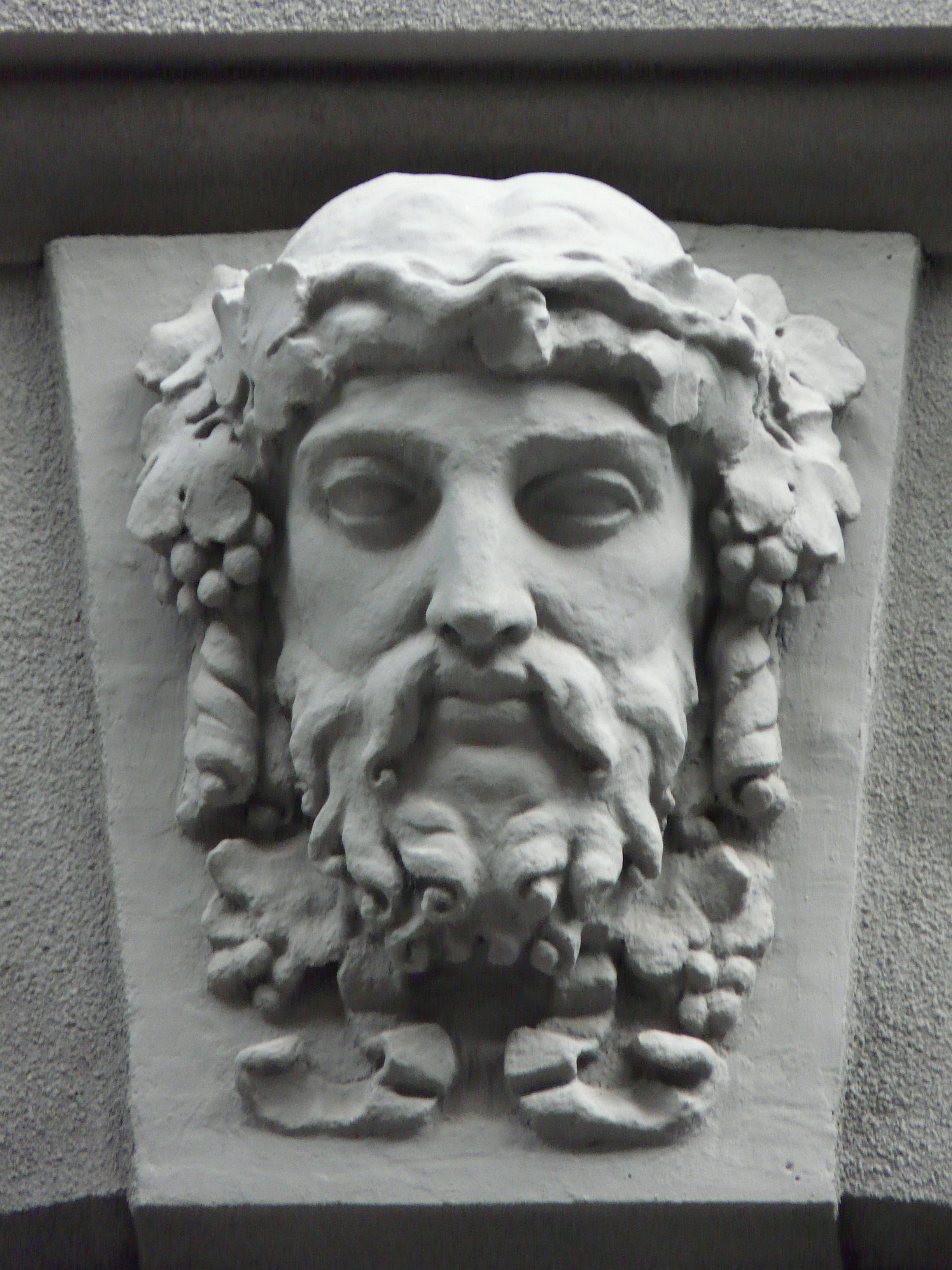
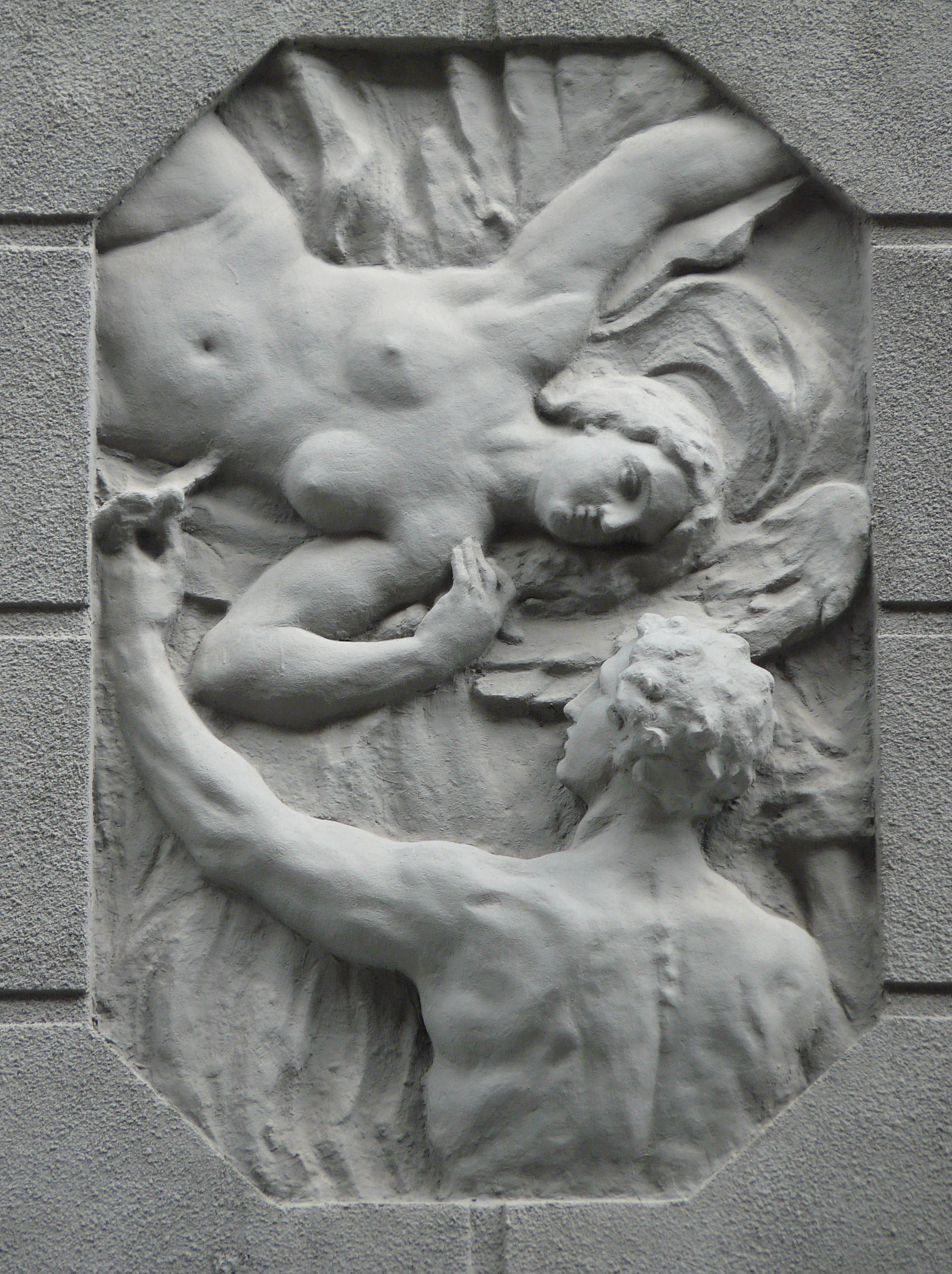
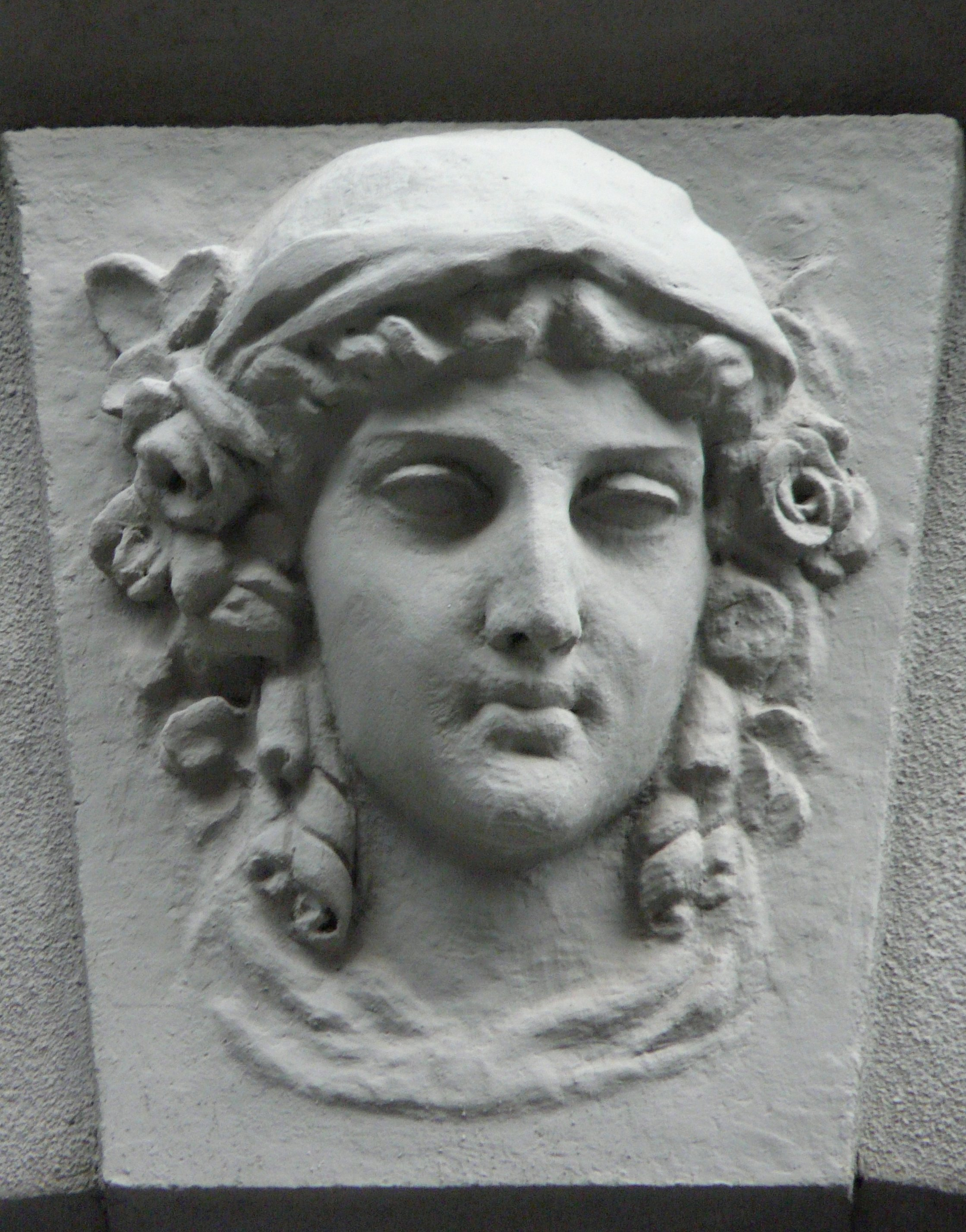
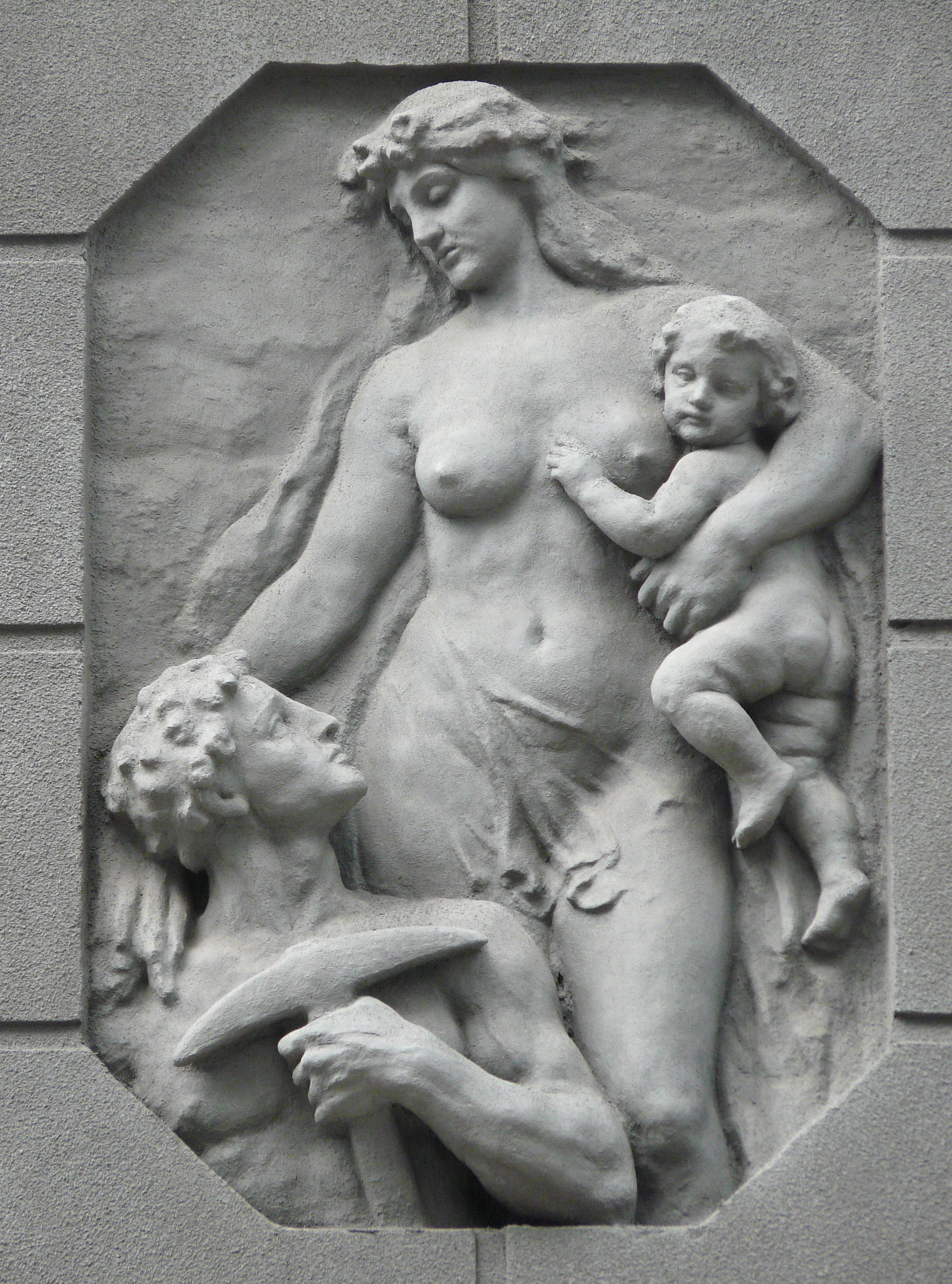

Каріатиди розміщувались в позиції анфас (Володимирська, 18; 45; Липська, 13; Ярославів Вал, 16; Богдана Хмельницького, 33/34; 44; Антоновича, 23), у позиції боком до фасаду — підтримуючи одною рукою перемичку лоджії (Велика Васильківська, 17; 35), а також у витонченому ракурсі зі спини у три чверті, з розплетеним хвилястим волоссям (Садиба Родзянка, будинок на бульварі Тараса Шевченка, 5).
Атланти тримають плечима й руками еркер чи балкон у Будинку Майкапар на Лютеранській вулиці, 6, будинках на Володимирській, 45; Богдана Хмельницького, 33/34, або на голові куб із вазою на Будинку Козеровського на Костельна, 7. Іфрити підтримують балкон другого поверху Будинку з іфритами на вулиці Симона Петлюри, 11/106.
Герми встановлювали у міжвіконнях (Липська, 10; Велика Васильківська, 1) або окремо (Ярославська, 47).

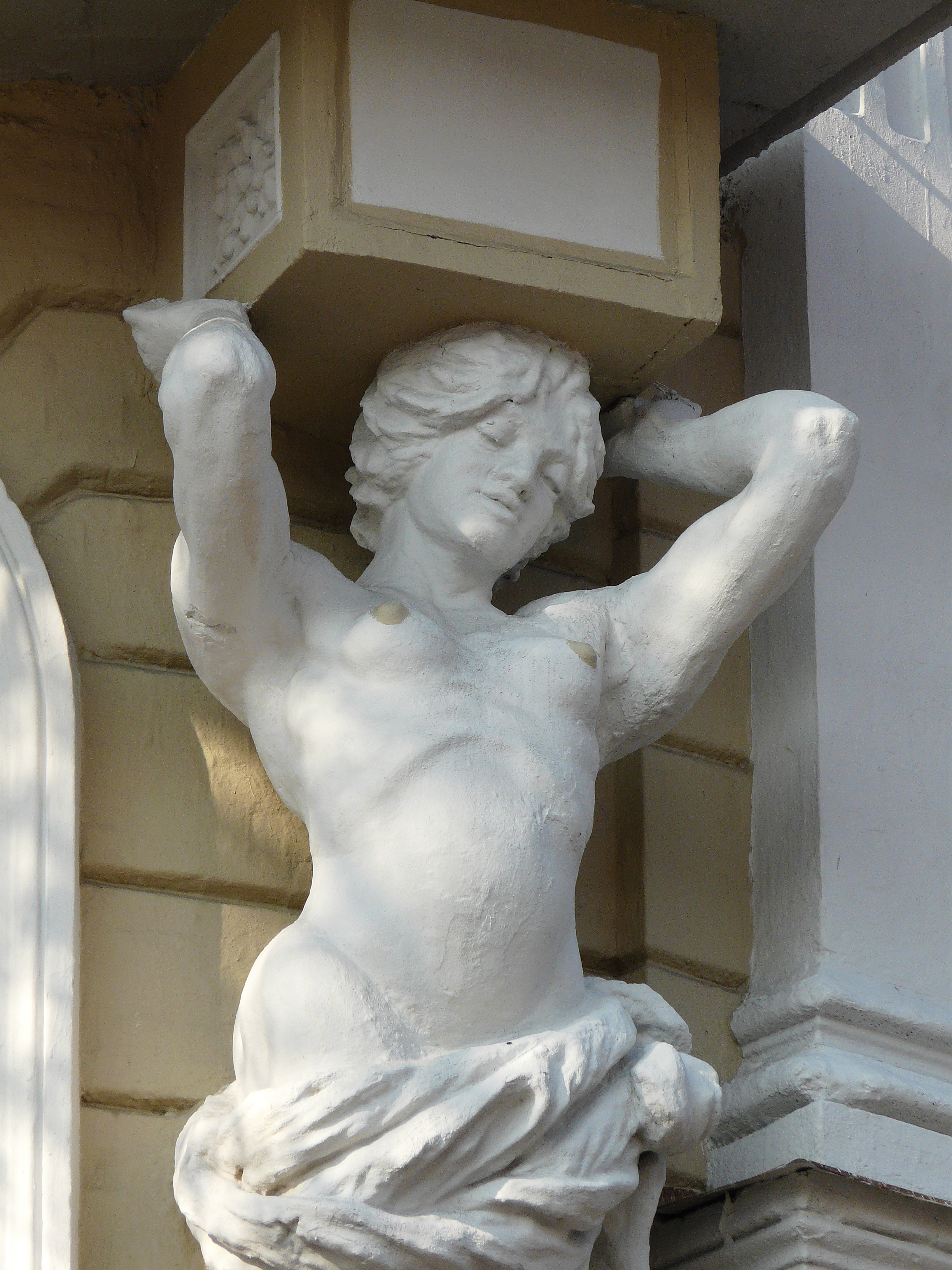
Каріатида (Володимирська, 18)
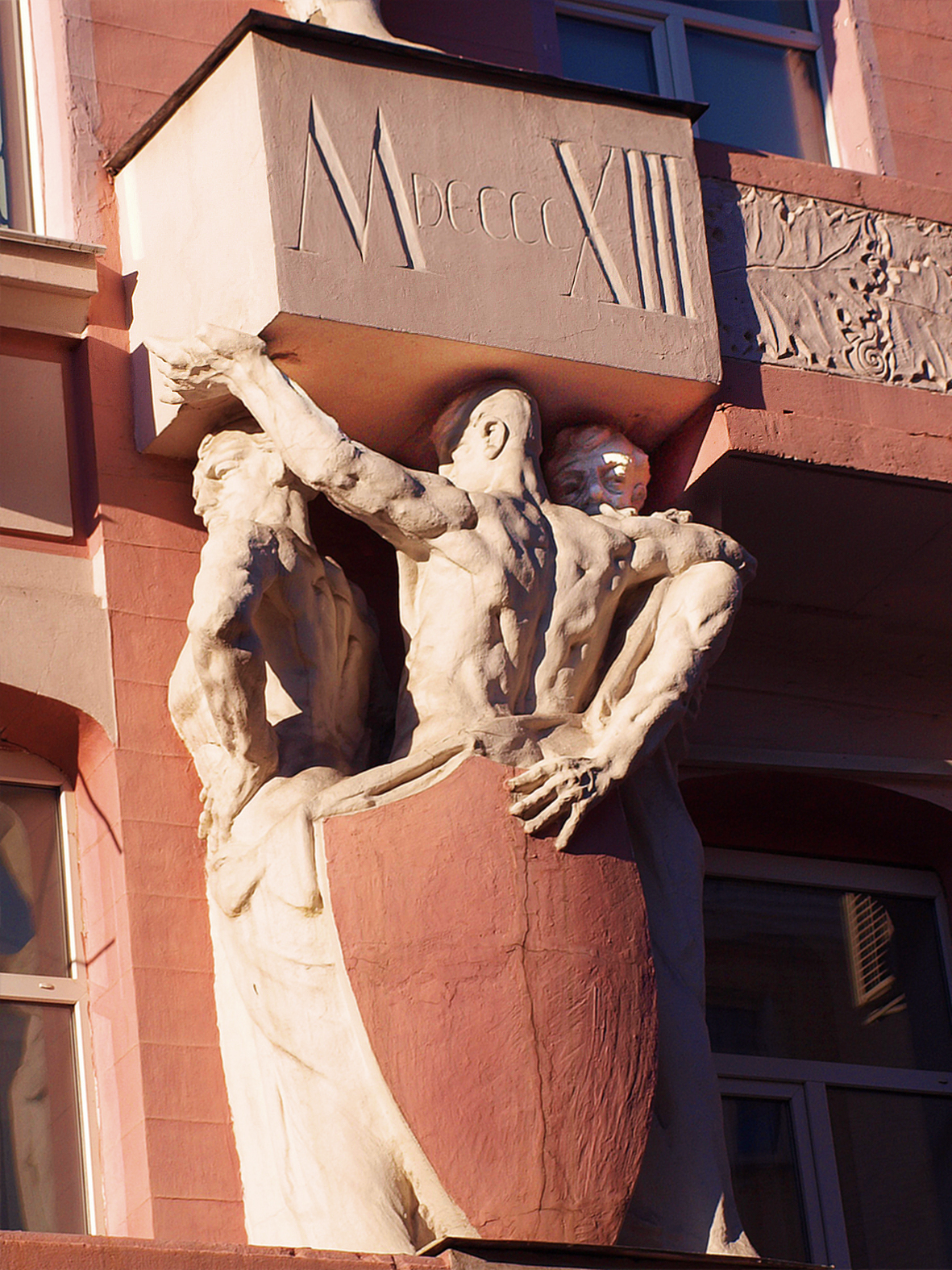
Будинку Козеровського (Костельна, 7)
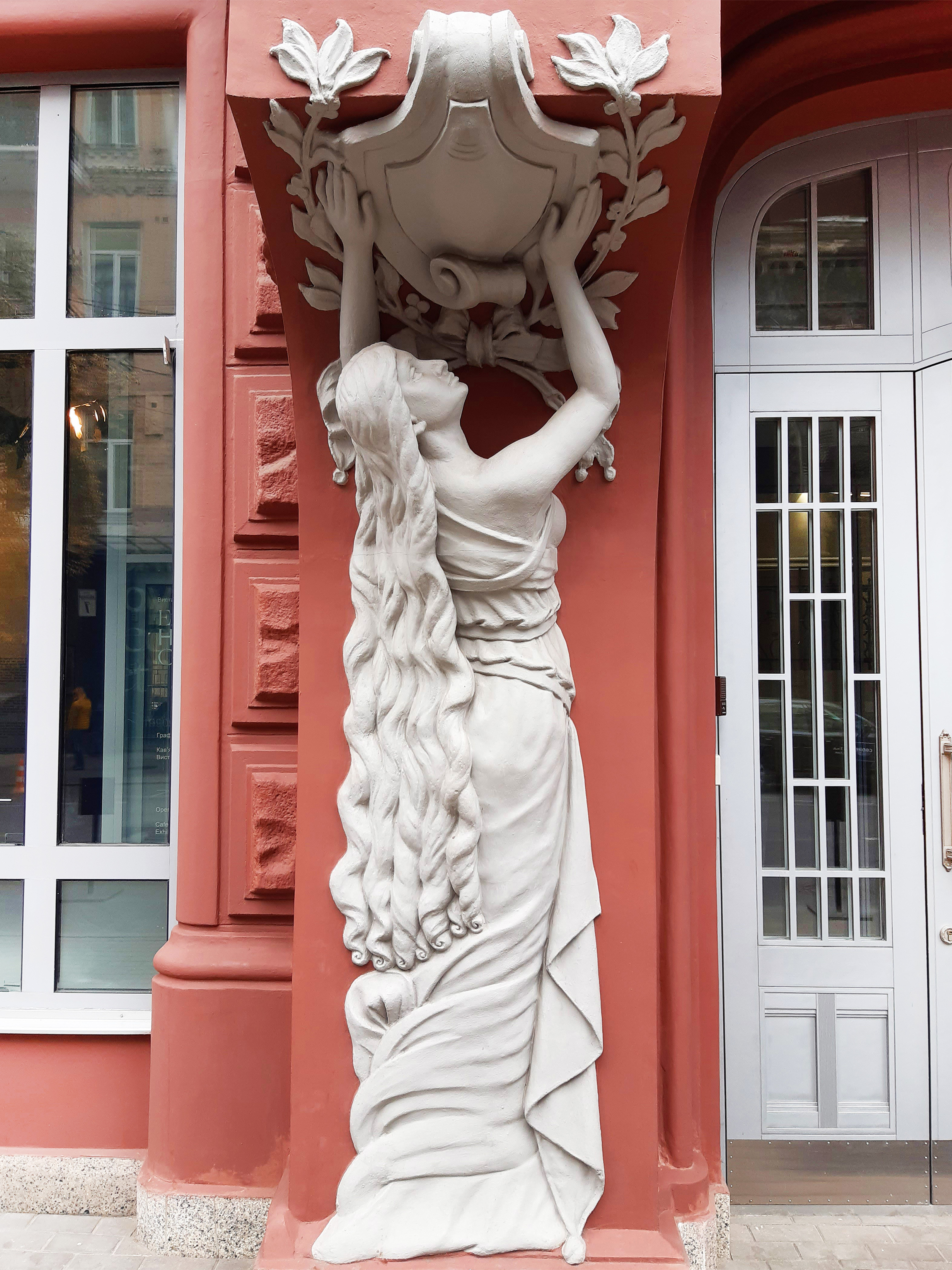
Каріатида (Садиба Родзянка)
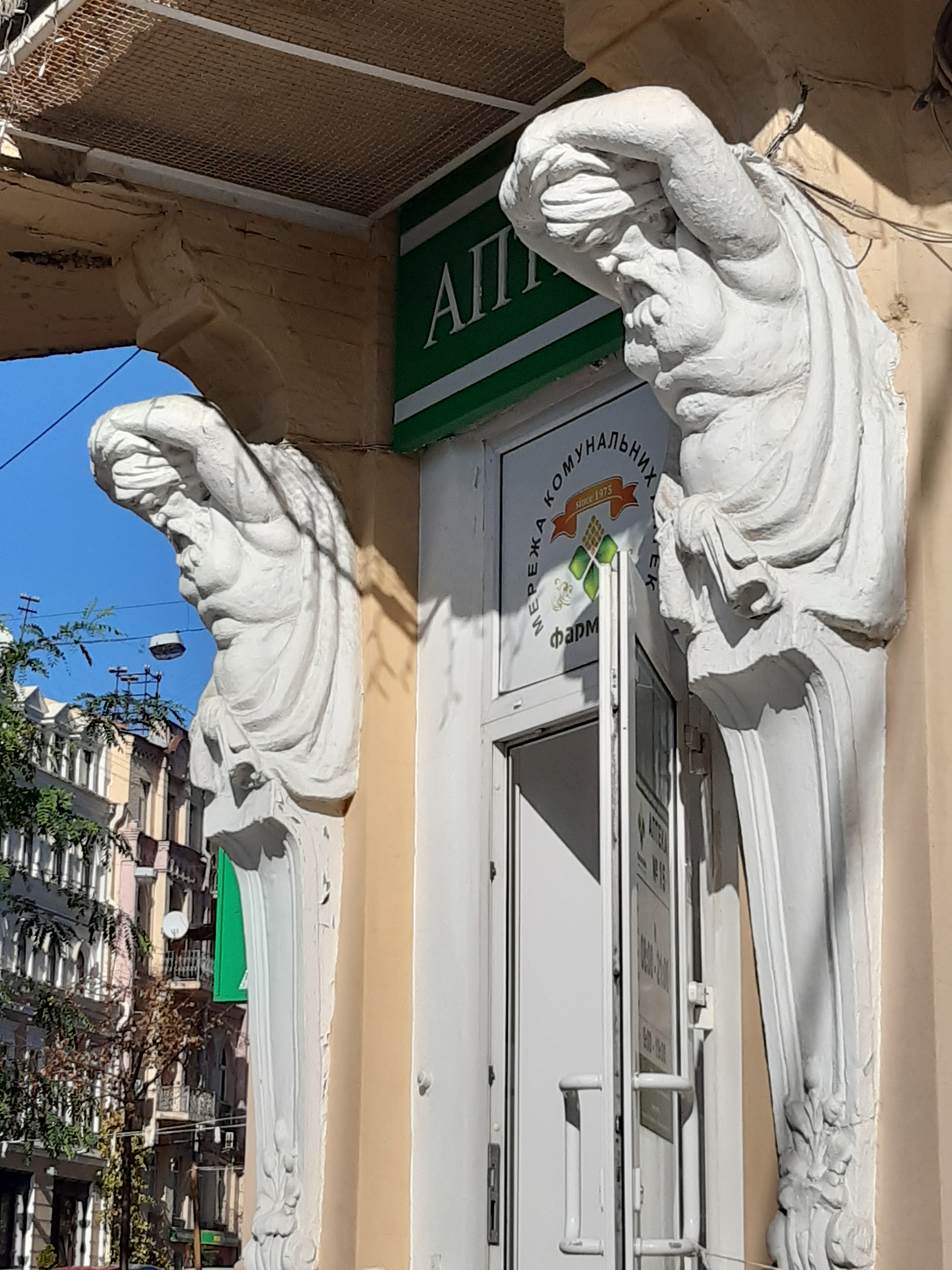
Будинок з іфритами
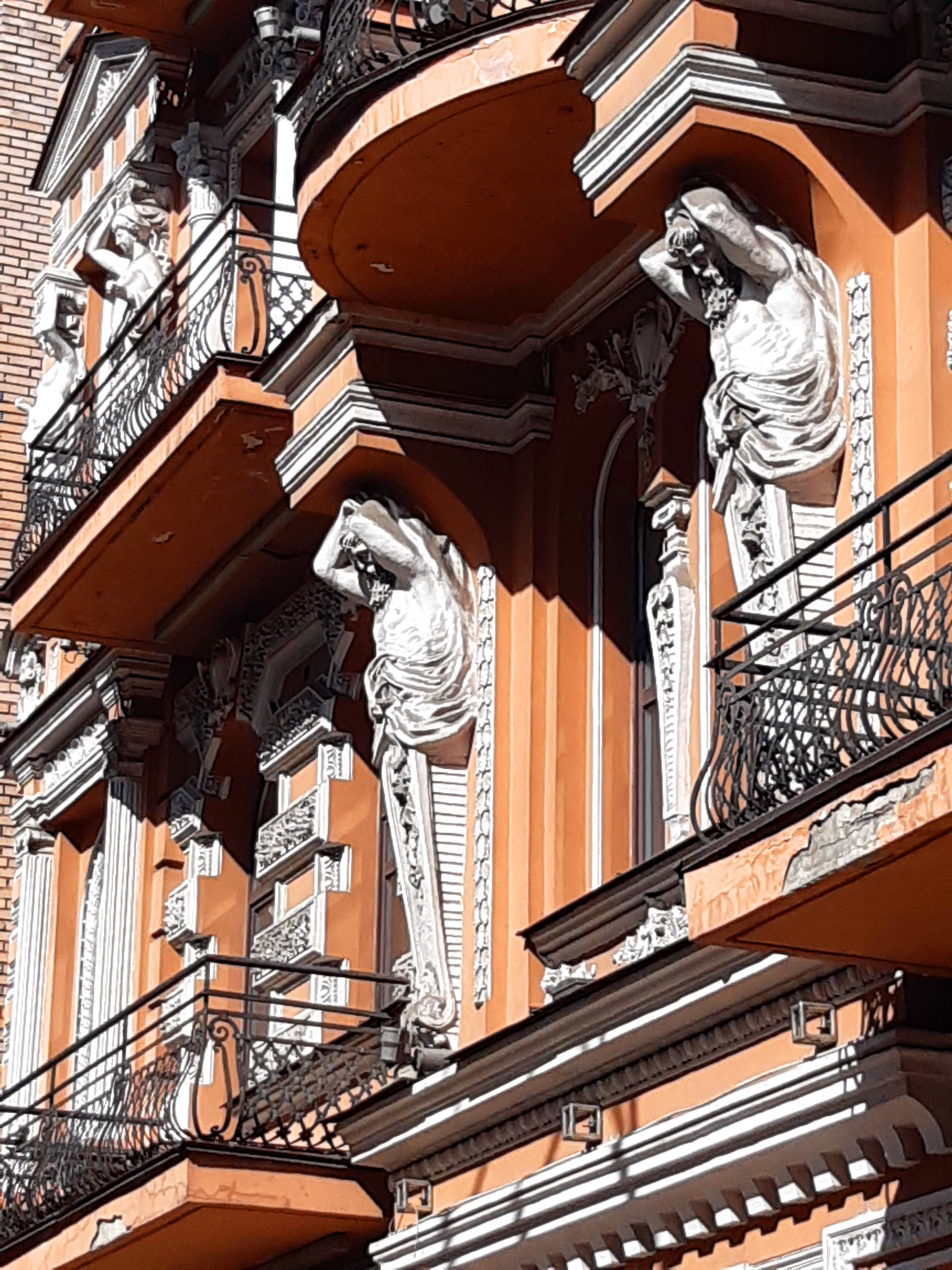
Будинок Клуга
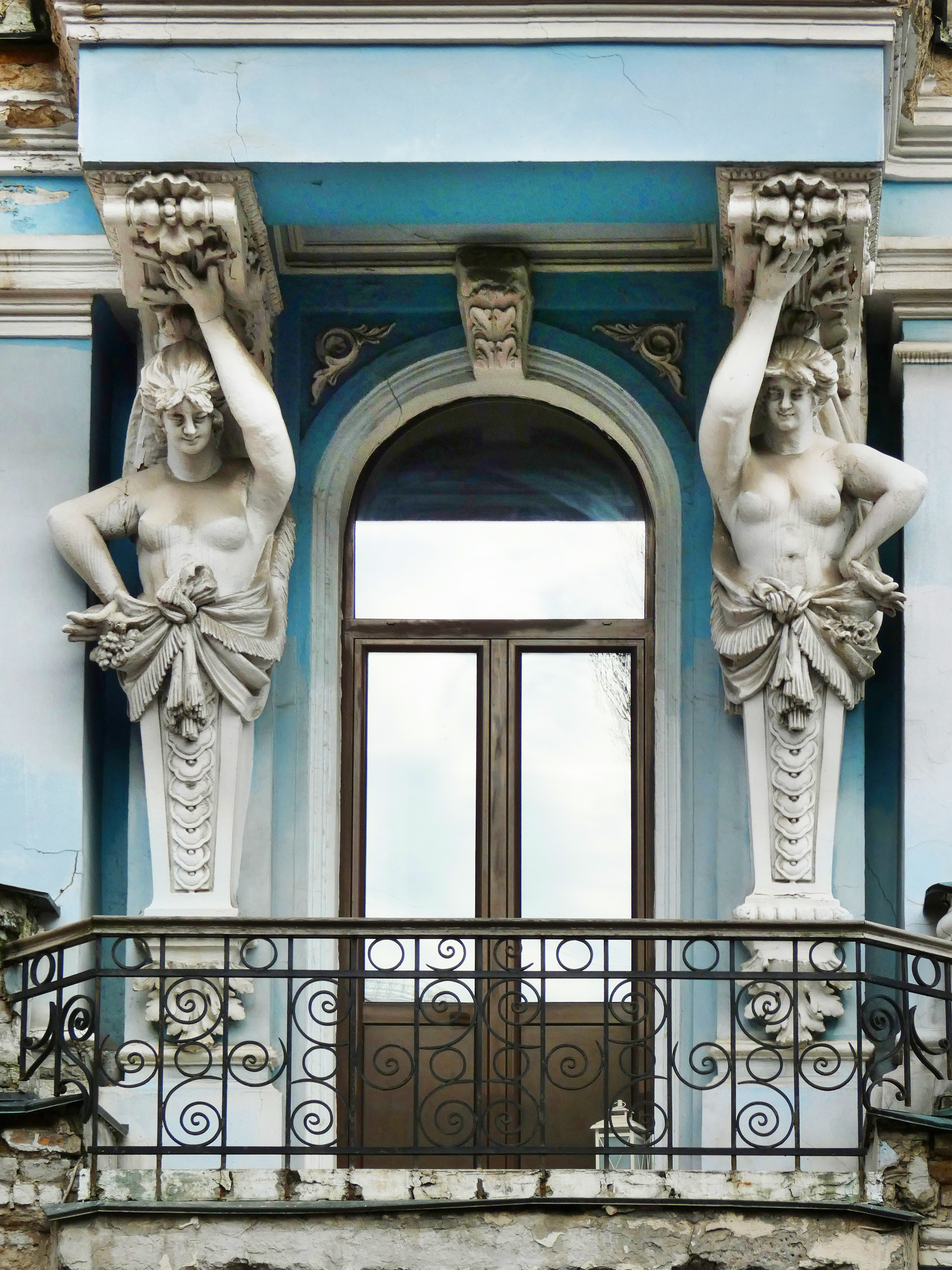
Садиба на Ярославому Валу, 16
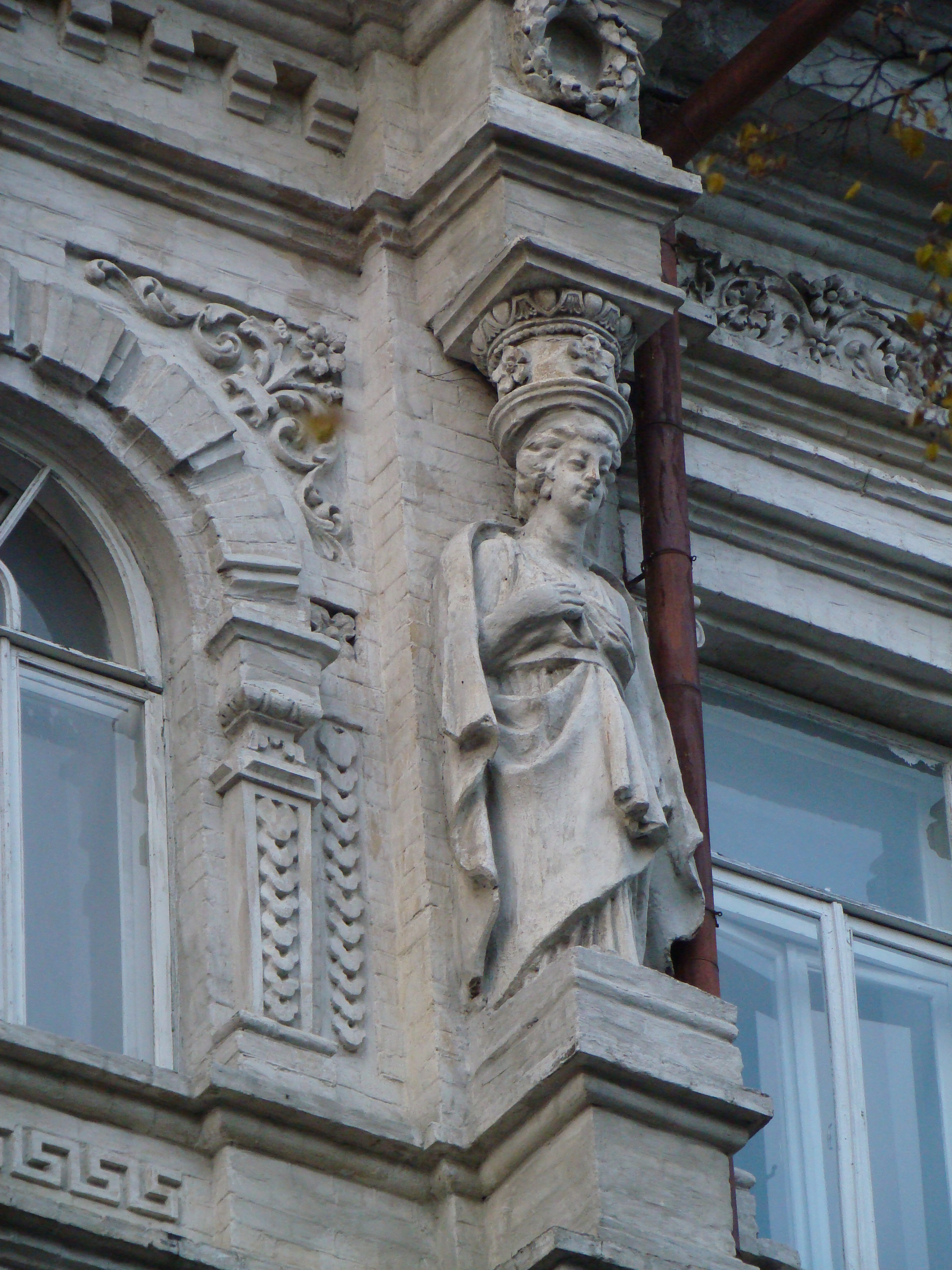
Будинок із каріатидами (Липинського, 4)
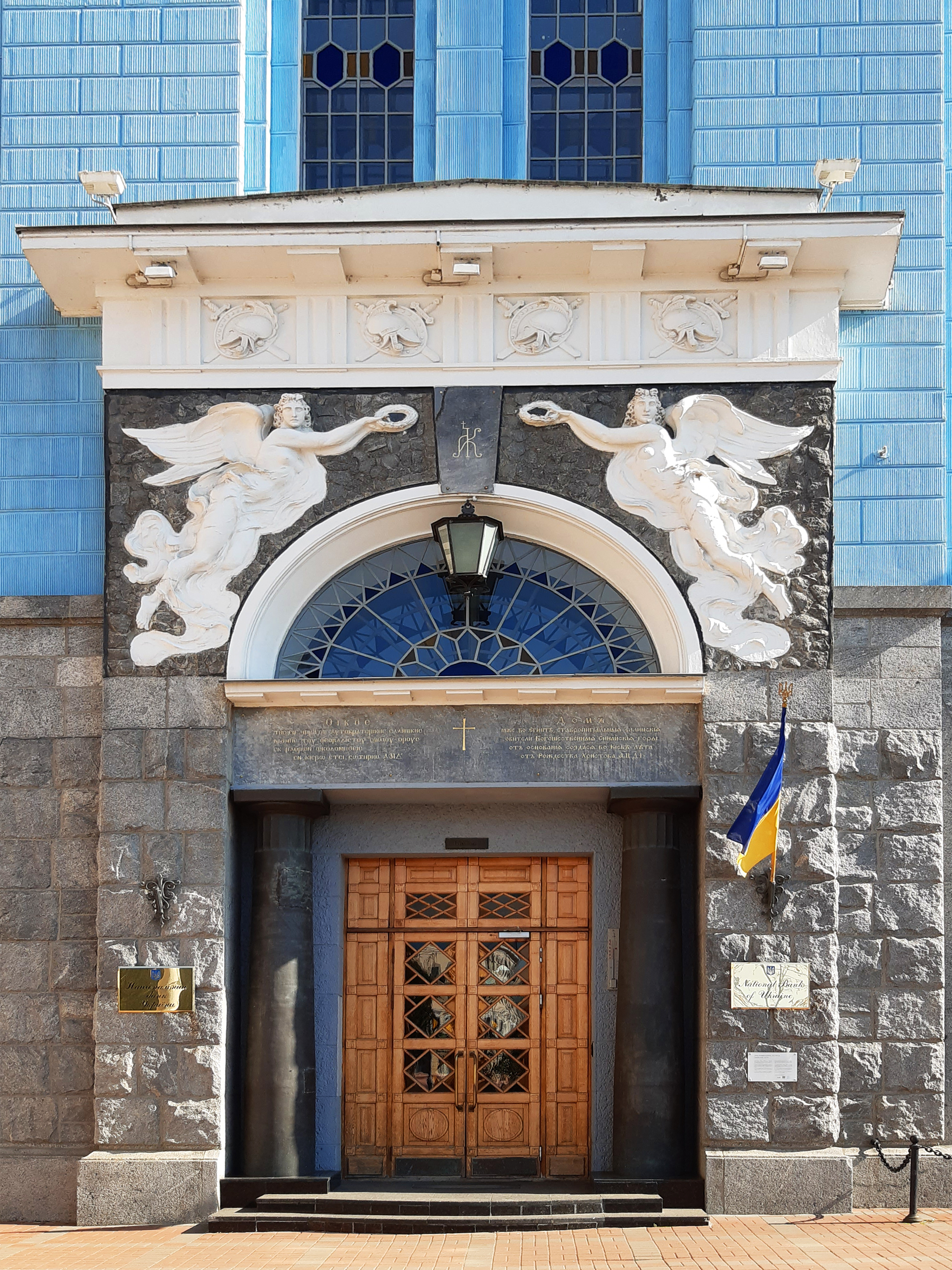
Фігури Слави (Контрактова площа, 2-Б)

Окрему групу становлять зображення тварин. Найбільша кількість тварин на Будинку з химерами (на Банковій, 10), виконаних за ескізами архітектора скульпторами Еліо Саля та Ф. Соколовим. Інші будинки прикрашають змії та гусак (Велика Житомирська, 32); орли (Мала Житомирська, 12; Заньковецької, 4; Ярославів Вал, 13); сови (Гоголівська, 23; Заньковецької, 4); коти (Гоголівська, 23); чаплі (Олександра Кониського, 81; Городецького, 17/1).
Часто зустрічаються лев'ячі маскарони — алегорія сили й мужності (Велика Житомирська, 23; бульварі Тараса Шевченка, 34, 48-А; Євгена Чикаленка, 11, 33; Січових Стрільців, 72; Олеся Гончара, 15, 22, 38; Липинського, 4, 11, 12; Шота Руставелі, 22; Ярославська, 31; Заньковецької, 48; Саксаганського, 113).

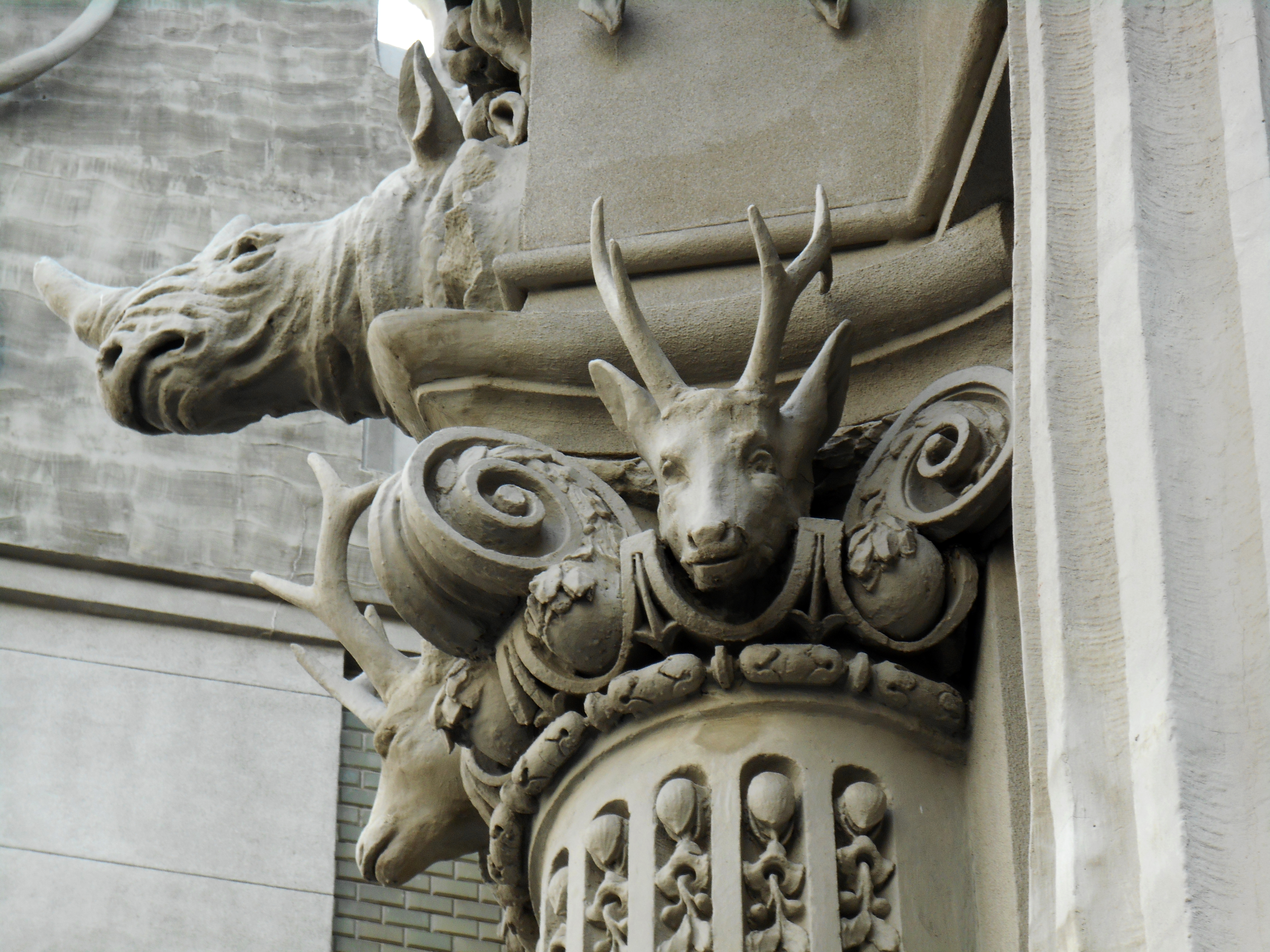
Будинок із химерами
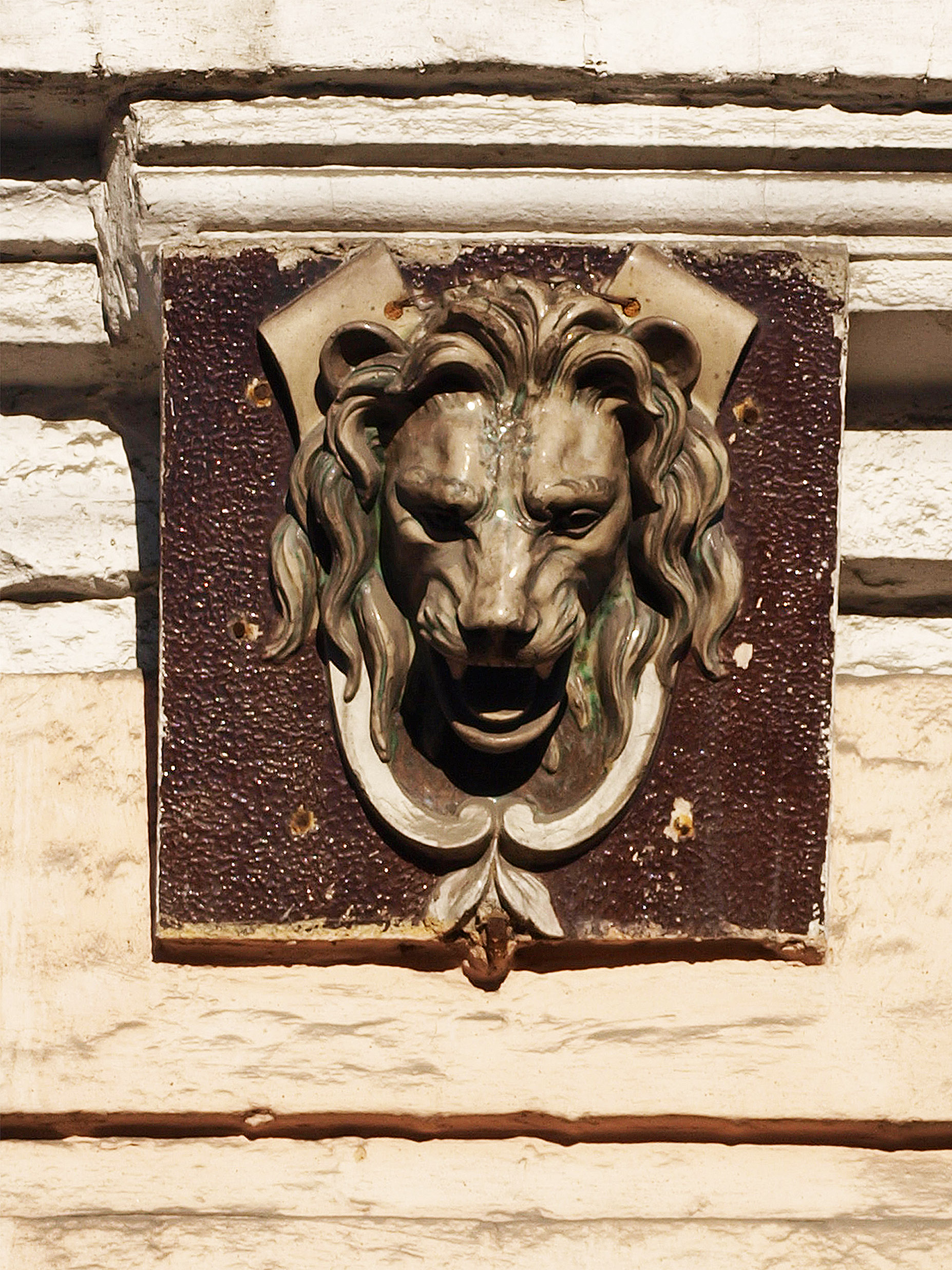
Будинок із левами
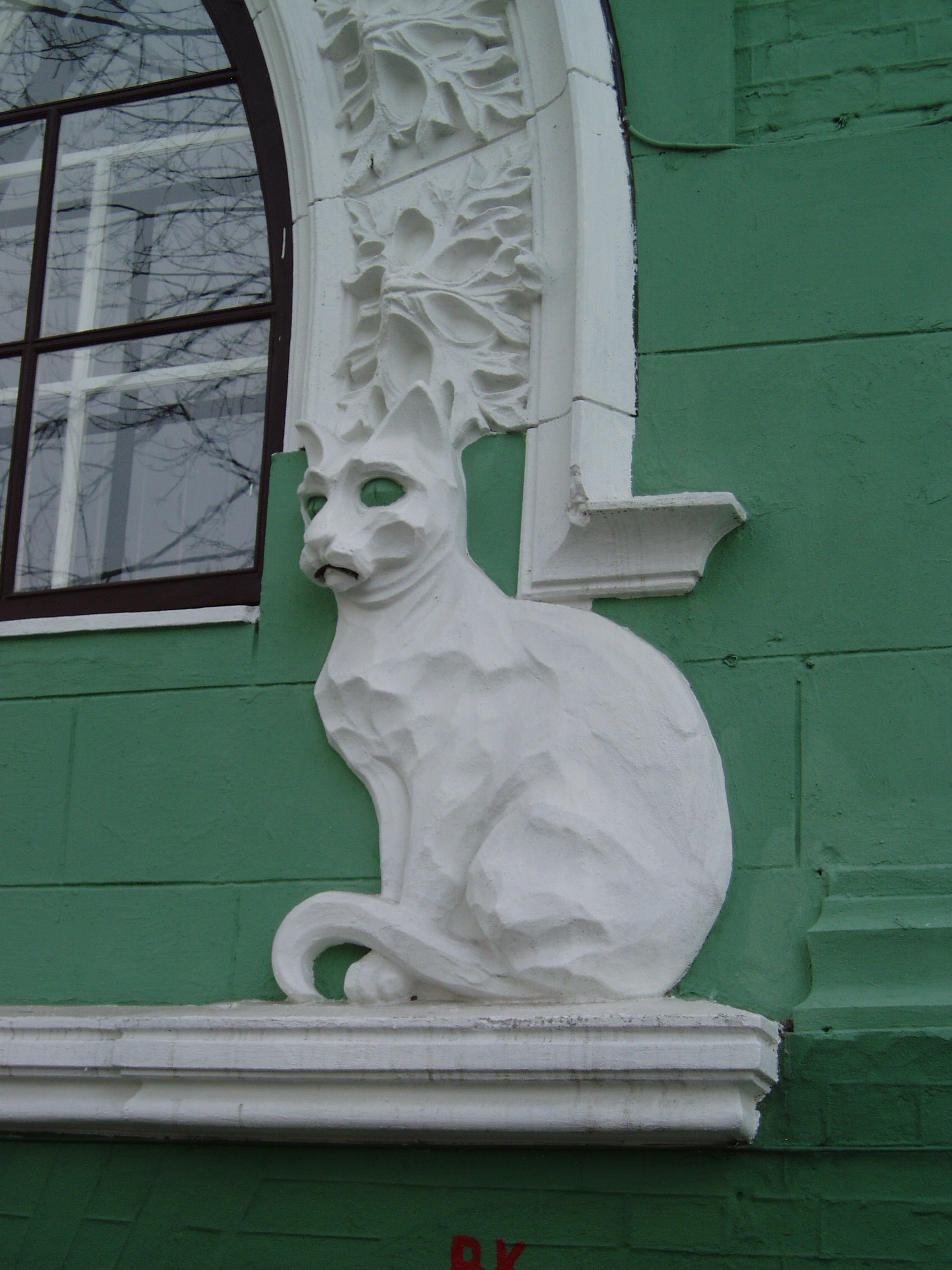
Будинок із котами
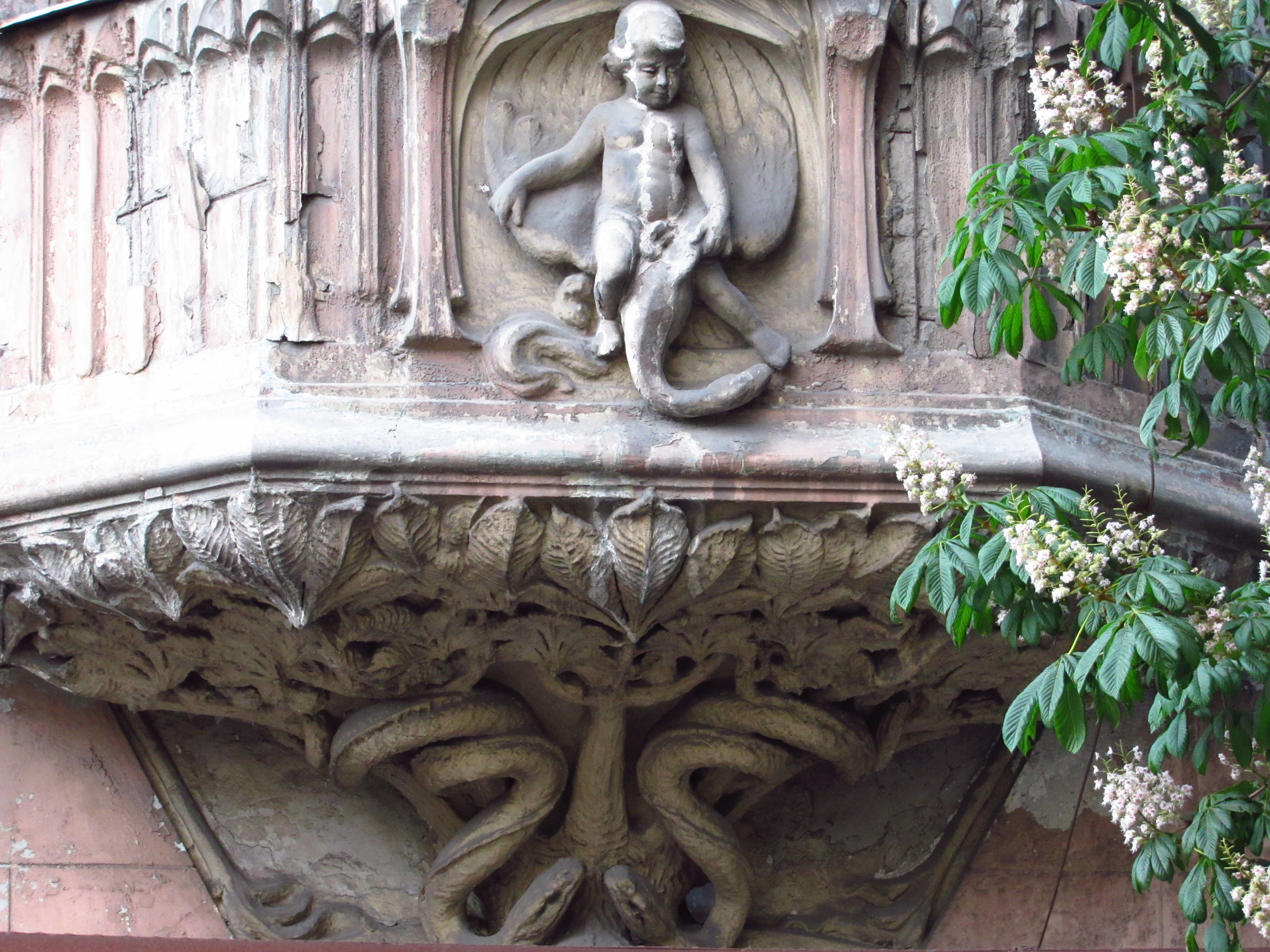
Будинок зі зміями

У щипцях наріжного прибуткового будинку на Ярославовому Валу, 21-А/20, у рельєфному круглому медальйоні зображено перехрещені заступ і кирку з написом латиною: «Ora et labora» («Молись і працюй») — емблему страхового товариства «Саламандра», якому належав цей будинок. Це також девіз чернечого бенедиктинського ордену.
Серед інших написів звертає на себе увагу латинське вітання «Salve», наприклад, вирізьблене над дверима (Ярославів Вал, 26-Б), викладене мозаїкою на порозі парадного входу (Будинок Підгорського на Ярославому Валу, 1; Саксаганського, 74, 81; Олеся Гончара, 9), закомпоноване у декоративному оздобленні вестибюля (Прорізна, 24/39).

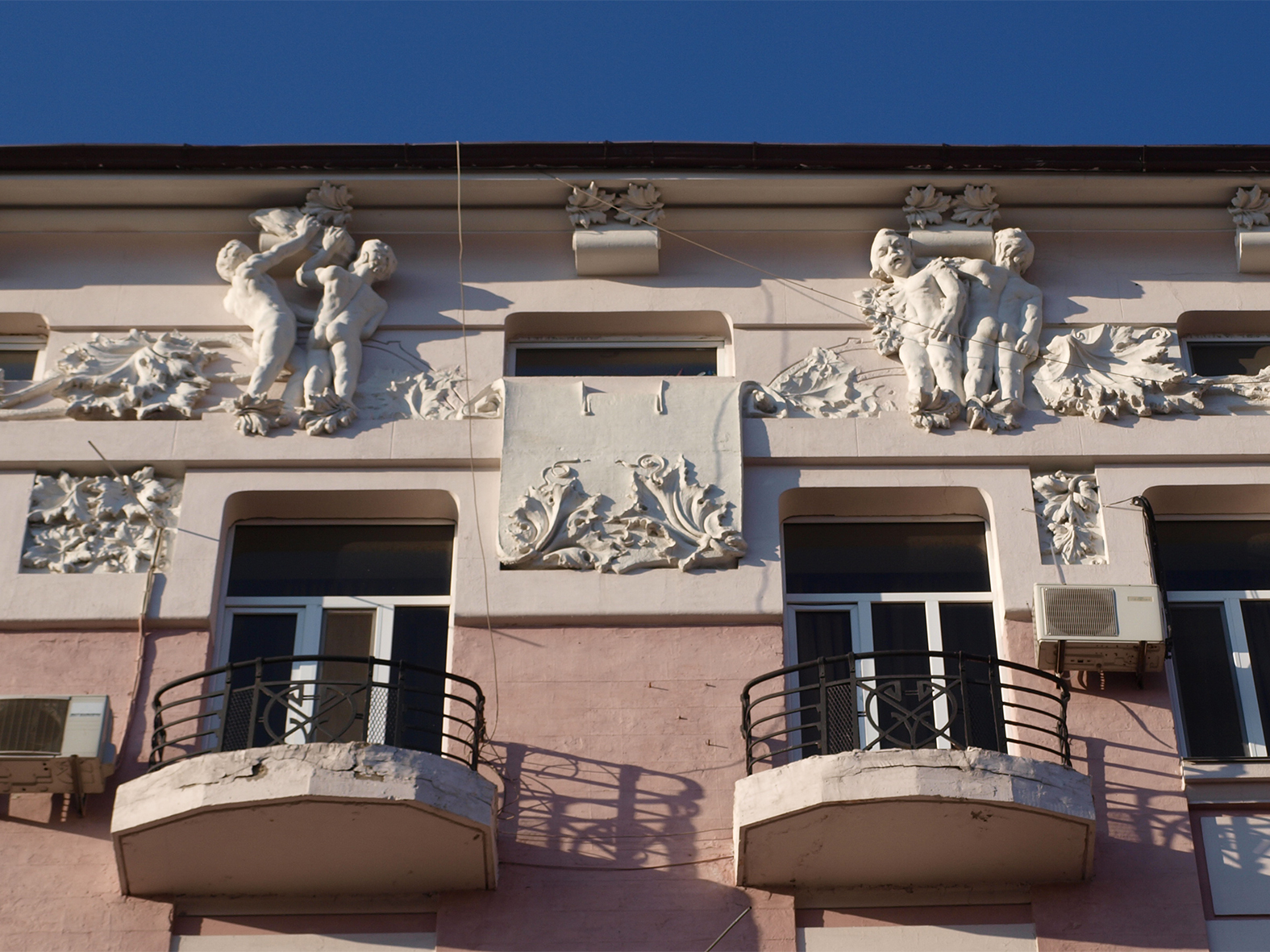
Путті (Будинок Козеровського)
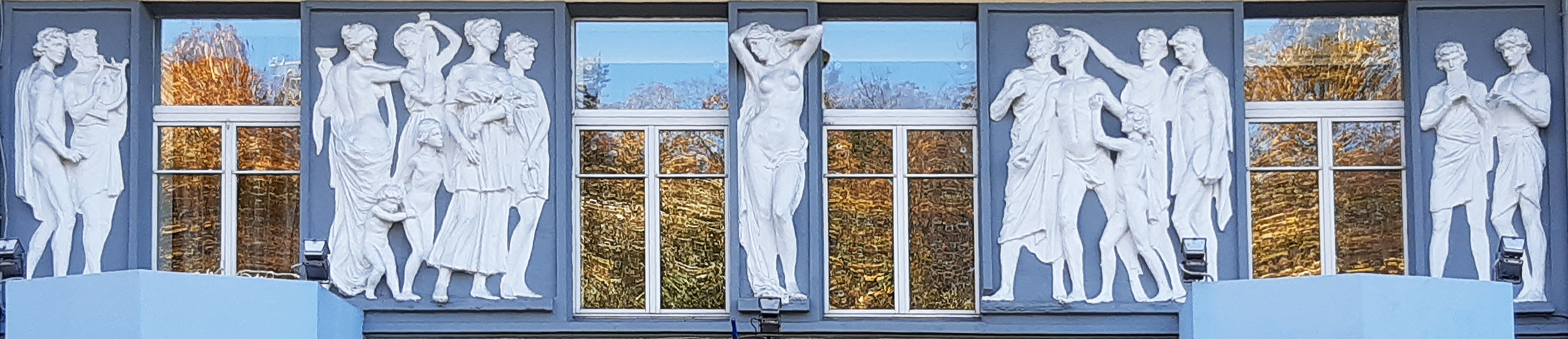
«Похід Фріни» (Музейному пров., 4)
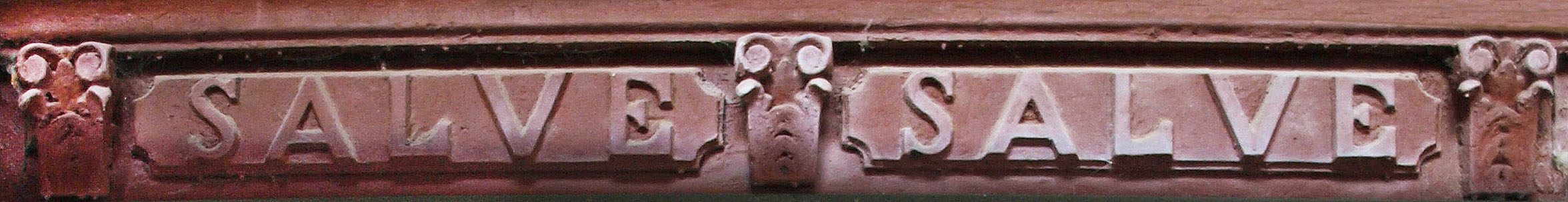
Латинське вітання «Salve» над дверима (Ярославів Вал, 26-Б)
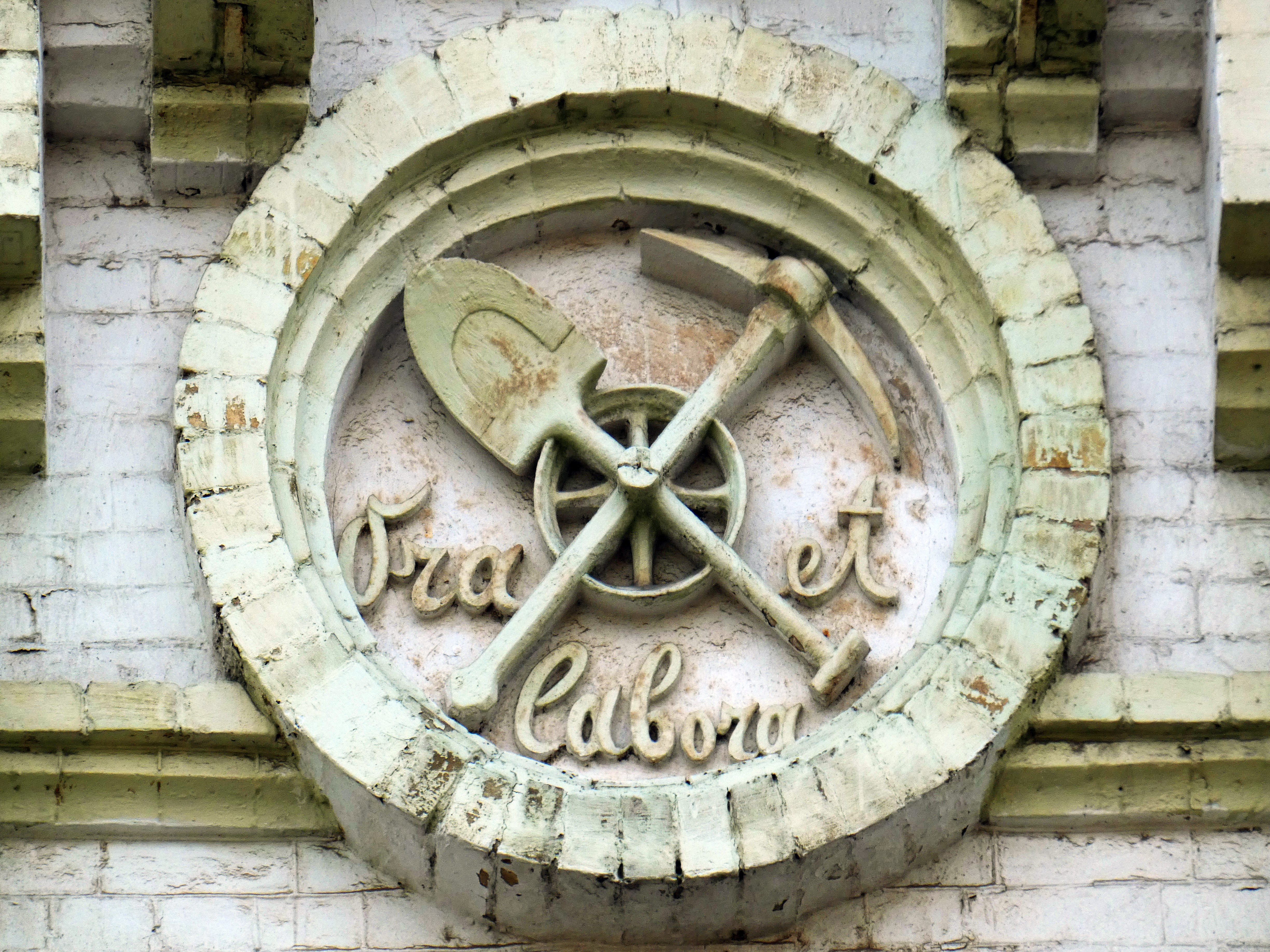
«Ora et labora» (Ярославів Вал, 21-А/20)